# Сборная России по хоккею с шайбой
Сборная России по хоккею с шайбой — национальная команда, представляющая Россию на международных турнирах по хоккею с шайбой. Управляется Федерацией хоккея России. Впервые была собрана в 1992 году, получив право выступать в группе сильнейших на чемпионате мира как правопреемница сборной СССР. С учётом результатов сборной СССР, сборная России одержала 27 побед на чемпионатах мира (22 победы сборной СССР и 5 побед сборной России), а также завоевала 9 золотых медалей на Олимпийских играх (7 побед сборной СССР, 1 победа Объединённой команды, 1 победа Олимпийских спортсменов из России). Является одной из сильнейших хоккейных сборных мира и наряду со сборными Канады, Швеции, Финляндии, Чехии и США входит в «большую хоккейную шестёрку».

## Предыстория
Впервые созданный в Российской империи Всероссийский хоккейный союз вступил в Международную лигу хоккея в 1911 году. Однако уже в том же году Всероссийский хоккейный союз был исключён из лиги. Ни одного международного матча российские команды при этом не провели.
Повторно интерес к хоккею с шайбой вернулся в Россию во второй половине 1940-х годов. В 1946 году был проведён первый чемпионат СССР, а уже через два года состоялся первый международный хоккейный матч — сборная Москвы на выезде обыграла пражскую команду ЛТЦ. В 1952 году Всесоюзная секция хоккея вступила во Всемирную лигу хоккея, получив возможность играть на чемпионатах мира и Олимпийских играх. С этого момента и можно по-настоящему начинать летосчисление сборной СССР по хоккею с шайбой, правопреемницей которой и является сборная России. Уже в 1954 году сборная СССР победила на чемпионате мира и чемпионате Европы, а в 1956 году завоевала золотые медали Олимпийских игр. С тех пор советская сборная, получившая прозвище «Красная машина», выиграла ещё 22 чемпионата мира, 27 чемпионатов Европы и 7 золотых наград олимпийских турниров.

## История

### 1992—1994: победы на Олимпийских играх 1992 года, чемпионате мира 1993 года и 4-е место на Олимпийских играх 1994 года
На зимних Олимпийских играх 1992 года в Альбервиле, которые проходили спустя несколько недель после распада СССР, под олимпийским флагом выступала сборная СНГ. Под руководством прежнего тренера сборной СССР Виктора Тихонова сборная СНГ сумела продолжить победные традиции прекратившей своё существование советской сборной и выиграть золото как Объединённая команда.
Для участия в дебютном чемпионате мира 1992 года в Чехословакии под руководством Виктора Тихонова была сформирована уже сборная России. В апреле были сыграны 5 товарищеских матчей со шведами, немцами и швейцарцами (первая в истории игра сборной России состоялась в Москве 12 апреля — ничья со шведами — 2:2, шайбы на счету защитников Дарюса Каспарайтиса и Дмитрия Юшкевича). На чемпионате мира россияне уверенно вышли из группы (в последнем матче канадцы были обыграны со счётом 6:4, причём после второго периода россияне вели 5:0, две шайбы в этом матче забросил Илья Бякин), заняв первое место, но в четвертьфинале уступили будущему чемпиону сборной Швеции (0:2, первое в истории поражение сборной России).
После чемпионата мира 1992 года Федерация хоккея России приняла необычное решение: Тихонову было предложено стать тренером олимпийской сборной России с прицелом на Игры 1994 года в Лиллехаммере, а сборную для участия в других турнирах возглавил Борис Михайлов, для которого это было дебютом во главе национальной команды. Помощниками Михайлова стали известные специалисты Пётр Воробьёв, Игорь Тузик, Геннадий Цыгуров.

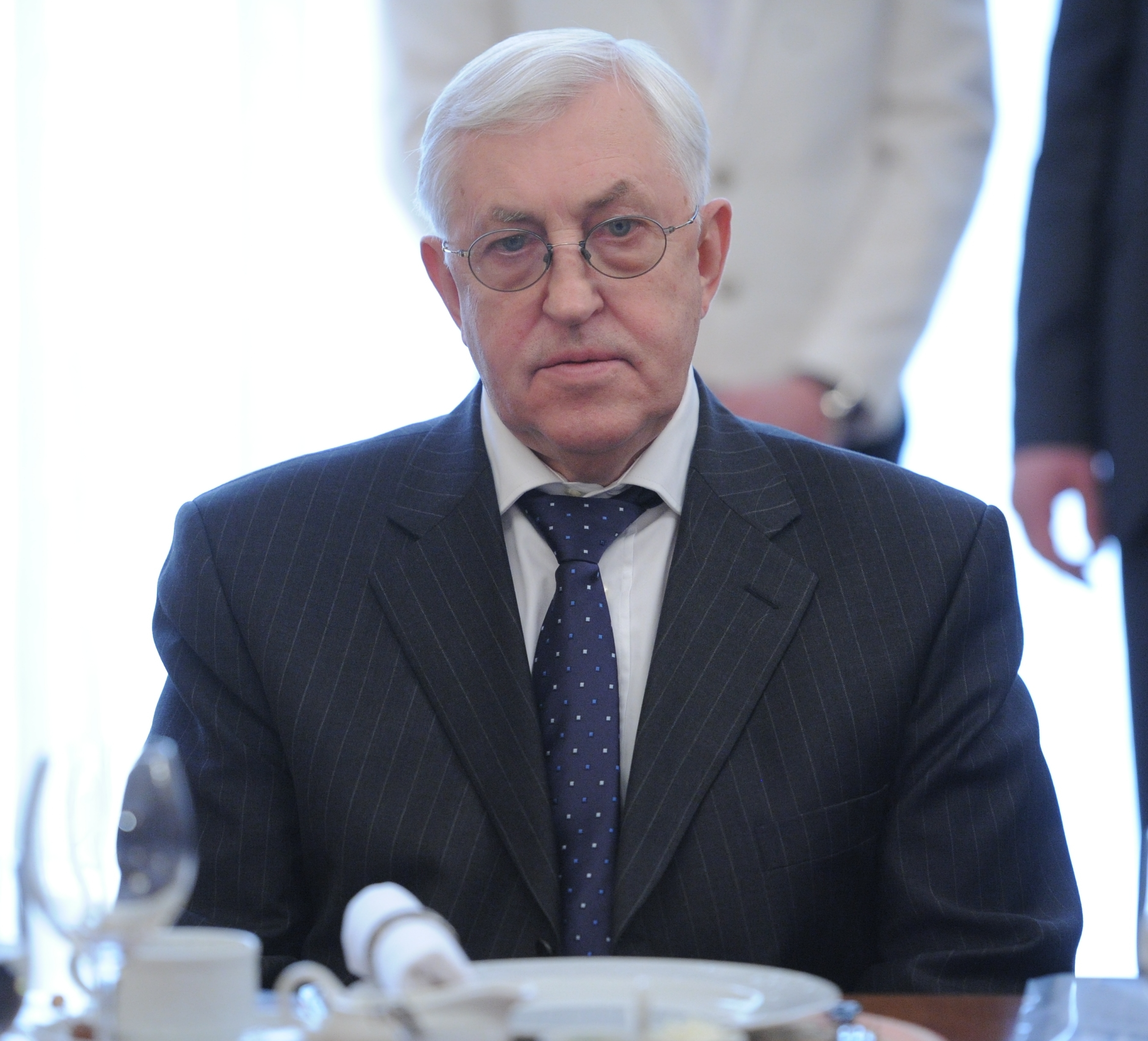
Борис Михайлов (фото 2012 года)

Первым чемпионатом мира для Михайлова стал турнир 1993 года в Германии. В группе россияне выступили не очень удачно: ничья 2:2 с командой Италии, а также поражения от шведов (2:5) и от Канады (1:3), но всё же вышли с третьего места в плей-офф. В четвертьфинале россияне уверенно разобрались с хозяевами турнира — 5:1 (немцы размочили счёт только при счёте 0:5), в полуфинале 30 апреля в зрелищном матче были обыграны канадцы (7:4, две шайбы на счету Германа Титова), в составе которых были такие известные игроки как Майк Гартнер, Род Бриндамор, Марк Рекки, Шейн Корсон, молодые Пол Кария и Эрик Линдрос. В финале в мюнхенском «Олимпиахалле» россияне взяли реванш у шведов (3:1) и впервые в истории независимой России стали чемпионами мира. Примечательно, что финал прошёл спустя ровно три года после последней победы сборной СССР на чемпионатах мира. В решающем матче в Мюнхене в первом периоде две быстрые шайбы забросили нападающие Герман Титов и Андрей Николишин. В середине второго периода отличился 32-летний Андрей Хомутов, впервые ставший чемпионом мира ещё в 1981 году в составе сборной СССР. Шведы сумели ответить только голом молодого Микаэля Ренберга в третьем периоде. Лучшим защитником турнира был признан 21-летний Дмитрий Юшкевич. В первую символическую сборную был включён опытный защитник Илья Бякин, а Вячеслав Быков и Андрей Хомутов, который набрал 12 очков (5+7) в 8 матчах и стал вторым бомбардиром турнира, вошли во вторую.

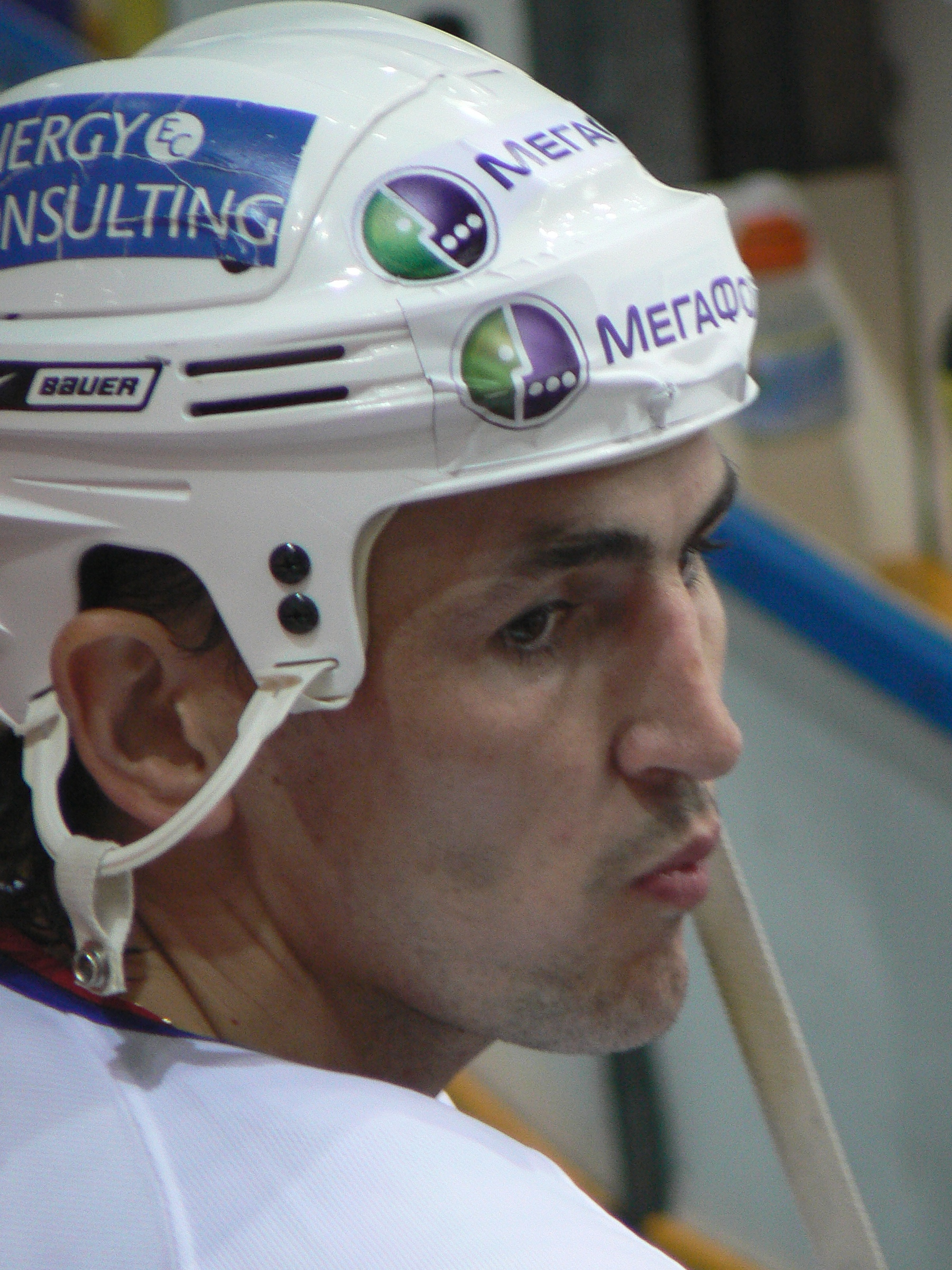
Форвард Равиль Гусманов (фото 2008 года) играл за сборную на Олимпийских играх 1994 года и на трёх чемпионатах мира (1999, 2001, 2002)

На Олимпиаде 1994 года в Лиллехаммере сборная под руководством Тихонова не смогла рассчитывать на целую плеяду звёзд российского хоккея, на тот момент выступавших в клубах НХЛ (североамериканская лига в 1994 году не делала паузы в своём регулярном чемпионате с тем, чтобы ведущие хоккеисты могли принять участие в олимпийском турнире). Павел Буре, Сергей Фёдоров, Алексей Ковалёв, Валерий Каменский, Сергей Зубов, Игорь Ларионов и многие другие не имели возможности приехать на турнир в Норвегию, даже если бы некоторые из них сумели уладить свои непростые отношения с Виктором Тихоновым. В итоге сборная России, составленная из игроков российских клубов, испытала проблемы уже на групповом этапе, когда во втором матче была разгромлена финской командой (0:5), а в четвёртой игре уступила немцам (2:4). Заняв четвёртое место в группе, сборная России в четвертьфинале попала на неожиданного победителя другой группы команду Словакии, которая сумела опередить канадцев, шведов и американцев. В составе словаков выделялся знаменитый бомбардир 37-летний Петер Штястны, последний раз игравший на Олимпийских играх в 1980 году в составе сборной Чехословакии. В трудном матче, по ходу которого россиянам дважды пришлось отыгрываться, лишь на 9-й минуте овертайма шайба Александра Виноградова из санкт-петербургского СКА вывела Россию в полуфинал (3:2). На этой стадии россиянам противостояла команда Швеции, всухую обыгравшая в 1/4 финала немцев (3:0). После двух периодов полуфинала команда Тихонова уступала 1:3, на 46-й минуте Патрик Юлин забросил свою вторую шайбу в ворота голкипера россиян Андрея Зуева. Казалось, что шведы уверенно доведут матч до победы, но команде Тихонова удалось отыграть две шайбы в течение десяти секунд на 59-й минуте матча (отличились Сергей Березин и Равиль Гусманов). Однако оставшейся 61 секунды сборной России не хватило, чтобы сравнять счёт, и матч закончился победой будущих олимпийских чемпионов из Швеции (3:4). В матче за третье место сборная России вновь не сумела оказать сопротивления своим обидчикам на групповом этапе финнам — 0:4. На своей первой же Олимпиаде сборная России не сумела выиграть медали, тогда как сборная СССР ни разу в своей истории не возвращалась с этих турниров без наград. По итогам Олимпиады в Лиллехаммере 63-летний Виктор Тихонов был уволен с поста тренера сборной.
Спустя 2 месяца после Олимпиады 1994 года сборная под руководством Михайлова защищала свой титул чемпиона мира на турнире в Италии. В составе сборной были защитники Илья Бякин, Сергей Шенделев, Алексей Житник, Дмитрий Юшкевич, форварды Валерий Каменский (он набрал 10 очков в 6 матчах), Игорь Федулов (9 очков на турнире), Андрей Коваленко, Валерий Буре, Алексей Яшин. Основным вратарём был Михаил Шталенков. Из достаточно простой группы россияне вышли уверенно, после четырёх побед уступив только канадцам (1:3, при этом до середины третьего периода россияне вели 1:0). Если бы Россия заняла первое место в группе, то попала бы в 1/4 финала на чехов, а после поражения от Канады соперником действующих чемпионов мира стали американцы. В четвертьфинале в Милане потерпела поражение от сборной США (1:3), причём после двух периодов счёт был 0:3 в пользу американцев. Американцы затем были последовательно разгромлены финнами в полуфинале (0:8) и шведами в матче за третье место (2:7). Чемпионами мира же впервые с 1961 года стала канадская сборная, переигравшая в финале финнов в серии буллитов.

### 1995—1997: неудачи на чемпионатах мира и в Кубке мира
Несмотря на провал на чемпионате мира в Италии, Борис Михайлов остался у руля сборной, ему был дан шанс реабилитироваться на первенстве мира 1995 года в Швеции. В Евле россияне выиграли все пять матчей группового этапа, включая победу над Канадой (5:4). Но в плей-офф команда Михайлова опять оступилась в первом же матче: сухое поражение 0:2 от чехов (шайбы Иржи Кучеры и Отакара Вейводы). В составе той сборной России выделялся Сергей Березин, забросивший на турнире 7 шайб в 6 матчах (включая хет-трик в ворота швейцарцев). Чемпионат мира в Швеции стал последним турниром в составе сборной России для нападающего Вячеслава Быкова и первым для него в карьере, с которого он уехал без наград. Михайлов в результате был уволен, а главным тренером стал Владимир Васильев, в сезоне 1994/95 приведший клуб «Кёльнер Хайе» к победе в чемпионате Германии. Помощниками Васильева стали Виктор Тихонов и Геннадий Цыгуров.

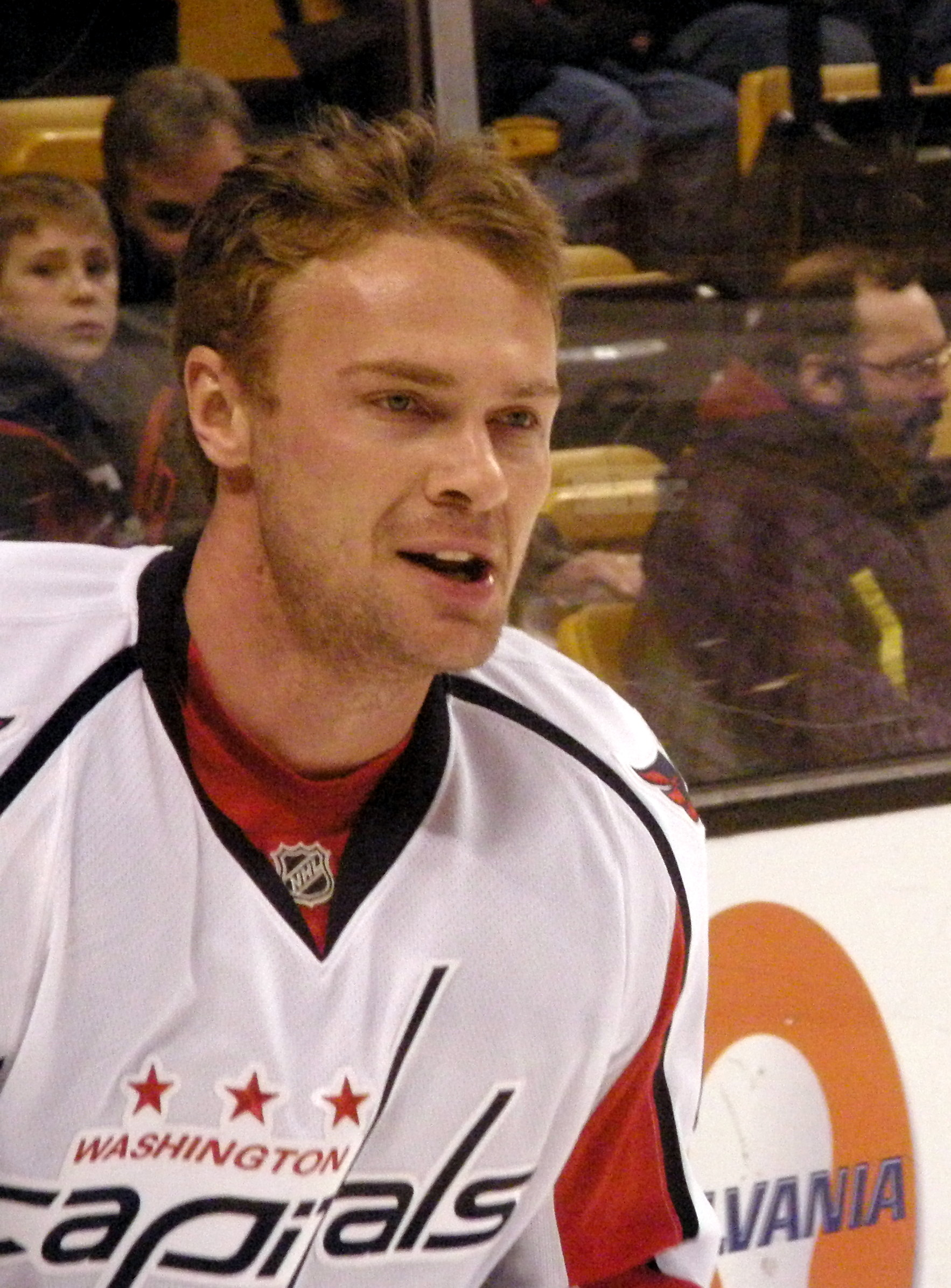
Виктор Козлов выступал за сборную России на пяти чемпионатах мира и двух зимних Олимпийских играх

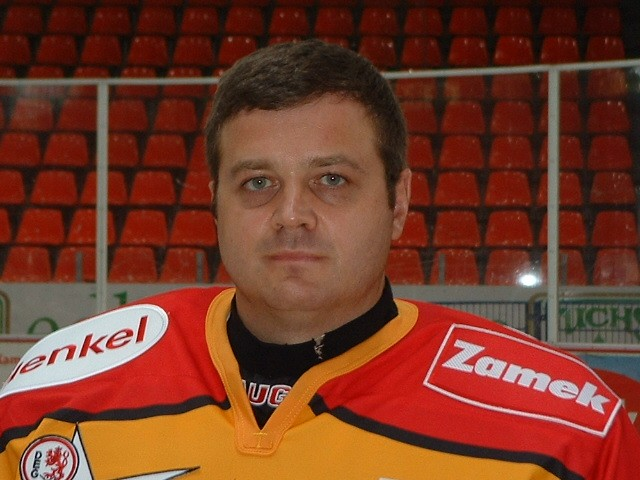
В составе сборной России вратарь Андрей Трефилов выиграл золото чемпионата мира 1993 года и олимпийское серебро 1998 года

На чемпионате мира 1996 года в Австрии сборная России вновь выиграла все пять матчей в группе (в том числе 3:1 у США и 6:4 у Канады). В четвертьфинале россияне встретились не с самой сильной сборной Италии и уверенно победили 5:2. В полуфинале в Вене сборная России уверенно начала матч против канадцев (2:0 после первого периода, шайбы в большинстве на счету Дмитрия Квартальнова и Сергея Брылина). Во втором периоде Джейсон Доуи и Стив Дюшен сравняли счёт, в третьем периоде заброшенных шайб не было, хотя Владимир Воробьёв был близок к успеху. За 60 минут россияне нанесли 34 броска по воротам, на что канадцы ответили 24 раза. В 10-минутном овертайме команды не сумели отличиться и победителя пришлось выявлять в серии буллитов. Сергей Березин реализовал первый же буллит в ворота Кёртиса Джозефа, но затем полевые игроки обеих команд раз за разом не могли переиграть голкиперов. Наконец, дело дошло до последнего пятого броска канадцев, и Рэй Ферраро сумел обмануть Андрея Трефилова. 21-летний Виктор Козлов мог принести победу России, но не забил. В дополнительной серии у россиян первым бросал Березин и вновь забил, но канадцы, оказавшись на грани поражения, сумели отыграться благодаря эффектной шайбе левого крайнего из «Анахайма» Пола Карии. Следующим у России бросал Валерий Карпов, но не забил, а канадцы ответили шайбой Янника Перро и завершили серию буллитов в свою пользу. На следующий день в матче за третье место россияне вновь уверенно начали матч, дважды забросив в первом периоде, во втором Сергей Березин довёл счёт до 3:0, но затем американцы отыграли две шайбы, а в третьем периоде забросили и третью. В овертайме на пятой минуте при игре в большинстве ошибся защитник Борис Миронов и в контратаке сборная США забросила победную шайбу. Таким образом, ни разу не проиграв на чемпионате в основное время, россияне третий год подряд остались без медалей чемпионата мира. Лидерами сборной по набранным очкам на турнире стали Сергей Березин, Алексей Яшин и Дмитрий Квартальнов. Алексей Житник был признан лучшим защитником турнира и вошёл в первую символическую сборную. Во вторую символическую сборную были включены Березин и Яшин.
В августе—сентябре 1996 года на площадках Европы и Канады состоялся розыгрыш Кубка мира с участием хоккеистов НХЛ. Россияне, которыми на этот раз руководил вернувшийся в сборную Борис Михайлов, впервые с начала 1990-х сумели собрать почти всех своих сильнейших игроков из НХЛ. В составе команды был ряд хоккеистов, успевших поиграть ещё в сборной СССР — Вячеслав Фетисов, Игорь Ларионов, Павел Буре, Сергей Фёдоров, Сергей Немчинов, Александр Могильный и другие. Перед турниром сборная России провела пять товарищеских матчей и не уступила ни разу (победы над Германией, Швецией, Финляндией и США, а также ничья с канадцами в Калгари). Это были единственные матчи в истории сборной России, в которых в одном звене играли Александр Могильный, Сергей Фёдоров и Павел Буре, считавшиеся одними из лучших нападающих мира в 1990-е годы и начинавшие играть вместе ещё в юниорском возрасте в ЦСКА и сборной СССР. Буре получил травму в одном из матчей и на самом Кубке мира не сыграл. В первом матче в группе россияне уступили 29 августа в Ванкувере канадцам (3:5), но затем обыграли в Монреале словаков (7:4). В матче со словаками особо отличился Сергей Фёдоров, набравший 4 очка (2+2), две шайбы также забросил Могильный. В последнем матче в группе в нью-йоркском «Мэдисон-сквер-гардене» команда Михайлова проиграла американцам со счётом 2:5, причём первую шайбу россияне забросили лишь при счёте 0:4. В четвертьфинале 6 сентября в Оттаве в «Корел-центре» команда Михайлова разгромила финнов (5:0), но через два дня в полуфинале с тем же счётом, что и в группе, уступила американцам (2:5), у которых дублем отметился Бретт Халл, ставший затем лучшим снайпером и бомбардиром турнира с 7 голами и 11 очками. У россиян в этой игре забрасывали Сергей Березин и Сергей Зубов. Матч за третье место предусмотрен не был, а в финальной серии до двух побед американцы оказались сильнее канадцев, выиграв второй и третий матч со счётом 5:2.
На чемпионате мира 1997 года сборную возглавил многолетний тренер «Крыльев Советов» и помощник Виктора Тихонова в сборной Игорь Дмитриев, который к тому времени уже испытывал серьёзные проблемы со здоровьем, связанные с опухолью мозга. Состав россиян разительно отличался от того, что был на Кубке мира 1996 года, Дмитриев мог рассчитывать в основном на игроков российских клубов. Схема розыгрыша чемпионата мира претерпела изменения. Заняв в подгруппе третье место (чувствительное поражение от финнов 4:7), россияне вышли в группу, разыгрывавшую право сыграть в финале и в матче за третье место. Из первой подгруппы в зачёт россиянам здесь пошли поражение от финнов и победа над чехами (3:2). Россияне сумели переиграть победителей группы шведов (4:1), но уступили канадцам (1:2) и сыграли вничью с американцами (1:1). В результате россияне были вынуждены играть только за третье место с чехами, но на этот раз уступили им (3:4). В финале в серии до двух побед канадцы выиграли у шведов. Александр Королюк и Александр Прокопьев были включены во вторую символическую сборную турнира. Игорь Дмитриев в связи состоянием здоровья покинул пост главного тренера сборной, в ноябре того же года перенёс инсульт, а 21 декабря 1997 года скончался в возрасте 56 лет.

### 1998: олимпийское серебро Нагано и пятое место на чемпионате мира
В апреле 1997 года был убит президент Федерации хоккея России Валентин Сыч, и в конце мая того же года был избран новый президент ФХР — Александр Стеблин. Летом 1997 года Стеблин пригласил на должность главного тренера сборной России 58-летнего Владимира Юрзинова, на тот момент уже несколько лет работавшего в Финляндии с клубом ТПС, а ранее долгие годы тренировавшего московское и рижское «Динамо», а также помогавшего Виктору Тихонову в сборной СССР. Ассистентами Юрзинова стали Пётр Воробьёв и Зинэтула Билялетдинов. На Олимпийских играх 1998 года в Нагано впервые смогли принять участие лучшие игроки НХЛ, которая сделала специальную паузу в своём регулярном чемпионате. Юрзинову удалось собрать сильный состав, приехали Павел Буре, Сергей Фёдоров, Алексей Яшин, Алексей Жамнов, Валерий Каменский, Сергей Гончар, Дарюс Каспарайтис. Опасение вызывала вратарская линия: Андрей Трефилов почти не играл в «Чикаго Блэкхокс», а Михаил Шталенков показывал нестабильную игру в «Майти Дакс оф Анахайм».

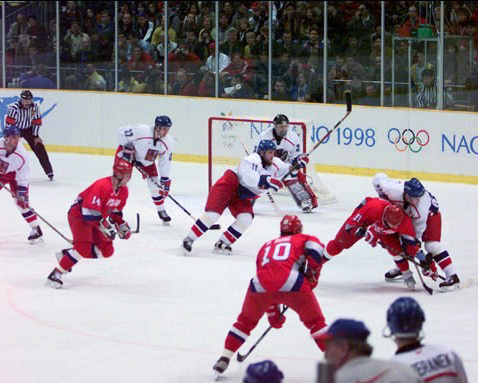
Фрагмент финального матча Россия — Чехия на Олимпийских играх 1998 года в Нагано. № 10 — Павел Буре

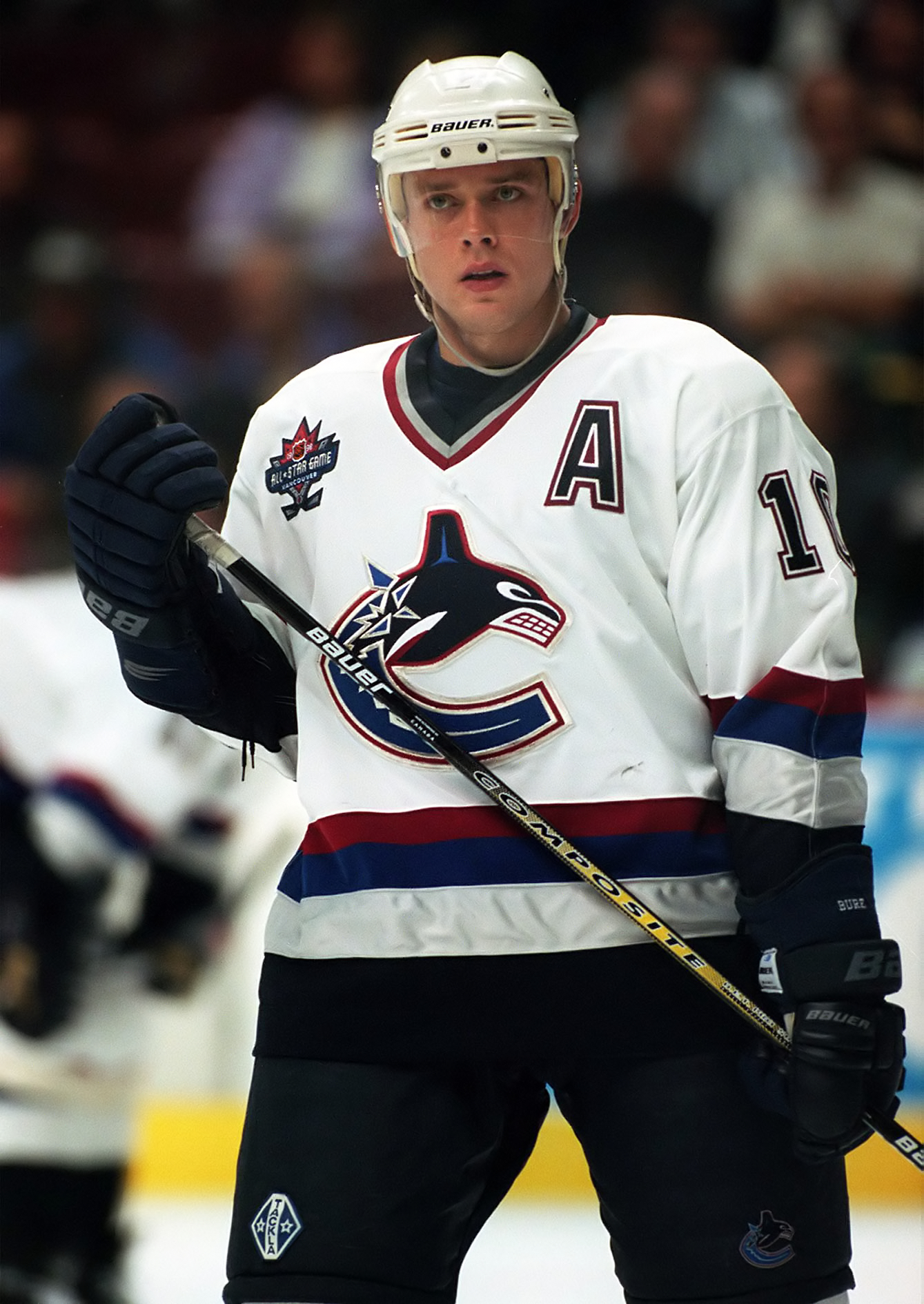
Нападающий Павел Буре на олимпийском турнире в Нагано забросил 9 шайб в 6 матчах, в том числе пять в ворота финнов в полуфинале

В первом матче на олимпийском турнире 13 февраля 1998 года россияне разгромили команду Казахстана — 9:2 (5 безответных шайб Россия забросила во втором периоде). Через два дня с финнами пришлось сложнее — уже к восьмой минуте россияне уступали 0:2, на гол Павла Буре финны ответили во втором периоде своей третьей шайбой, но ещё во втором периоде Алексей Яшин и Сергей Немчинов сравняли счёт, а незадолго до конца матча 20-летний Алексей Морозов принёс победу России. На следующий день в заключительном матче в группе россияне встретились с чехами. После двух периодов чехи лидировали 1:0, но в третьем периоде сборная России забросила две быстрые шайбы и победила. В четвертьфинале Россия не испытала особых проблем со сборной Беларуси, на шайбы Каменского, Коваленко, Павла Буре и Морозова соперники лишь в заключительной трети матча ответили голом Ерковича. В полуфинале россиян ждала встреча с финнами, которые благодаря двум шайбам Теему Селянне в 1/4 финала выбили из турнира олимпийских чемпионов 1994 года шведов. Россия мощно начала встречу, в начале второго периода счёт был 3:0 в её пользу, но финны сумели отыграться. Героем встречи стал нападающий «Ванкувер Кэнакс» и сборной России Павел Буре, забросивший пять шайб, последнюю из которых уже в пустые ворота. Россияне победили 7:4 и вышли в финал где им предстояла ещё одна встреча с чехами. Сборная Чехии в плей-офф последовательно обыграла сборную США (4:1), а затем и канадцев (2:1, по буллитам). Впечатляющую игру в воротах чехов на турнире демонстрировал знаменитый Доминик Гашек, в полуфинале он отбил все 5 буллитов хоккеистов сборной Канады. В решающем матче 22 февраля россияне активно заиграли с первых минут, но 33-летний Гашек был непробиваем. После двух периодов счёт не был открыт, а на 9-й минуте третьего периода защитник чехов Петр Свобода дальним броском с рикошетом от Андрея Коваленко сумел поразить ворота Михаила Шталенкова. Россияне же, несмотря на все усилия, так и не смогли ни разу пробить Гашека. Тем не менее, эта медаль стала первой для сборной России на крупнейших турнирах после золота чемпионата мира 1993 года. Владимир Юрзинов впоследствии признал, что чехи были немного сильнее в финале.
Юрзинов остался во главе сборной и на чемпионате мира 1998 года, прошедшем в Швейцарии. На этот раз сборная вновь в основном была составлена из игроков российских клубов, из серебряных призёров Нагано в ней были лишь Алексей Морозов и Сергей Немчинов. На первом групповом этапе россияне показали результативный хоккей и выиграли все три матча (8:4 у Казахстана, 7:5 у Латвии и 4:2 у Финляндии). Но на втором групповом этапе сборная России уже в первом матче неожиданно проиграла швейцарцам (2:4). Затем россияне разгромили словаков (6:1) и в решающем матче сыграли вничью с чехами (2:2), тогда как только победа выводила Россию в полуфинал. В итоге из группы в полуфинал вышли чехи и шведы, а россиянам единственное поражение от хозяев турнира не позволило побороться за награды. В нападении сборной на турнире выделялся Виктор Козлов из «Флориды», набравший 9 (4+5) очков в 6 матчах. Шесть шайб забросил Сергей Березин. Юрзинов после этого чемпионата подал в отставку с поста главного тренера сборной и отправился в Швейцарию тренировать клуб «Клотен Флайерз» (по другой информации, подписал контракт на год с финским ТПС).

### 1999—2001: 11-е место на чемпионате мира в Санкт-Петербурге
В августе 1998 года новым главным тренером сборной стал 51-летний Александр Якушев, последние годы работавший в Швейцарии в клубе «Амбри-Пиотта», а в сезоне 1997/98 возглавивший московский «Спартак». Президент ФХР Александр Стеблин при назначении Якушева сообщил, что было ещё семь претендентов на пост главного тренера — Зинэтула Билялетдинов («Динамо» Мск), Пётр Воробьёв («Торпедо» Ярославль), Борис Михайлов (ЦСКА), Валерий Белоусов («Металлург» Мг), Геннадий Цыгуров («Лада» Тольятти), Рафаил Ишматов («Салават Юлаев» Уфа) и Юрий Моисеев. Желание продолжать работу со сборной в качестве консультанта выразил и Владимир Юрзинов.
Первым крупным турниром для Якушева в качестве главного тренера сборной стал чемпионат мира 1999 года в Норвегии. В первом групповом этапе на льду Хамара россияне сыграли вничью с финнами и белорусами и обыграли украинцев. На втором этапе в Осло россияне сначала разгромили чехов (6:1), но 9 мая 1999 года уступили шведам (1:4), а в заключительном матче проигрывали после двух периодов словакам 0:2, но сумели свести матч к ничьей (2:2). В тот же день чехи обыграли шведов со счётом 2:0, что гарантировало обеим этим сборным выход в полуфинал, тогда как россияне оставались на третьем месте в группе и выбывали из турнира. Яркую игру в нападении продемонстрировал форвард «Оттавы Сенаторз» Алексей Яшин, забросивший в шести матчах 8 шайб, в том числе все три шайбы сборной в ничейном матче с Финляндией (3:3) и две в победной игре против чехов.
Соглашение с Якушевым изначально было заключено с прицелом на выступление на домашнем чемпионате мира 2000 года в Санкт-Петербурге, поэтому тренер остался во главе сборной, тем более, что за 1990-е годы руководство ФХР стало привыкать к провалам на чемпионатах мира — турнир 1999 года стал уже шестым подряд, с которого россиянам не удалось увезти наград.

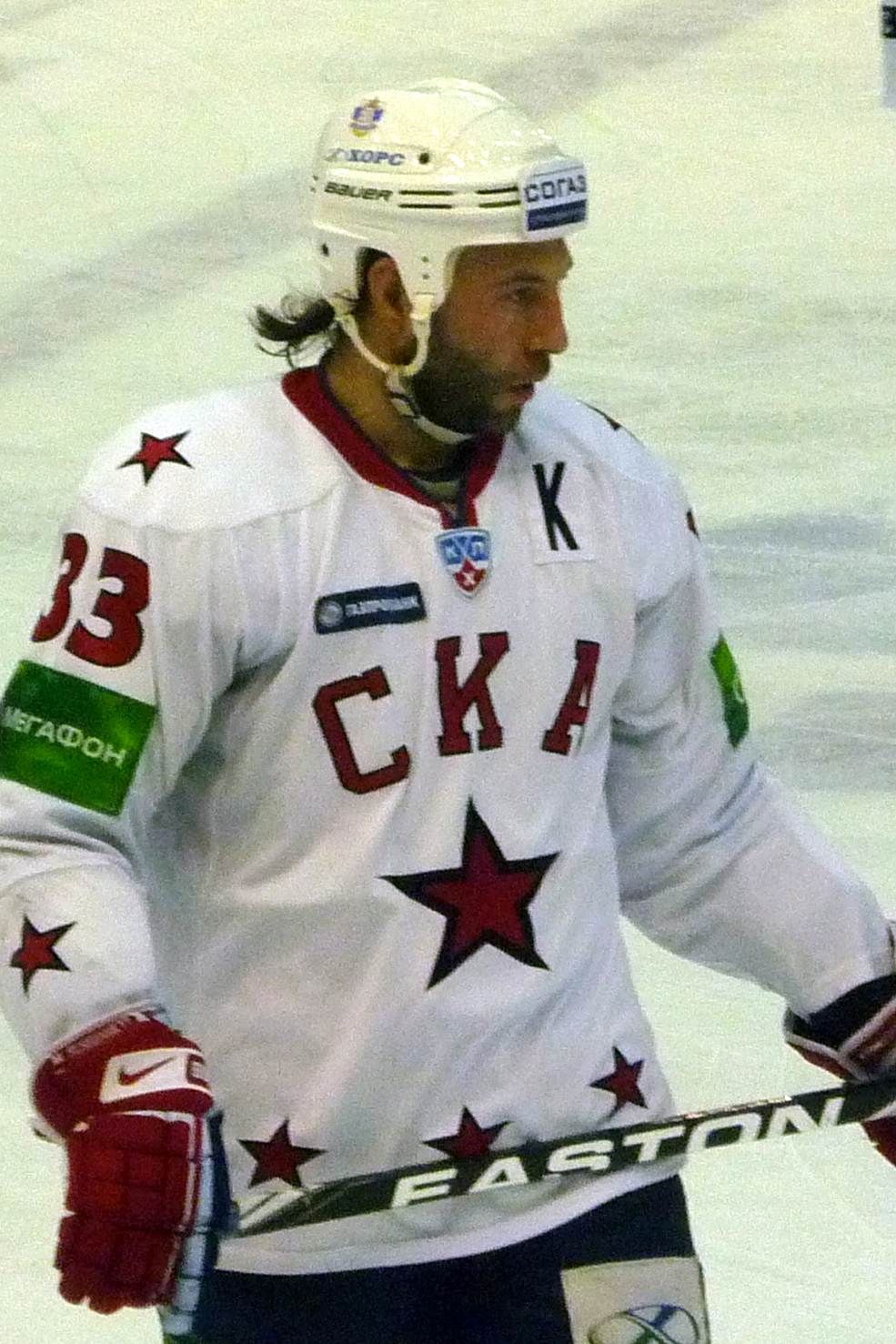
Максим Сушинский играл за сборную более 10 лет, став с ней чемпионом мира 2008 года

В Санкт-Петербурге к чемпионату мира был построен новый Ледовый дворец, болельщики ждали от сборной высшего результата на первом с 1986 года домашнем чемпионате мира, тем более, что сборная СССР традиционно сильно играла на своём льду. Сборная получила серьёзное подкрепление из НХЛ: приехали защитники Дмитрий Миронов, Игорь Кравчук, Алексей Житник, Сергей Гончар, форварды Павел Буре, Валерий Каменский, Алексей Яшин, Виктор Козлов, Алексей Жамнов, Андрей Коваленко. Пару вратарей составили 19-летний Илья Брызгалов из «Лады» и Егор Подомацкий из ярославского «Торпедо». Генеральным менеджером сборной был Алексей Касатонов, ассистентами Якушева на турнире были Билялетдинов и Владислав Третьяк. Сборная России во время турнира жила в гостинице «Ретур» в окрестностях Петербурга. Руководством ФХР до предела было ограничено общение не только с хоккеистами, но и с лицами, имеющими отношение к руководству команды и Федерации хоккея России.

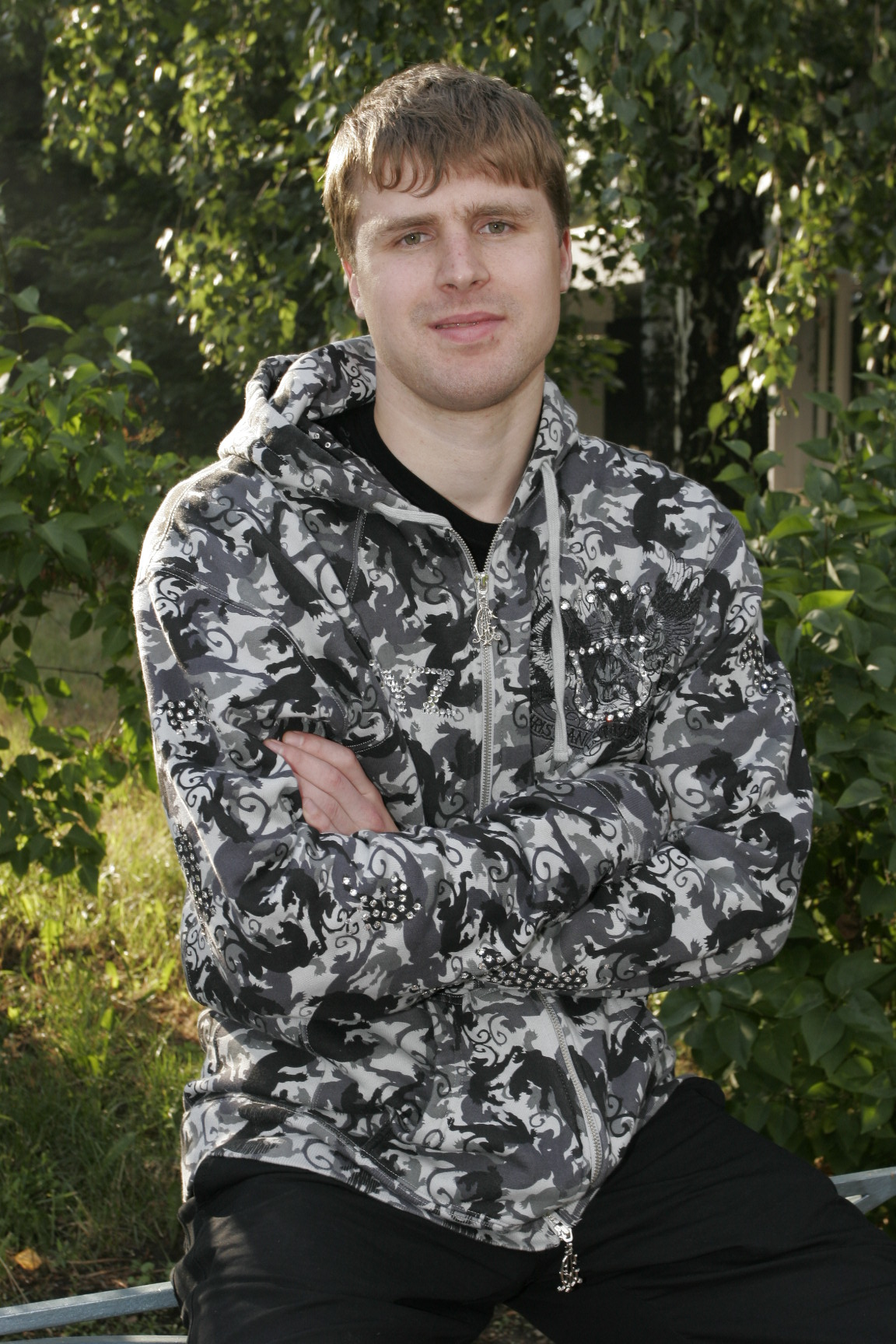
Первым чемпионатом мира для вратаря Ильи Брызгалова стал провальный турнир 2000 года

В первом матче 29 апреля россияне без проблем разгромили не очень сильную сборную Франции (8:1), причём 7 шайб было заброшено за два первых периода. Трижды отличился Максим Сушинский из омского «Авангарда», дублем отметился Павел Буре. Однако во втором матче россиян ждало разочарование: они ни разу не сумели пробить вратаря сборной США Роберта Эша, несмотря на 44 броска по его воротам. Американцы же забросили трижды. Ещё более серьёзный удар ожидал сборную в третьем матче — на две шайбы звена Буре—Яшин—Козлов сборная Швейцарии, в воротах которой удачно играл Рето Павони, ответила тремя и сенсационно обыграла хозяев турнира. Россиянам лишь по результату личной встречи удалось опередить французов и выйти из группы с третьего места. 5 мая на втором этапе россияне встретились со сборной Латвии и потерпели третье поражение подряд и опять со счётом 2:3 (все пять шайб в матче были заброшены во втором периоде). Весь третий период россияне штурмовали ворота бывшего вратаря сборной СССР 33-летнего Артура Ирбе, но так и не сумели его пробить. После этого поражения шансы на выход в плей-офф у сборной России существенно ухудшились. А после четвёртого поражения подряд, на этот раз от сборной Беларуси (0:1), сборная хозяев потеряла все шансы на продолжение борьбы за медали. «Сухой матч» в составе соперников провёл Андрей Мезин, отразивший 29 бросков россиян. В последнем ничего не решавшем матче на турнире россияне обыграли шведов (4:2, две шайбы на счету Александра Харитонова). В результате сборная установила целый ряд антирекордов в истории советского и российского хоккея, в частности, никогда сборная не занимала столь низкое (11-е) место на чемпионатах мира и никогда не проигрывала 4 матча подряд.
После отставки Якушева в сборную после пятилетнего перерыва вернулся Борис Михайлов, который подписал контракт сроком на два года, что предусматривало его работе на чемпионатах мира 2001 и 2002 годов, а также на Олимпийских играх 2002 года в Солт-Лейк-Сити. Летом 2000 года генеральным менеджером сборной с прицелом на переговоры с игроками с НХЛ по вопросу участия в Олимпиаде 2002 года было предложено стать Вячеславу Фетисову, но он отказался.
Под руководством Михайлова в сезоне 2000/2001 сборная России впервые сумела занять второе место в Еврохоккейтуре, уступив только финнам (ранее в 4 розыгрышах этого европейского турнира россияне занимали третье или четвёртое места). На чемпионате мира 2001 года в Германии сборная была составлена в основном из игроков российских клубов, из НХЛ Михайлов пригласил лишь двух защитников «Анахайма» Виталия Вишневского и Олега Твердовского, а также форвардов Алексея Яшина из «Оттавы» и Александра Королюка из «Сан-Хосе Шаркс». На первом групповом этапе россияне всухую разгромили итальянцев (7:0) и норвежцев (4:0), но крупно уступили канадцам (1:5). На втором этапе россияне проиграли чехам (3:4), хотя сумели отыграться и даже выйти вперёд, уступая 0:2. Затем с трудом были обыграны швейцарцы (2:1) и немцы (3:1). В результате в четвертьфинале сборная России попала на сборную Швеции. В первом периоде единственную шайбу забросили россияне (Антон Бут), но во втором периоде шведы отыгрались и вышли вперёд, на что сборная России, в свою очередь, ответила шайбами Валерия Карпова и Олега Твердовского. В третьем периоде за 6 минут до конца шведам всё же удалось сравнять счёт и перевести игру в овертайм, где сильнее оказалась скандинавская сборная. Россияне же на восьмом чемпионате мира подряд остались без наград.

### 2002: медали Олимпийских игр в Солт-Лейк-Сити и чемпионата мира

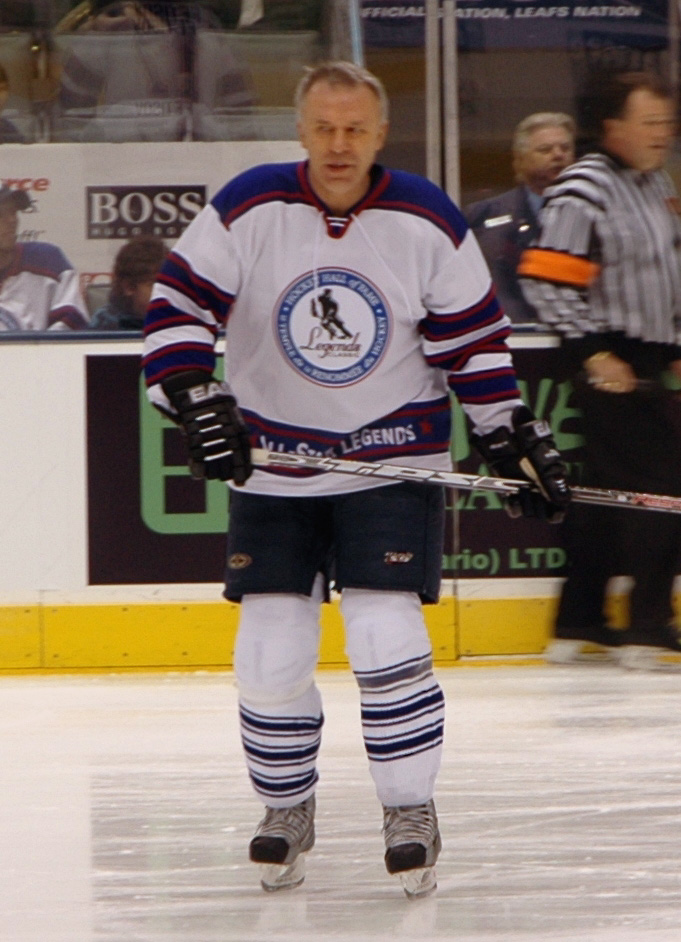
43-летний Вячеслав Фетисов возглавил олимпийскую сборную 2002 года, несмотря на то, что не имел опыта работы главным тренером, и привёл команду к бронзовым наградам (фото 2008 года)

В августе 2001 года в России появилось сразу два главных тренера национальной команды. При том, что контракт Бориса Михайлова продолжал действовать, новый президент Олимпийского комитета России (ОКР) Леонид Тягачёв представил публике главного тренера сборной на Олимпийских играх 2002 года. Им стал Вячеслав Фетисов, c 1998 года работавший ассистентом главного тренера «Нью-Джерси Девилз», а в 2000 году отказавшийся от предложенной ему должности генерального менеджера сборной. Подобная ситуация стала возможна в результате разногласий между Федерацией хоккея России с одной стороны и Госкомспортом и ОКР с другой. Госкомспорт финансировал подготовку сборных команд страны, при этом назначение главного тренера было прерогативой ФХР. Однако в вопросе главного тренера национальной олимпийской сборной ОКР имел право голоса, чем и воспользовался Тягачёв, который после визита с Фетисовым и Павлом Буре к президенту России Владимиру Путину назначил Фетисова главным тренером на Игры 2002 года в Солт-Лейк-Сити. Президент ФХР Стеблин и Борис Михайлов не пошли на конфликт с ОКР и Госкомспортом. Стеблин заявил, что «мы не можем не прислушаться к мнению президента России. В этой ситуации ФХР будет способствовать нормальной подготовке как олимпийской сборной, так и той, которая выступит на чемпионате мира». Кроме того, Стеблин напомнил, что похожая ситуация уже была в истории сборной России, когда к Олимпийским играм 1994 года сборную готовил Виктор Тихонов, а Михайлов был тренером команды, готовившейся к чемпионату мира 1994 года. В результате Михайлов продолжил готовить сборную на этапах Еврохоккейтура, а также к чемпионату мира 2002 года. Фетисов в интервью после назначения подчеркнул, что не собирается тренировать сборную после Олимпиады, так как продолжит свою работу в «Нью-Джерси Девилз», при этом президент «Девилз», по словам Фетисова, поддерживает его назначение в сборной России.
Назначение Фетисова, который сам менее 5 лет назад играл за сборную на Кубке мира 1996 года, приветствовали российские игроки клубов НХЛ, некоторые из которых имели трения с Михайловым. Среди российских специалистов и ветеранов хоккея были разные мнения о новой должности Фетисова. Поддержали это решение, в частности, 81-летний патриарх советской тренерской школы Николай Эпштейн, олимпийский чемпион 1968 года Виктор Зингер. Более осторожно высказывались Александр Якушев, Виталий Давыдов, Сергей Михалёв и другие.
Фетисов, который одновременно стал и генеральным менеджером олимпийской сборной, сразу заявил, что лучшие российские хоккеисты выступают в НХЛ, и ставка на Олимпийских играх будет сделана на них. В результате в феврале 2002 года сборная России была полностью составлена из игроков канадских и американских клубов, исключением стал только запасной голкипер Егор Подомацкий из «Локомотива», который, впрочем, не сыграл на турнире ни минуты. Ассистентом Фетисова стал Владимир Юрзинов, с вратарями работал Владислав Третьяк. Борис Михайлов, который являлся кандидатом на место в тренерском штабе олимпийской сборной, в итоге не вошёл в него. Уже накануне Олимпиады Фетисов потерял свою работу ассистента главного тренера в «Нью-Джерси».

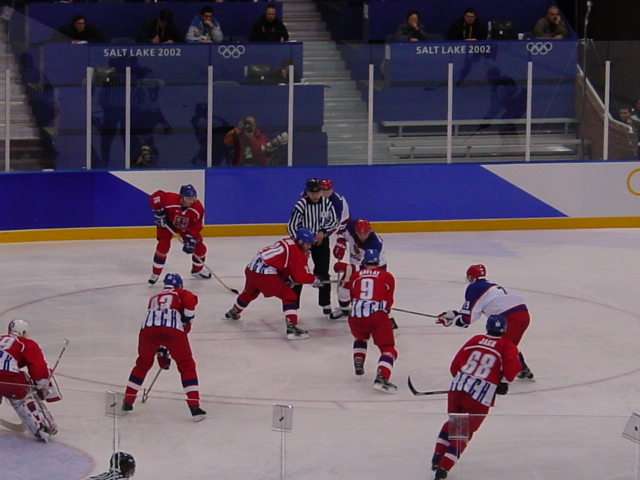
Четвертьфинал ОИ-2002 Россия — Чехия. Вбрасывание в зоне сборной Чехии. № 68 — Яромир Ягр

В первом матче на турнире 14 февраля сборная России в непростой борьбе победила белорусов (6:4). На следующий день россиян ждала встреча с хозяевами турнира, которая завершилась вничью (2:2). В заключительном матче группы россияне выигрывали после первого периода у финнов со счётом 1:0 (отличился Павел Буре), но затем пропустили трижды и уступили. На этой стадии в плей-офф выходили все команды из группы, положение в группе влияло лишь на определение соперника по четвертьфиналу.
Россияне заняли третье место и в 1/4 финала попали на чехов, которые были вторыми в своей группе. Таким образом, на ледовой арене в Прово 20 февраля (в этот день свой 62-й день рождения отмечал Владимир Юрзинов) встретились соперники по олимпийскому финалу 1998 года. В первом периоде счёт в матче не был открыт. На пятой минуте второго периода после вбрасывания в зоне чехов последовал дальний бросок, вратарь чехов Доминик Гашек среагировал, но шайба не дошла до вратаря, а отскочила к Максиму Афиногенову, которых в касание с нескольких метров отправил её в угол ворот. Ассистентами стали Алексей Жамнов и Андрей Николишин. На 13-й минуте второго периода один на один с Гашеком вышел Алексей Ковалёв, но попал в перекладину ворот. В концовке третьего периода чехи сумели заменить Гашека на шестого полевого игрока лишь за 15 секунд до сирены. После атаки с ходу Петр Сикора за восемь секунд до конца третьего периода без помех бросал с трёх метров, но не сумел пробить Николая Хабибулина, затем несколько чехов пытались добить шайбу, но безуспешно. Хабибулин отразил в матче 41 бросок чехов, тогда как Гашек отбил 26 из 27 бросков россиян. Сборная России впервые за три Олимпиады (1994, 1998 и 2002) не пропустила ни одной шайбы в матче. Команда под руководством Фетисова взяла реванш у сборной Чехии за поражение с тем же счётом на Олимпиаде 1998 года, а героем встречи на этот раз стал российский голкипер, игру которого высоко оценили, в частности, Доминик Гашек и форвард чехов Мартин Ручинский. Газета «Спорт-Экспресс» оценила игру Хабибулина десяткой по 10-балльной шкале (из полевых игроков по 7,5 получили Фёдоров, Николишин и Афиногенов).

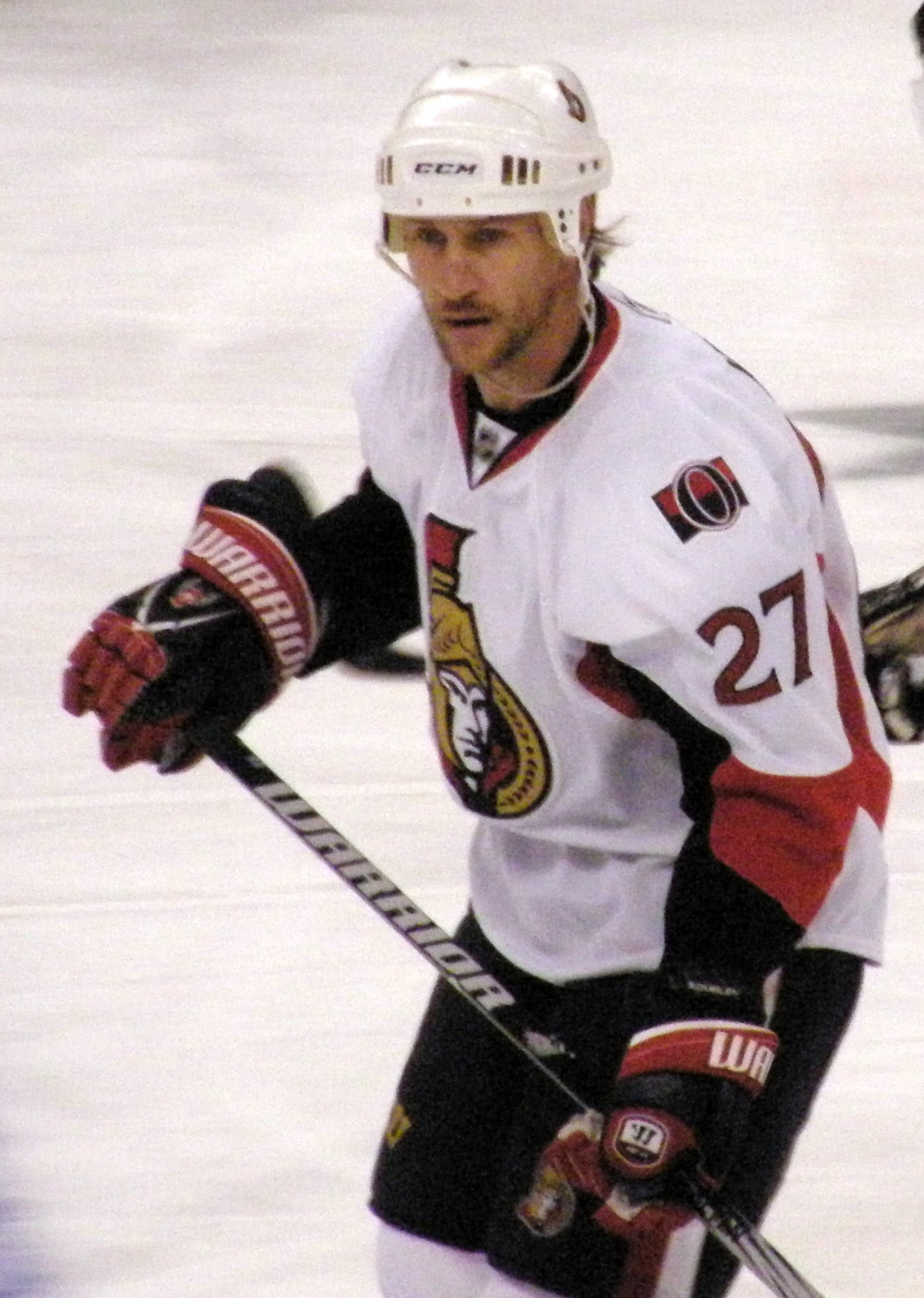
Олимпийский чемпион 1992 года в составе Объединённой команды Алексей Ковалёв выступал за сборную России с 1992 по 2006 годы, завоевав олимпийскую бронзу 2002 года и бронзу чемпионата мира 2005 года

В полуфинале на арене E Center в Солт-Лейк-Сити сборная России встретилась со сборной США, с которой уже играла на групповом этапе. Главным тренером американцев был Хёрб Брукс, автор знаменитого «Чуда на льду» 1980 года, когда на домашней Олимпиаде в Лейк-Плэсиде американцы сенсационно обыграли сборную СССР и стали олимпийскими чемпионами. Матч состоялся 22 февраля, ровно 22 года спустя игры СССР — США 1980 года. В первом периоде Билл Герин на 16-й минуте реализовал удаление Андрея Николишина, добив шайбу после ряда рикошетов. На 8-й минуте второго периода Скотт Янг реализовал удаление Дарюса Каспарайтиса: после дальнего броска Фила Хаусли Янг добивал с пятачка, но Хабибулин сумел задеть шайбу, которая взлетела выше перекладины над площадью ворот и упала за линию, несмотря на попытку Алексея Жамнова защитить ворота. На 18-й минуте второго периода Фил Хаусли забросил третью шайбу в большинстве после удаления Жамнова (американцы к тому моменту реализовали 3 из 4 удаления россиян). Работая в «Нью-Джерси Девилз», Фетисов отвечал именно за игру в неравных составах. После второго периода соотношение бросков по воротам было 38—11 в пользу сборной США. В третьем периоде уже на 11-й секунде отличился Алексей Ковалёв, который был переведён в тройку к Фёдорову и Самсонову. На 4-й минуте периода Владимир Малахов дальним броском застал врасплох стража ворот американцев Майка Рихтера. В середине периода россияне получили большинство и в одном из эпизодов после передачи Яшина в упор бросал Сергей Самсонов, шайба попала в штангу и заскользила по линии ворот, откуда её сумел отбросить Рихтер. Главный судья не стал просматривать момент на видеомониторе, хотя тренерский штаб россиян пытался обратить внимание на эпизод. Затем у россиян был ещё ряд возможностей для взятия ворот (в третьем периоде россияне перебросали американцев 19—11), в концовке Хабибулин уступил место на поле шестому полевому игроку, но счёт так и не изменился — 3:2 в пользу американцев, которые вышли в финал, где затем уступили сборной Канады.
Сборная России уже через 17 часов после окончания полуфинала вышла на матч за третье место против белорусов и во второй раз на турнире переиграла соперника (7:2), завоевав бронзовые награды. Николай Хабибулин был признан директоратом турнира лучшим вратарём хоккейного турнира. Кроме того, в Солт-Лейк-Сити Хабибулину была вручена золотая олимпийская медаль Альбервиля-1992. Дело в том, что на Играх 1992 года 19-летний Хабибулин был третьим голкипером Объединённой команды (после Михаила Шталенкова и Андрея Трефилова) и ни разу даже не переодевался на матчи (в хоккее на отдельный матч могут быть заявлены только два голкипера). Согласно правилам Международного олимпийского комитета медали вручаются всем заявленным на турнир хоккеистам команды-призёра, даже если этот хоккеист не провёл на площадке ни одной минуты. 22 золотые медали были вручены хоккеистам, а 23-ю, которая предназначалась Хабибулину, забрал себе главный тренер Виктор Тихонов, хотя согласно правилам никаких медалей для тренеров не предусмотрено. Вопрос о возвращении медали Хабибулину вставал ещё перед Играми 1998 года в Нагано, но тогда решён не был. Лишь через 10 лет после Альбервиля, после того как главный тренер и главный менеджер сборной Фетисов обратился в ИИХФ, было принято решение изготовить для Хабибулина дополнительную медаль, и во время Игр в Солт-Лейк-Сити в раздевалке сборной России президент ИИХФ Рене Фазель и президент ОКР Леонид Тягачёв вручили медаль Хабибулину.
После турнира Вячеслав Фетисов посетовал, что его назначение на пост главного тренера (в августе 2001 года) произошло слишком поздно, с тем чтобы попробовать организовать летний лагерь для кандидатов в сборную. Кроме того, по словам Фетисова, можно было использовать 4-дневную паузу в календаре НХЛ во время Матча всех звёзд и собрать игроков в Лос-Анджелесе для того, чтобы «объединиться и пройтись по тактическим вариантам», но ФХР и ОКР так и не выделили обещанные деньги на перелёт и размещение игроков и их семей. В интервью через несколько дней после окончания Олимпиады Фетисов оценил выступление на Играх как «неудовлетворительное», так как при имевшимся подборе игроков сборная должна была играть как минимум в финале. Фетисов также заявил, что хотел бы продолжить работу со сборной с прицелом на Олимпийские игры 2006 года.

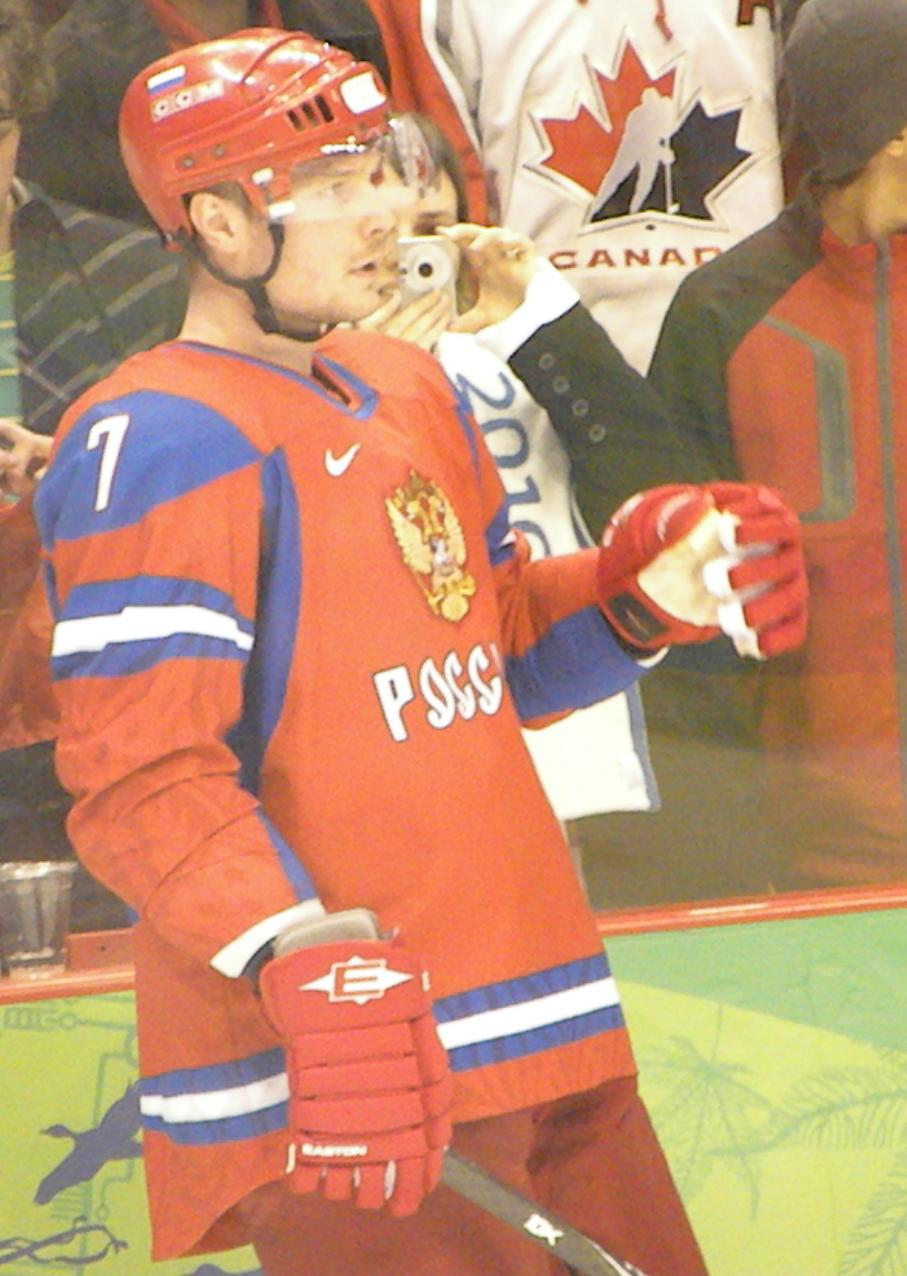
Защитник Дмитрий Калинин участвовал в 9 чемпионатах мира и выиграл на них 6 медалей, в том числе три золотых

Через 2 месяца после Олимпийских игр сборная под руководством Бориса Михайлова принимала участие в чемпионате мира. Из бронзовых призёров Солт-Лейк-Сити в турнире в Швеции участвовали только вратарь Егор Подомацкий (будучи резервным вратарём на Олимпиаде, на чемпионате мира он начал турнир основным) и форвард Максим Афиногенов. На первом этапе россияне уверенно переиграли словенцев (8:1, по 2 шайбы Дмитрия Быкова и Ивана Ткаченко) и австрийцев (6:3), но всухую уступили шведам (0:2). На втором групповом этапе россияне выступили неудачно, сыграв вничью с Украиной (3:3), уступив финнам (0:1) и словакам (4:6). Тем не менее россияне с 4-го места в группе всё же вышли в плей-офф, где попали на сборную Чехии, которая выиграла на турнире все шесть проведённых матчей. Благодаря двум шайбам Валерия Карпова и одной Алексея Кознева россияне победили со счётом 3:1 и вышли в полуфинал. Вообще, на стадии четвертьфинала все 4 команды из группы, где играла Россия, переиграли соперников из другой группы. 9 мая 2002 года россияне в матче за выход в финал встретились с финнами и в упорной борьбе взяли реванш за поражение на групповой стадии. Основное время закончилось вничью (2:2), причём россиянам дважды пришлось отыгрываться, в овертайме шайб заброшено не было. Вратарь россиян Максим Соколов отбил за 70 минут матча 43 из 45 бросков финнов, тогда как сборная России поразила ворота соперника дважды, бросив всего лишь 11 раз. В серии буллитов все 4 финские попытки пробить Соколова были неудачны, а Андрей Коваленко и Валерий Карпов реализовали свои буллиты. Выйдя в финал, россияне обеспечили себе первые с 1993 года награды чемпионата мира. В финале в Гётеборге россиян ждала сборная Словакии, которая сумела в полуфинале отыграть две шайбы у хозяев турнира шведов и победить по буллитам. У словаков лидерами были игроки, приехавшие из клубов НХЛ — Петер Бондра, Жигмунд Палффи, Мирослав Шатан. Счёт в финале уже на 22-й секунде открыл защитник словаков Любомир Вишнёвский, на 13-й минуте первого периода Бондра забросил вторую шайбу. В начале второго периода Максим Сушинский отыграл одну шайбу, но через три минуты третью шайбу словаков забросил Шатан. В третьем периоде Владимир Антипов и Сушинский сумели сравнять счёт, но на предпоследней минуте третьего периода Палффи в своей зоне отобрал шайбу у Дмитрия Рябыкина, прошёл через всю площадку и сделал передачу на Петеру Бондру, который забросил свою вторую шайбу в матче и принёс словакам первую в истории победу на чемпионатах мира. Россиянам же не удалось второй раз выиграть чемпионат мира, но и первые с 1993 года медали этого турнира были расценены как успех. Максим Соколов был признан лучшим вратарём чемпионата мира.

### 2003—2006: бронза чемпионата мира 2005 года и 4-е место на Олимпиаде-2006 под руководством Крикунова
Контракт Бориса Михайлова после чемпионата мира закончился, и перед руководством Федерации хоккея России встал вопрос подбора нового тренера. ФХР пыталась продлить сотрудничество с Михайловым, с которым Россия выиграла долгожданные медали чемпионата мира, но тренер не спешил соглашаться, рассматривая предложение от клуба СКА. Среди других претендентов были Зинэтула Билялетдинов, Валерий Белоусов и Владимир Плющев. Тренеры ведущих клубов России не стремились к ответственной и не самой высокооплачиваемой должности главного тренера сборной. К августу 2002 года согласовать контракт с Михайловым не удалось, и основным кандидатом на пост главного тренера стал 47-летний Плющев, который несколько лет подряд успешно работал с молодёжью: в 2000 году привёл к победе в чемпионате мира юношескую сборную России (до 17 лет), в 2001 году чемпионом мира стала юниорская сборная (до 18 лет), а в 2002 году первенство мира выиграла и молодёжная сборная (до 20 лет). В августе Плющев, не имевший опыта работы в качестве главного тренера со взрослыми командами, был назначен главным тренером сборной России.
В Еврохоккейтуре сезона 2002/03 россияне, выиграв чешский и шведский этапы, заняли итоговое второе место после финнов. На чемпионате мира 2003 года в Финляндии сборная получила достаточно серьёзное усиление из НХЛ: приехали 8 человек, в том числе молодой Илья Ковальчук из «Атланты» и Павел Дацюк из «Детройта». Из вице-чемпионов мира 2002 года в команду были вызваны 7 человек: 2 вратаря, 4 защитника и 1 нападающий (Владимир Антипов). В состав был включён целый ряд игроков атаки, с которыми Плющев работал в молодёжных сборных: Илья Ковальчук, Александр Фролов, Александр Суглобов, Игорь Григоренко, Алексей Кайгородов, Сергей Соин.

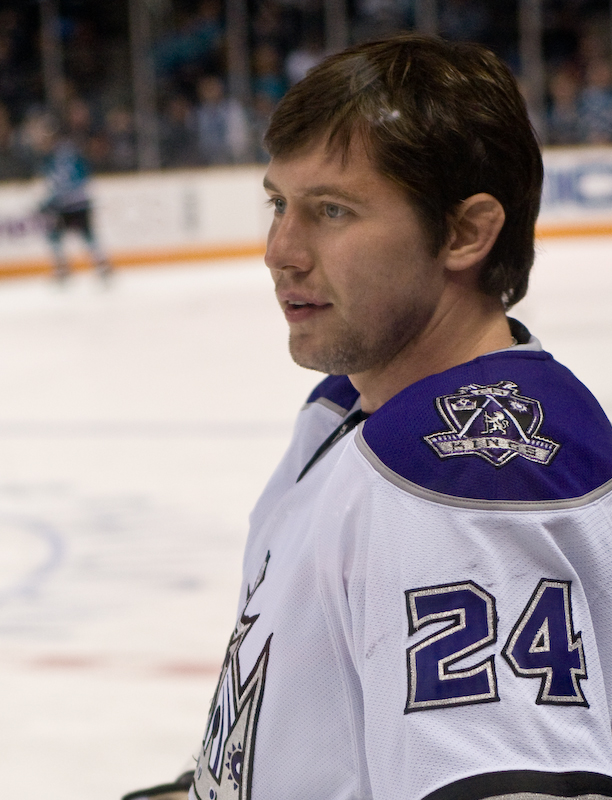
Чемпион мира 2009 года Александр Фролов дебютировал в сборной при Владимире Плющеве

Россияне выиграли все три матча на первом групповом этапе: 5:2 у Швейцарии, 6:1 у Дании (хет-трик 21-летнего Суглобова) и 3:2 у США. Однако на втором этапе последовала серия из 3 поражений подряд: 2:4 от Швеции, 1:2 от Латвии и 2:5 от Канады. Лишь благодаря победе шведов над швейцарцами в последнем матче группы, россиянам удалось занять третье место и выйти в четвертьфинал. На третьем крупнейшем турнире подряд после Олимпийских игр и чемпионата мира 2002 года в четвертьфинале сошлись сборные России и Чехии. На этот раз чехам удалось взять реванш, причём они не позволили россиянам ни разу поразить ворота Томаша Вокоуна, отразившего 31 бросок (3:0). Плющев ещё после поражений на втором групповом этапе стал сетовать на ошибки игроков, а в поражении от Латвии обвинил арбитра, не заметившего «10 нарушений в третьем периоде». В итоговой классификации сборная России заняла на чемпионате мира 7-е место, за все 12 первенств планеты с 1992 года ниже Россия опускалась только на провальном турнире 2000 года, когда также выдала серию из 4 поражений подряд.
26 июня 2003 года состоялись заседания тренерского совета и исполкома ФХР. На тренерском совете на голосование были выставлены шесть кандидатов на пост главного тренера сборной: Виктор Тихонов, Борис Михайлов, Валерий Белоусов, Рафаил Ишматов, Владимир Юрзинов, Сергей Михалёв. При этом Михайлов взял самоотвод, позднее в интервью объяснив, что во время его работы в сборной президент ФХР не выполнил обязательства касательно того, кто будет руководить сборной на Олимпиаде 2002 года. Кандидатура Владимира Плющева, который был не против продолжить работу со сборной, подписав новый контракт, несмотря на неудачу на чемпионате мира 2003 года, не была выдвинута на голосование. Результаты голосования тренерского совета: за Тихонова — 17 человек, за Белоусова — 10, за Михалёва — 2. На состоявшемся вслед за тренерским советом заседанием исполкома кандидатура Тихонова была утверждена на пост главного тренера сборной. Таким образом 73-летний наставник вернулся на должность спустя 9 с лишним лет после Олимпийских игр 1994 года в Лиллехаммере. Ассистентом Тихонова стал Юрзинов.

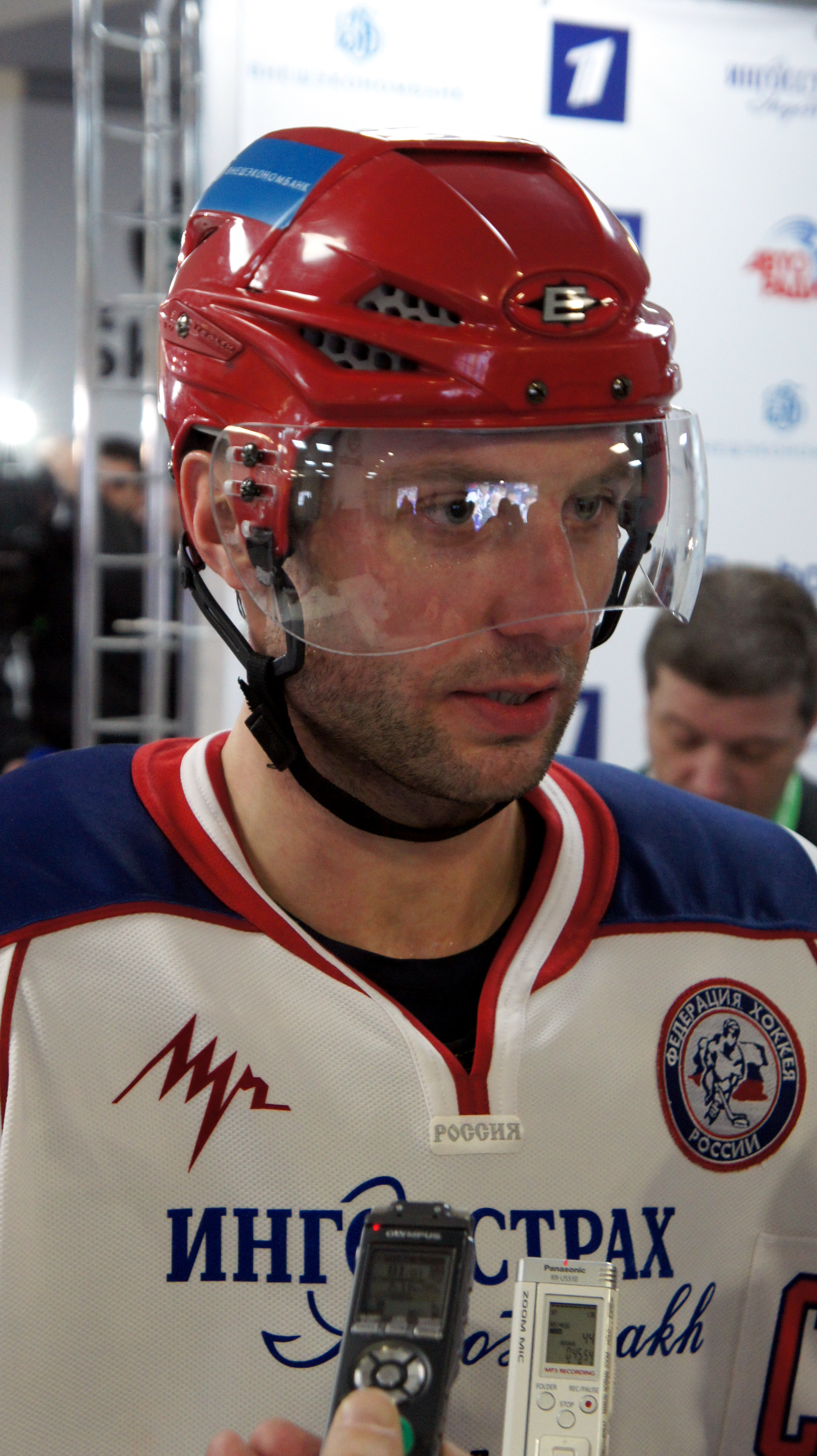
Алексей Морозов принял участие в 7 чемпионатах мира и двух Олимпийских играх, дважды став чемпионом мира. Особо удался Алексею чемпионата мира 2007, где он набрал 13 очков (8+5) в 7 матчах

В Евротуре в сезоне 2003/04 россияне заняли по итогам 4 этапов последнее четвёртое место. Согласно регламенту были предусмотрены матчи за третье место между командами, занявшими 3-е и 4-е места по итогам сезона. 16 апреля 2004 года в Москве россияне были разгромлены чехами 1:5, но через два дня в Остраве взяли реванш — 7:4. По регламенту победитель в этом случае определялся в овертайме, где победную шайбу забросили российские хоккеисты, заняв в итоге третье место. Фактически последний матч Еврохоккейтура стал этапом подготовки к чемпионату мира 2004 года, который проходил в Чехии в Праге и Остраве. Из НХЛ в сборную на этот раз приехали Дмитрий Калинин, Максим Афиногенов, Илья Ковальчук, Алексей Яшин и Алексей Морозов. Уже 25 апреля сборная России провела свой первый матч на чемпионате мира, разгромив в Остраве сборную Дании со счётом 6:2 (три шайбы на счету первого звена, где по разу отличились Сушинский, Прокопьев и 18-летний Александр Овечкин). Через два дня в матче со шведами россияне, пропустив первыми, вышли вперёд во втором периоде благодаря двум шайбам Ковальчука. Но в последние 8 минут третьего периода шведы забросили дважды и победили, досрочно заняв первое место в группе. В последнем матче на этой стадии россияне не испытали особых проблем с командой Японии, 4 шайбы были заброшены уже в первом периоде (в итоге 6:1). На втором групповом этапе в первом матче россияне всухую уступили словакам (0:2), так и не сумев поразить ворота чемпиона мира 2002 года Яна Лашака. Следующий матч против сборной США развивался по сценарию игры со шведами: пропустив в первом периоде, россияне во втором забили две шайбы (Дмитрий Юшкевич и Андрей Башкиров), но в заключительной трети матча американцы перехватили инициативу и сначала сравняли счёт, а потом и забросили третью шайбу. После этого поражения команда Тихонова практически лишилась шансов на выход в четвертьфинал. В последнем матче россияне были разгромлены финнами — 0:4. В итоговой классификации сборная России заняла 10-е место. Лишь второй раз (после ЧМ-2000) за всю историю российского хоккея с 1992 года сборная не смогла добраться даже до 1/4 финала первенства мира. После окончания турнира Тихонов рассказал о сложностях в комплектовании команды и заявил, что не намерен подавать в отставку и намерен работать дальше.
28 мая 2004 год руководство ФХР озвучило решение по итогам чемпионата мира и в рамках подготовки сборной к Кубку мира 2004 года, который был запланирован на сентябрь 2004 года. Новым главным тренером сборной стал 49-летний Зинэтула Билялетдинов: в его пользу, с одной стороны, говорил опыт работы в середине 1990-х годов ассистентом главного тренера клуба НХЛ «Виннипег Джетс»/«Финикс Койотис» (к участию в Кубке мира планировалось привлечь целый ряд игроков из НХЛ), а с другой стороны, тот факт, что после неудачного сезона 2003/04 (сухое поражение в 1/4 финала плей-офф от «Авангарда») Билялетдинов был уволен с поста главного тренера московского «Динамо» и не был связан обязательствами ни с одним клубом. Юрзинов и Белоусов, которые продолжали работать в своих клубах (в «Клотене» и «Авангарде» соответственно), остались ассистентами главного тренера сборной. Контракт с Виктором Тихоновым разорван не был, он продолжил работу в качестве куратора сборных России. при сохранении финансовых условий прежнего контракта. На Игоря Тузика была возложена работа по переговорам с российскими игроками из клубов НХЛ по вопросу их участия в Кубке мира.
С 30 августа по 14 сентября 2004 года прошёл Кубок мира. Россияне собрали состав игроков из НХЛ, сравнимый по «звёздности» с Олимпийскими играми. В защите выступали Андрей Марков, Сергей Гончар, Дарюс Каспарайтис, Александр Хаванов, Олег Твердовский. В нападении лидерами были Алексей Ковалёв, Алексей Яшин, Алексей Жамнов, Павел Дацюк, Виктор Козлов, молодые крайние форварды Илья Ковальчук и Александр Овечкин. В воротах играли Илья Брызгалов и Максим Соколов. Россияне выступали в североамериканской группе. В первом матче в Сент-Поле (Миннесота) в «Эксел Энерджи-центре» Россия обыграла США со счётом 3:1 (шайбы Дайнюса Зубруса, Ковалёва и Виктора Козлова). По броскам преимуществом россиян было подавляющим — 45-21. 4 сентября в Торонто россияне уступили канадцам 1:3, единственную шайбу при счёте 0:3 забросил Гончар. На следующий день там же в Торонто россияне уверенно переиграли словаков (5:2), хотя нанесли всего 15 бросков по воротам Яна Лашака. Последнюю шайбу забросил 18-летний Овечкин. По регламенту в 1/4 финала команды из одной группы вновь играли между собой. Сборная России вернулась в Сент-Пол, где 7 сентября встретилась с американцами. Американцы повели 2:0 благодаря дублю опытного левого крайнего «Сент-Луис Блюз» Кита Ткачука. В начале третьего периода россияне сумели сравнять счёт: Зубрус забросил шайбу с передач Яшина и Каспарайтиса. Однако на 45-й минуте американцы забросили две шайбы за 22 секунды (Скотт Гомес и Ткачук). Ковальчук отыграл одну шайбу, но на последней минуте Ткачук забросил свою 4-ю шайбу в матче. Россияне выбыли из турнира уже после 1/4 финала. Американцы в полуфинале уступили финнам, которые затем, в свою очередь, проиграли в финале канадцам.
После Кубка мира Билялетдинов продолжил работу со сборной, возглавляя её на российском этапе Евротура в декабре 2004 года, но после этого из-за разногласий с руководством ФХР и её президентом Александром Стеблиным покинул свой пост. В феврале на шведском этапе Евротура сборную временно возглавлял Владимир Юрзинов-старший. Тренера сборной на чемпионат мира 2005 года в Австрии исполком ФХР утвердил лишь в апреле 2005 года. Им стал 54-летний Владимир Крикунов, известный по работе со сборной Беларуси на Олимпийских играх 2002 года, а также с «Ак Барсом» и «Нефтехимиком». В сезоне 2004/05 Крикунов возглавлял московское «Динамо», которое в дни назначения Крикунова главным тренером сборной начинало победную финальную серию чемпионата России против «Лады». Сезон 2004/05 стал первым для сборной России, в котором она сумела занять первое место в Еврохоккейтуре. По итогам трёх турниров четыре европейские сборные расположились очень плотной группой: россияне и шведы набрали по 14 очков, а чехи и финны — по 13. При этом только россияне по итогам 9 матчей имели не отрицательную разницу забитых и пропущенных шайб. По регламенту 22 и 24 апреля в Стокгольме и Москве соответственно состоялись два финальных матча между Швецией и Россией, оба матча завершились победами россиян — 2:1 и 5:2.

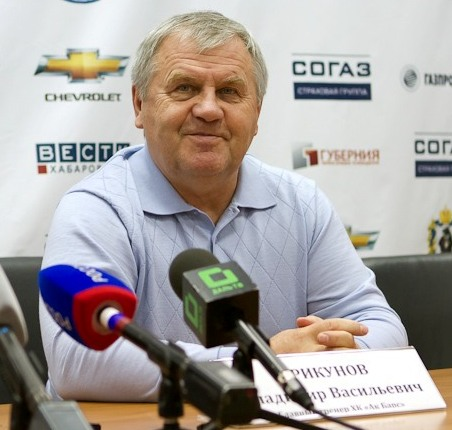
Владимир Крикунов (фото 2011 года) возглавлял сборную на Олимпийских играх 2006 года и чемпионатах мира 2005 и 2006 годов

На чемпионат мира в Австрии россияне собрали многих сильнейших в связи с локаутом в НХЛ в сезоне 2004/05. Особенно внушительно выглядело нападение — Павел Дацюк, Алексей Яшин, Алексей Ковалёв, Виктор Козлов, молодые Александр Овечкин, Илья Ковальчук, Евгений Малкин. На предварительном этапе в Вене на арене «Винер Штадтхалле» россияне обыграли австрийцев (4:2) и белорусов (2:0), а также сыграли вничью со словаками (3:3), причём Ковальчук сравнял счёт всего за 2,5 минуты до конца матча. На втором этапе Россия сыграла вничью со Швейцарией (3:3), по два очка набрали Дацюк и Ковалёв. 8 мая в трудном матче россияне переиграли чехов (2:1), голкипер Максим Соколов отразил 35 из 36 бросков, а шайбы были на счету Ковальчука и Александра Сёмина. 9 мая Россия выиграла у Казахстана (3:1), все три шайбы россияне забросили во втором периоде. 12 мая в матче 1/4 финала россияне встретились с финнами. После первого периода финны вели 3:2 благодаря двум шайбам в большинстве. В середине второго периода Дацюк в меньшинстве сравнял счёт. В течение последних 6 минут третьего периода россияне 4 минуты играли в большинстве, но в итоге счёт так и не изменился ни в основное время, ни в течение 10 минут овертайма. В серии буллитов сильнее оказались россияне, победный буллит забросил Максим Афиногенов. В полуфинале 14 мая россияне очень неудачно начали матч против канадцев — уже на 11-й минуте Дэни Хитли довёл счёт до 3:0. В начале второго периода Эд Жовановски забросил 4-ю шайбу. Россияне смогли забросить свою первую шайбу только на 35-й минуте (Сёмин). В конце второго периода Яшин забросил вторую шайбу, а на 47-й минуте матча Овечкин сократил отставание до минимума. Однако несмотря на все усилия россиян (в третьем периоде они перебросали канадцев 16-4) знаменитый Мартин Бродёр, игравший на чемпионате мира впервые с 1996 года, не пропустил больше ни одной шайбы. На следующий день Россия в матче за третье место встретилась со шведами, которые накануне в овертайме проиграли чехам. Россияне очень успешно начали матч, уже к концу 4-й минуты дубль сделал Афиногенов. В середине второго периода 6-ю шайбу забросил Сёмин, шведы к тому моменту сумели забросить только дважды. В итоге матч завершился со счётом 6:3, что принесло России бронзовые награды — первые в истории чемпионатов мира (сборная СССР последний раз выигрывала бронзу чемпионата мира в 1991 году). Золото же в Вене достаточно неожиданно выиграли чехи, обыгравшие в финале Канаду (3:0). Алексей Ковалёв был признан директоратом турнира лучшим нападающим чемпионата мира.
Владимир Крикунов остался во главе сборной и на сезон 2005/06, главным турниром которого были зимние Олимпийские игры в Турине. В Италии состав россиян в нападении во многом был схож с тем, что выступал на чемпионате мире 2005 года в Австрии: ведущие роли играли Павел Дацюк, Алексей Ковалёв (капитан сборной), Алексей Яшин, Виктор Козлов, Евгений Малкин, Александр Овечкин, Илья Ковальчук, Александр Харитонов. Линия же защиты по сравнению с чемпионатом мира 2005 года почти полностью изменилась — только Андрей Марков играл и в 2005 году в Австрии, и на Олимпиаде 2006 года в Турине. Если в нападении ряд хоккеистов представляли российские клубы (Малкин из магнитогорского «Металлурга», Максим Сушинский и Александр Харитонов из московского «Динамо», Андрей Таратухин и Иван Непряев из ярославского «Локомотива»), то в защите только опытный Сергей Жуков выступал за «Локомотив», остальные же представляли клубы НХЛ. В воротах сборной России наконец смог дебютировать 30-летний Евгений Набоков из «Сан-Хосе Шаркс», который несколько лет пытался добиться разрешения играть за Россию, так как в середине 1990-х ещё в юниорском возрасте у него был опыт выступления за сборную Казахстана. Все споры были разрешены только к 2006 году, и Набоков был основном голкипером сборной России на Играх в Турине.

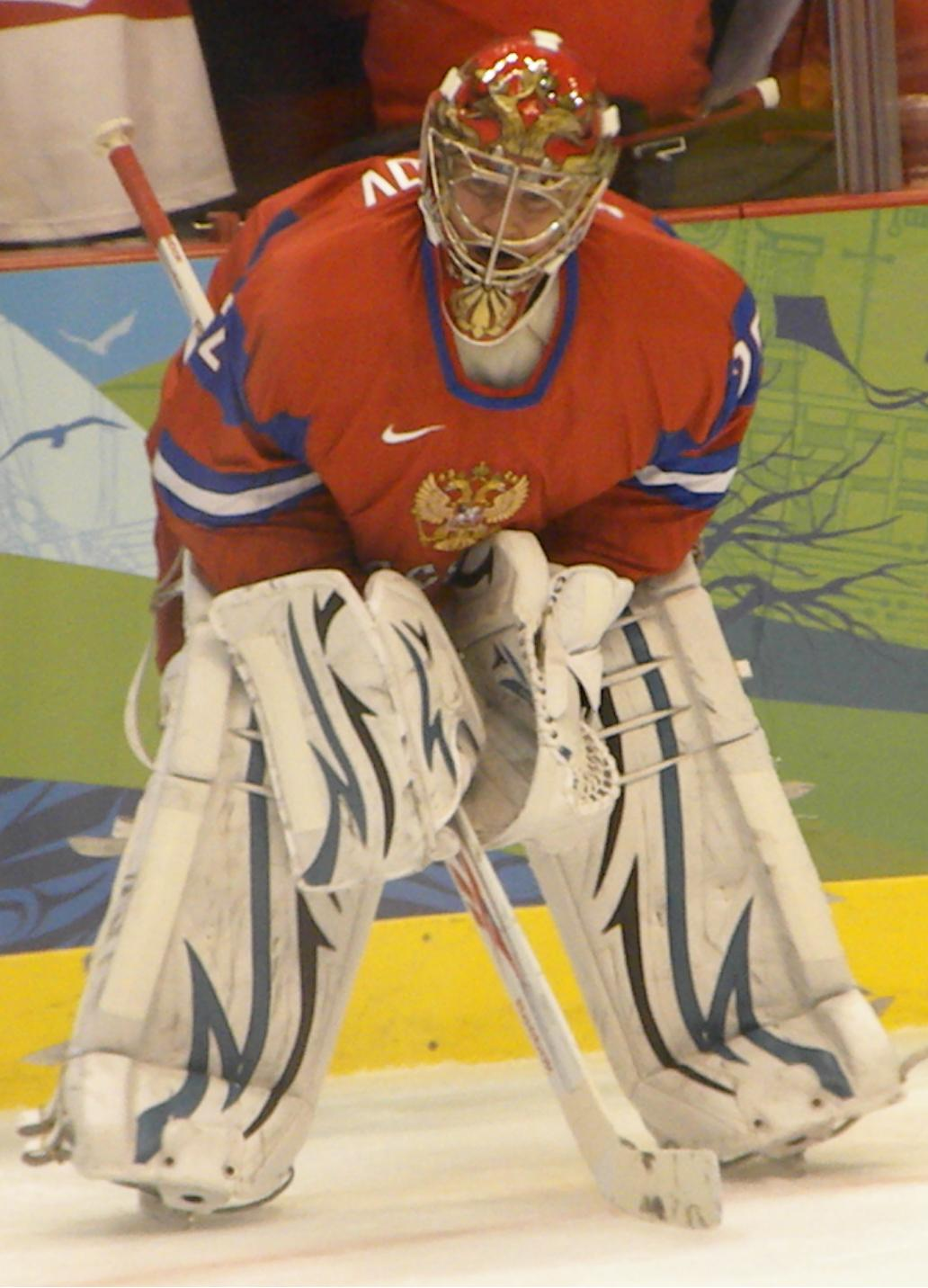
Евгений Набоков (фото 2010 года) защищал ворота сборной России на двух Олимпиадах (2006 и 2010) и двух чемпионатах мира

Россияне на первом этапе выступали в группе B. В первом матче 15 февраля команда Крикунова встретилась со словаками и уступила 3:5. В середине второго периода Овечкин вывел Россию вперёд (3:2), но после этого забивали только словаки. Две решающие шайбы в ворота Илья Брызгалова в конце третьего периода забросил Мариан Габорик, за день до матча отметивший своё 24-летие. На следующий день после поражения от словаков россияне одержали впечатляющую победу над шведами — 5:0, Евгений Набоков отразил все 24 броска шведов. 18 февраля Набоков ещё раз сыграл «на ноль» и вновь отразил 24 броска, на этот раз против своей бывшей сборной — Казахстана. Отличный матч провёл и голкипер сборной Казахстана и московского «Динамо» Виталий Еремеев, отразивший 49 из 50 бросков россиян. Только Александр Харитонов на 32-й минуте сумел «пробить» своего одноклубника. 19 февраля россияне разгромили сборную Латвии — 9:2. 39-летний голкипер латвийцев Артур Ирбе был заменён в середине второго периода после пятой пропущенной шайбы, но вышедший Эдгарс Масальскис также пропустил 4 шайбы. 22-летний Илья Ковальчук забросил 4 шайбы уже к 36-й минуте, трижды ему ассистировал Павел Дацюк. После второго периода при счёте 6:1 Набокова в воротах сменил Максим Соколов. В последнем матче группового этапа у россиян вновь произошла замена голкипера — на этот раз Соколов вышел вместо Набокова после первого периода. К этому моменту Россия выигрывала у США со счётом 2:0. В итоге в трудной борьбе россияне одержали победу 5:4, победную шайбу на 52-й минуте забросил Алексей Ковалёв. Споры вызвала игра сборной Швеции в последнем матче группового этапа против словаков, где скандинавы уступили 0:3. В результате шведы заняли третье место в группе и вышли в 1/4 финала на швейцарцев, тогда как россияне, занявшие второе место, попали на канадцев (словаки, выигравшие группу, в 1/4 финала играли с занявшими 4-е место в другой группе чехами и уступили). Шведы были обвинены в умышленной слабой игре, однако разбирательство в итоге не принесло никаких результатов, игроки и тренеры объяснили своё поражение недостатком мотивации перед решающими играми плей-офф.

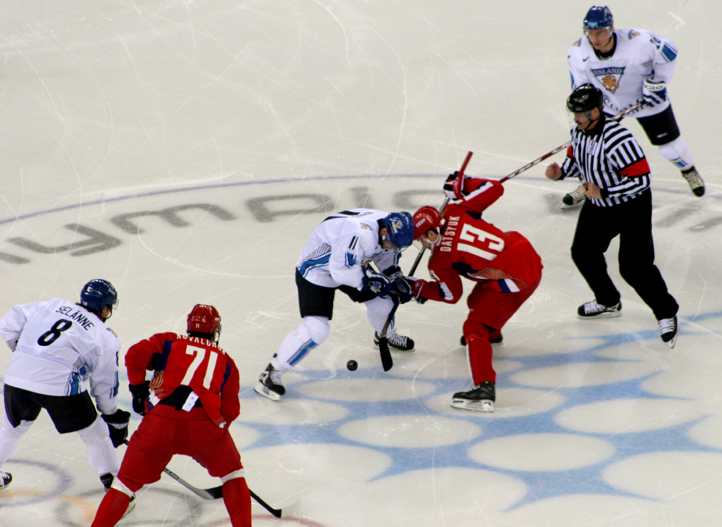
Полуфинальный матч Россия — Финляндия на Олимпийских играх 2006 года. № 13 — Павел Дацюк, № 71 — Илья Ковальчук

22 февраля в 1/4 финала Россия встретилась с Канадой на арене «Торино Эспозициони», вмещавшей всего чуть более 4000 человек. Очередной впечатляющий матч провёл Евгений Набоков, не пропустивший ни одной шайбы. У россиян же в начале третьего периода в большинстве шайбу в ворота Мартина Бродёра забросил Александр Овечкин. В конце третьего периода шайбу в «домик» Бродёру забросил Алексей Ковалёв. По броскам Россия была также лучше канадцев —— 33-27. После победы над канадцами россияне рассматривались как основные фавориты Олимпийских игр. 24 февраля в полуфинале в «Паласпорт Олимпико» россияне играли с финнами, которые в очень трудном четвертьфинале сумели пройти американцев (4:3, две шайбы Олли Йокинена). Неожиданно россияне уступили всухую — 0:4, три шайбы финны забросили уже к середине второго периода. «Сухой матч» у финнов провёл Антеро Нииттимяки, впоследствии признанный самым ценным игроком олимпийского турнира. Набоков же, который пропустил до этого на Играх всего 1 шайбу за 12 периодов, на этот раз пропустил 4 из 30 бросков финнов. В матче за третье место 25 февраля россияне вновь показали слабую игру и уступили чехам 0:3. Чехи забросили по шайбе в каждом периоде, сделав всего 15 бросков. Вторую шайбу чехи забросили, реализовав матч-штраф Ильи Ковальчука (5+20 минут). Голкипер Томаш Вокоун отразил все 28 бросков россиян. Таким образом, Владимир Крикунов привёл сборную России к тому же результату, что и сборную Беларуси на Играх 2002 года. Чемпионами в Турине стали шведы, переигравшие в финале финнов (3:2). Александр Овечкин был включён в символическую сборную олимпийского хоккейного турнира по мнению представителей медиа.
После Олимпийских игр Крикунов продолжил работу со сборной России, ассистентом Крикунова был Борис Михайлов. В апреле 2006 года россияне выиграли Шведские игры в рамках Еврохоккейтура 2005/06 (ранее в декабре 2005 года россияне выиграли и российский этап турнира — Кубок РОСНО). По результатам 4 турниров Евротура сборная России одержала 8 побед в 12 матчах и заняла первое место. Победитель Евротура был определён 1 мая в Стокгольме в матче между Россией и Швецией (занявшей второе место по итогам 12 матчей). Все три шайбы в матче были заброшены во втором периоде — на точные броски Малкина и Даниса Зарипова шведы ответили только голом юного Никласа Бекстрёма.

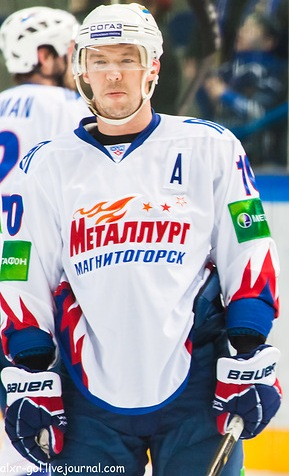
Форвард Сергей Мозякин участвовал в 8 чемпионатах мира, выиграв два золота, два серебра и две бронзы, а также стал чемпионом Олимпийских игр 2018

На чемпионате мира 2006 года в Риге Крикунов сделал ставку на игроков из российских клубов. Из НХЛ приехал только форвард Александр Овечкин. Для ряда игроков сборной России, особенно в линии обороны, чемпионат мира в Риге стал первым и единственным в карьере: защитники Андрей Кручинин из «Лады», Вадим Хомицкий и Георгий Мишарин из ЦСКА, Денис Куляш из московского «Динамо», Кирилл Кольцов из «Авангарда», нападающие Игорь Емелеев из СКА и Алексей Михнов из «Локомотива» выступали только на рижском чемпионате мира. Голкиперами были опытные Сергей Звягин и Максим Соколов. В нападении наряду с Овечкиным ключевые роли играли Евгений Малкин, Максим Сушинский. Для Сергея Мозякина, Даниса Зарипова, Константина Горовикова, молодого Николая Кулёмина этот чемпионат мира стал дебютным.
В первом матче чемпионата мира 6 мая на стадионе «Арена Рига» россияне разгромили Казахстан — 10:1. Хет-триками в сборной России отметились Овечкин и Александр Сёмин, при этом Овечкин забросил все три свои шайбы в первой половине матча, а Сёмин — во второй. 8 мая Россия обыграла Беларусь (3:2), победная шайба на счету Александра Харитонова. 10 мая россияне одержали третью победу подряд, со счётом 4:3 были обыграны словаки (победный бросок на счету Алексея Михнова). На втором групповом этапе россияне продолжили свою победную серию: 6:0 в матче с Украиной (дубль Сушинского). Шесть шайб россияне забросили и в следующем матче со швейцарцами, пропустив трижды. 15 мая шведы сумели прервать победную серию России — ничья 3:3 (по две шайбы забросили Михнов у россиян и Микаэль Самуэльссон у шведов). Россияне заняли первое место в группе F и в 1/4 финала вышли на чехов, которые были четвёртыми в группе E. 18 мая счёт уже на третьей минуте открыл Овечкин, переигравший мощным броском опытного голкипера Милана Гниличку, который был в составе сборной Чехословакии ещё на чемпионате мира 1991 года. Чехи отыгрались во втором периоде, реализовав удаление Дениса Архипова усилиями защитника Томаша Каберле. В начале третьего периода чехи вышли вперёд — в большинстве (удаление Даниса Зарипова) Максима Соколова переиграл Ярослав Глинка. Сергей Мозякин сравнял счёт уже через полторы минуты, но спустя ещё две минуты третью шайбу Чехии в большинстве после удаления Овечкина провёл Патрик Штефан. Россияне сумели спастись за 65 секунд до конца третьего периода — с пятачка отличился Михнов, передачи были записаны на счёт Овечкина и Виталия Атюшова. В овертайме на 8-й минуте победу чехам принёс Збынек Иргл. Чехи затем в полуфинале переиграли финнов, но в финале были разгромлены шведами (0:4). Россияне же заняли итоговое пятое место, Александр Овечкин вновь, как и на Олимпийских играх 2006 года, был включён в символическую сборную турнира по мнению представителей медиа.

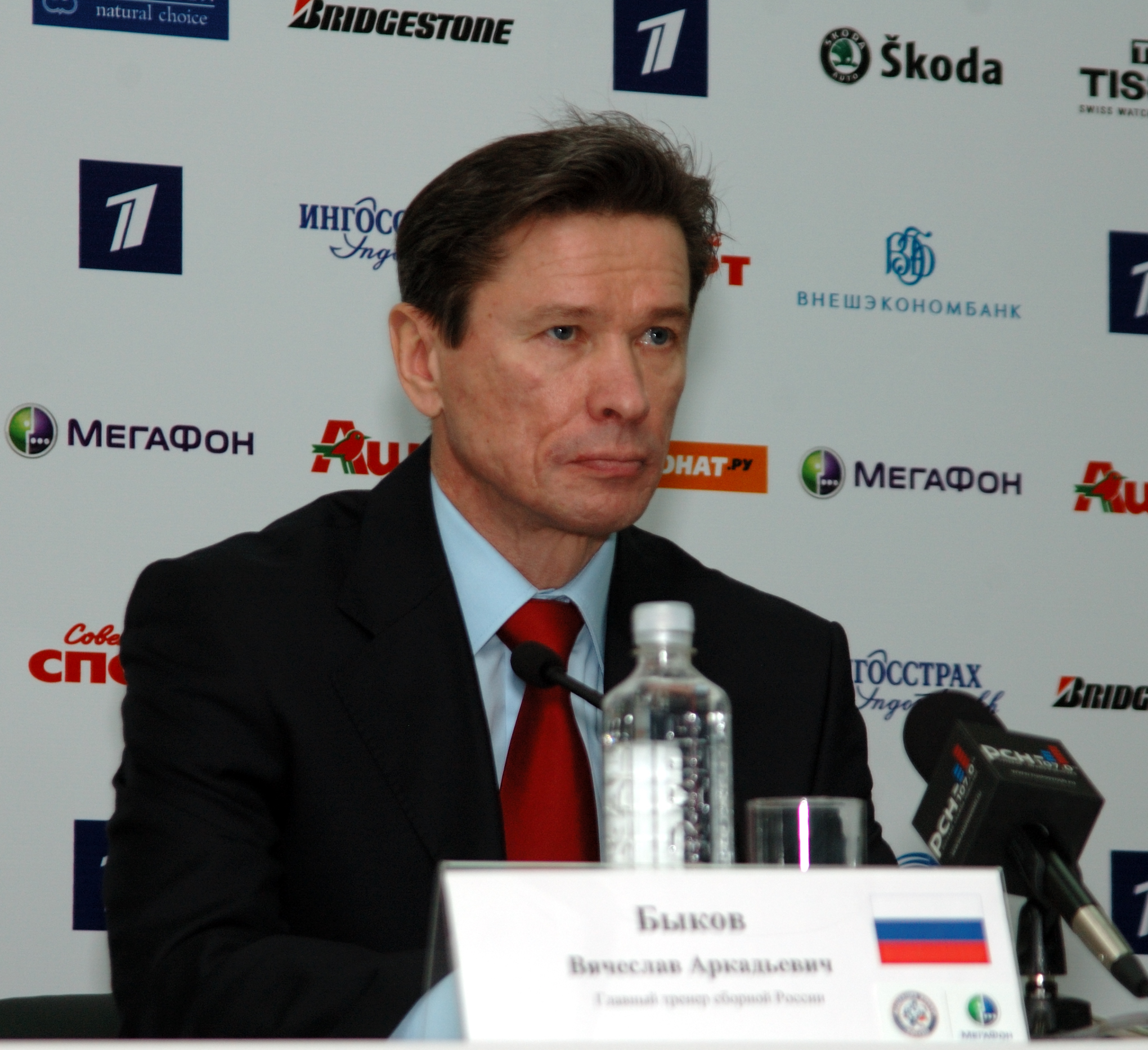
Вячеслав Быков (фото 2010 года), работавший в сборной в 2006—2011 годах, привёл её к двум подряд титулам чемпиона мира (2008 и 2009)

В марте 2006 года в отставку ушёл многолетний президент Федерации хоккея России Александр Стеблин. Одним из инициаторов ухода Стеблина был глава Росспорта и бывший главный тренер сборной России Вячеслав Фетисов. Фетисов не скрывал, что видит на посту президента ФХР Владислава Третьяка, который на тот момент занимал пост руководителя комитета Госдумы по делам физкультуры, спорта и молодёжи. Назначение Третьяка произошло 25 апреля 2006 года в день его 54-летия, за 10 дней до начала чемпионата мира в Риге, где россияне в итоге заняли пятое место. Стеблин стал почётным президентом ФХР. Главный тренер сборной Владимир Крикунов ещё после Олимпийских игр в Турине заявлял, что уйдёт из сборной после чемпионата мира 2006 года. Однако 1 апреля 2006 года в «Спорт-Экспрессе» неожиданно появилась информация о подписании Крикуновым, который продолжал работу в московском «Динамо», нового 4-летнего контракта со сборной, который предусматривал работу в сборной вплоть до Олимпиады 2010 года в Ванкувере. В качестве помощников Крикунов планировал привлечь Вячеслава Быкова, Владимира Юрзинова-младшего и Василия Тихонова. При этом руководить сборной на этапах Еврохоккейтура Крикунов и его помощники должны были по очереди. В связи с датой публикации заметки и необычности её содержания, возникло сомнение в её достоверности, несмотря на то, что ряд изданий перепечатали сообщение «Спорт-Экспресса».
Основным кандидатами на пост нового главного тренера после прихода в ФХР Третьяка были трое: Зинэтула Билялетдинов из «Ак Барса», уже руководивший сборной, 57-летний Валерий Белоусов из «Авангарда», неоднократно приводивший свои клубы к победам и призовым местам в чемпионате России и имевший опыт работы в сборной в качестве ассистента главного тренера при Борисе Михайлове и Викторе Тихонове, а также 45-летний бывший капитан сборной России Вячеслав Быков. Быков, который начал тренерскую карьеру в Швейцарии в клубе «Фрибур-Готтерон», с апреля 2004 года возглавлял ЦСКА, с которым в первом сезоне не смог выйти в плей-офф чемпионата России, а в сезоне 2005/06 вылетел в 1/4 финала, трижды проиграв «Авангарду» Валерия Белоусова.
Руководство «Авангарда» не было заинтересовано в том, чтобы Белоусов работал в сборной, кроме того, после прихода в ФХР Третьяка стало ясно, что новый президент склонен сделать ставку на другого тренера. Похожая ситуация была и в «Ак Барсе», руководство которого хотело, чтобы Билялетдинов работал только в клубе (казанский клуб стал чемпионом России в сезоне 2005/06, выиграв в плей-офф 12 из 13 матчей). Был вариант, что Билялетдинов может стать главным тренером сборной, а сравнительно малоопытный тренер Быков будет сначала его ассистентом, но затем эта схема отпала. Быков был назначен главным тренером сборной 11 августа 2006 года, подписав контракт на два года, подразумевающий работу на чемпионатах мира 2007 и 2008 годов. Помощником Быкова стал его ассистент в ЦСКА 48-летний Игорь Захаркин. Сергей Немчинов занялся работой по «отслеживанию» российских игроков в НХЛ.

### 2007—2011: два титула чемпионов мира и проигрыш на Олимпийских играх 2010 года под руководством Быкова
В Еврохоккейтуре 2006/07 россияне выиграли 10 матчей из 12 (в том числе 4 — по итогам овертайма и буллитов), одержав победы в 3 из 4 турниров сезона (кроме Шведских игр). Второе место по итогам 12 матчей заняли шведы, победитель определялся в двух финальных матчах. Шведы сумели взять реванш за поражение в прошлом сезоне: 3:2 и 4:2 в пользу «Тре-Крунур».

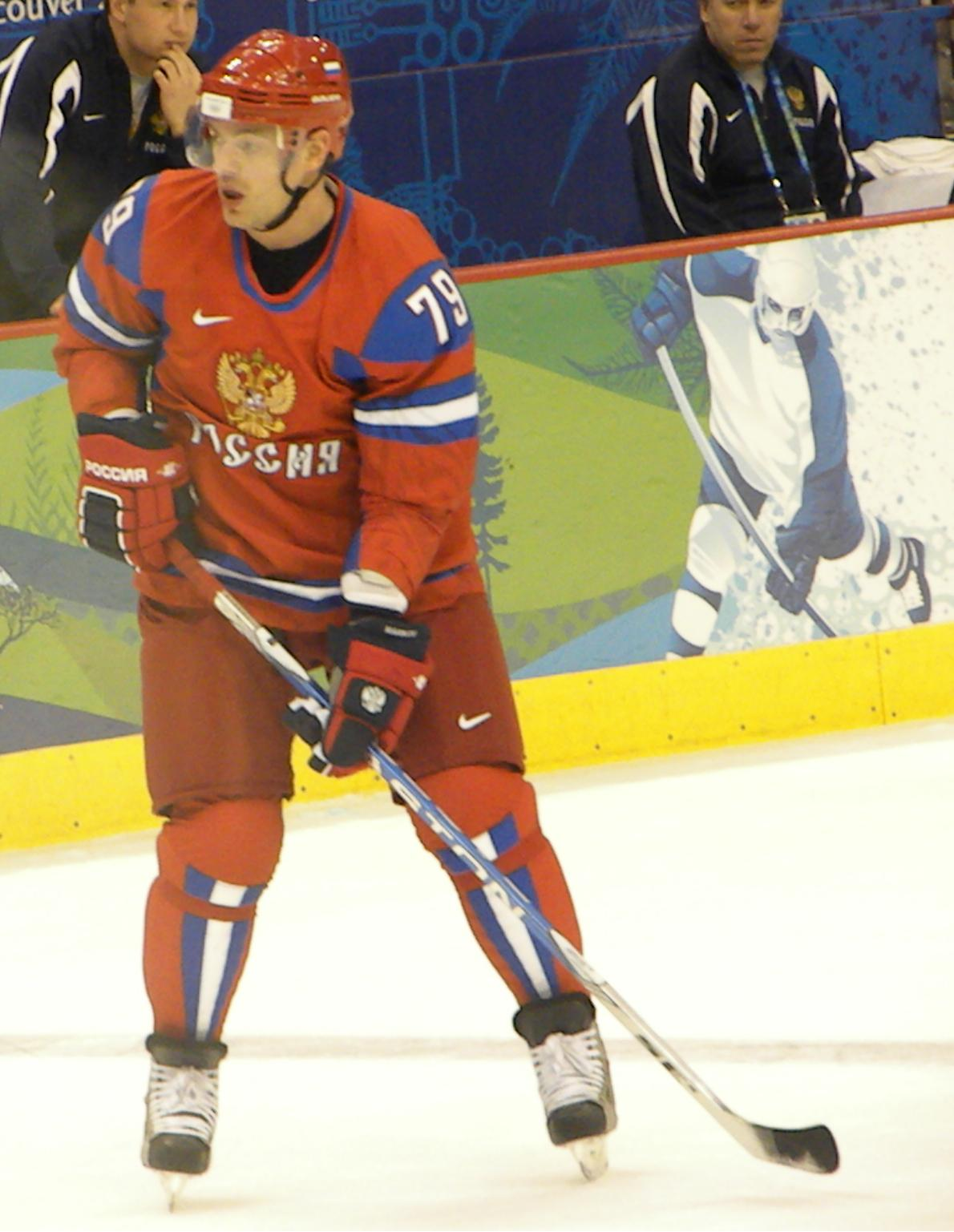
Защитник Андрей Марков (фото 2010 года) играл за сборную на протяжении 17 лет (1999—2016), став в её составе чемпионом мира и трижды сыграв на Олимпийских играх

27 апреля 2007 года начался чемпионат мира в Москве («Арена Ходынка») и Мытищах («Арена Мытищи»). На предварительном этапе россияне выиграли три матча из трёх: 9:1 у Дании (все 9 шайб забросили разные хоккеисты, три очка набрал Алексей Морозов), 8:1 у Украины (по пять очков набрали нападающие «Ак Барса» Алексей Морозов — 3+2 и Сергей Зиновьев — 1+4) и 5:4 у Финляндии (россияне вели 4:1, но проиграли третий период 1:3). На втором этапе команда Быкова продолжила свою победную серию: Италия была обыграна со счётом 3:0 (сухой матч Александра Ерёменко), а Швейцария — 6:3 (три очка набрал защитник Андрей Марков). В последнем матче группового этапа были обыграны шведы (4:2), дважды отличился Алексей Морозов.

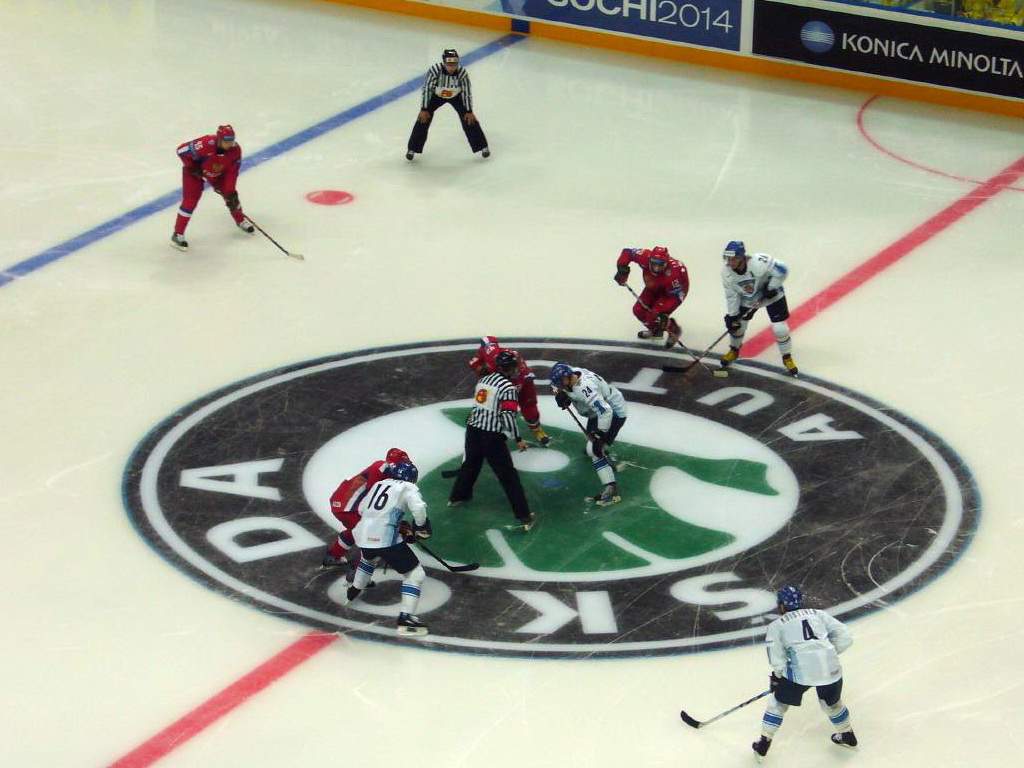
Полуфинал чемпионата мира 2007 года Россия — Финляндия в Москве

В 1/4 финала россияне уверенно обыграли чехов (4:0), несмотря на то, что первое звено россиян не забросило ни одной шайбы. Две шайбы и одна передача на счету Евгения Малкина, Александр Ерёменко отразил все 27 бросков. Перед полуфиналом сборная России лишилась своего лучшего бомбардира Алексея Морозова (13 очков в 7 матчах турнира), получившего травму мениска. Вместо Морозова был заявлен 33-летний форвард оборонительного плана Сергей Брылин из «Нью-Джерси Девилз», последний раз игравший на чемпионате мира 11 лет назад. 12 мая в полуфинале сборная России второй раз на чемпионате встретилась с командой Финляндии. Счёт на 9-й минуте в большинстве открыл Евгений Малкин. Через 3,5 минуты в меньшинстве отличился опытный финский форвард Юкка Хентунен. Во втором и третьем периоде россияне играли со значительным преимуществом, перебросав финнов за эти 40 минут 25-12. Дважды финны «удалялись» за нарушение численного состава, однако счёт до конца основного времени так и не изменился. На 6-й минуте овертайма, проходившего в формате 4 на 4, Туомо Рууту набросил шайбу на ворота россиян, Ерёменко, выехавший из ворот, попытался клюшкой выбить её, но Микко Койву успел сначала поднять клюшку вратаря россиян, а вторым движением в падении забросил шайбу в оставленные ворота. После матча Быков не согласился с тем, что его игроки сбились на индивидуальную игру. Также тренер не признал ошибок в комплектовании состава, отметив, что на чемпионате играли все лучшие. Россияне были вынуждены играть только в матче за третье место, перед которым лишились из-за травмы одного из лидеров Андрея Маркова (вместо него играл Константин Корнеев). В матче за бронзу команда Быкова уверенно обыграла шведов (3:1, шайбы забросили Емелин, Зиновьев и Фролов). При этом шведы перебросали россиян 33-20, но Ерёменко пропустил лишь однажды. «Арена Ходынка» в этом матче была заполнена менее чем на 2/3 (7500 из 12 000). Быков после игры отметил, что поражение в полуфинале от финнов было лишь досадной случайностью. В финале турнира канадцы переиграли финнов со счётом 4:2. Директорат турнира признал Андрея Маркова лучшим защитником, а Алексея Морозова (несмотря на его травму по ходу плей-офф) — лучшим нападающим. Представители медиа включили Маркова, Морозова и Евгения Малкина в символическую сборную турнира. При этом из чемпионов в эту сборную вошёл только форвард Рик Нэш, который также стал самым ценным игроком турнира.
В сезоне 2007/08 сборная России впервые в своей истории выиграла все четыре турнира Еврохоккейтура, одержав 10 побед в 12 матчах (россияне по разу уступили финнам и чехам, а у шведов выиграли все 4 матча).
В 2008 году чемпионат мира по хоккею впервые в своей почти 90-летней истории проходил в Канаде: в Галифаксе и Квебеке. 72-й по счёту турнир был приурочен к 100-летию ИИХФ и 400-летию Квебека. Канадцы собрали сильный состав: Данкан Кит, Эд Жовановски Эрик Стаал, Дэни Хитли, Мартен Сан-Луи, Рик Нэш, Джейсон Спецца. Несколько слабее выглядела только вратарская линия — Кэм Уорд, Паскаль Леклер. Россиянам также удалось собрать состав, не уступающий по силе олимпийской сборной. Один из лучших голкиперов НХЛ Евгений Набоков впервые в карьере выступал на чемпионате мира, вторым вратарём был Александр Ерёменко. В обороне лидерами были Андрей Марков, Дмитрий Калинин, Фёдор Тютин (дебют на чемпионатах мира), Илья Никулин. В нападении достаточно неожиданно у россиян появился 38-летний центрфорвард Сергей Фёдоров, который последний раз играл на победном чемпионате мира ещё в составе сборной СССР в 1990 году (за сборную России Фёдоров ранее выступал только на Кубках мира и Олимпийских играх). Капитаном сборной был лидер «Ак Барса» Алексей Морозов, как и в последние годы в нападении ведущие роли играли Илья Ковальчук, Александр Овечкин, Данис Зарипов, Сергей Зиновьев, Сергей Мозякин. Были в составе такие форварды как Максим Сушинский, Александр Радулов, Максим Афиногенов, Александр Сёмин.

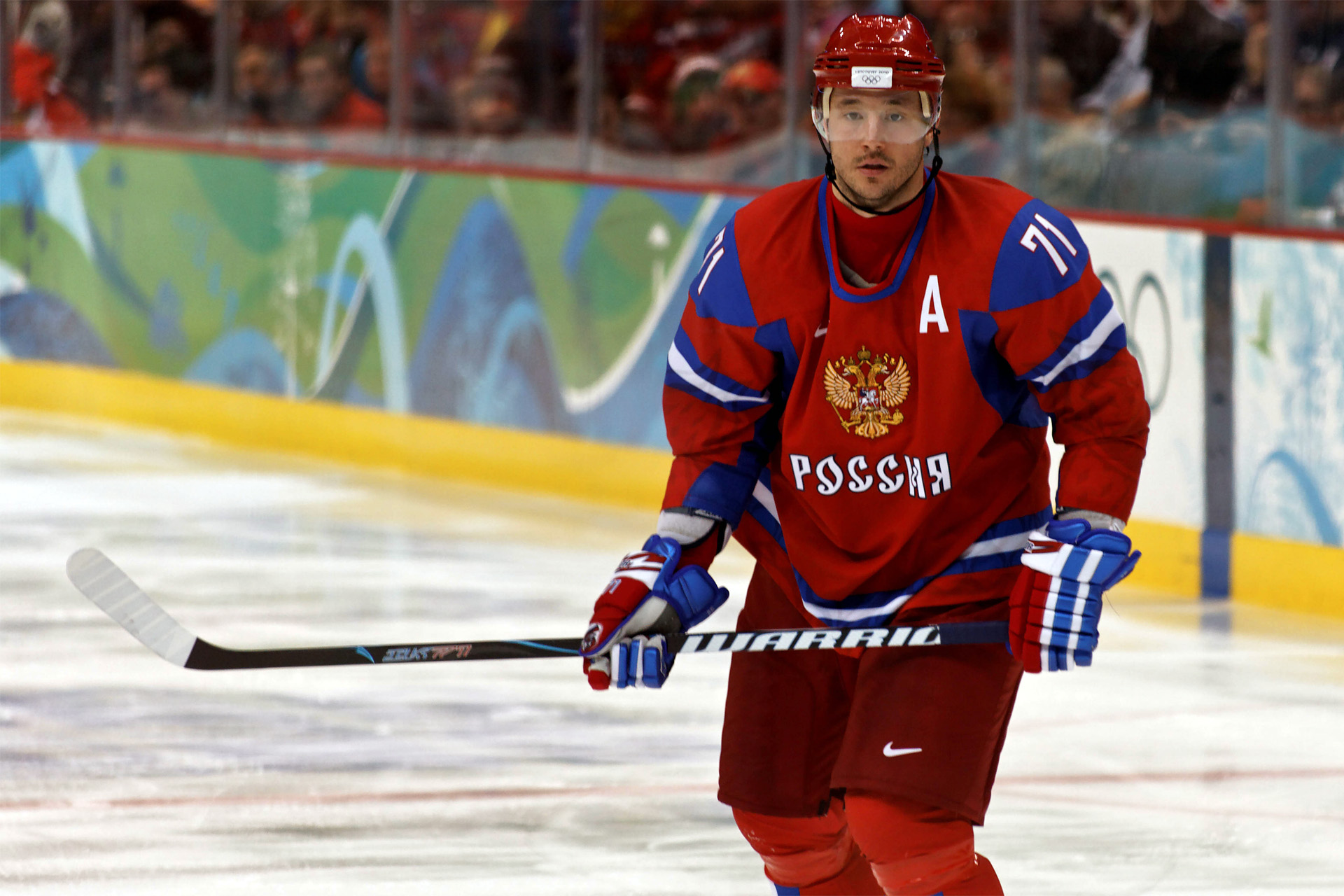
Илья Ковальчук забил две решающие шайбы в победном финале ЧМ 2008 года, стал лучшим игроком ЧМ 2009, лучшим бомбардиром ЧМ 2010, на ЧМ 2013 набрал 13 очков в 8 матчах

На первом этапе россияне последовательно переиграли Италию (7:1), Чехию (5:4, по буллитам, у соперников хет-триком отметился Патрик Элиаш) и Данию (4:1). На втором этапе 9 мая россияне обыграли Беларусь: после первого периода команда под руководством американского тренера Курта Фрэйзера неожиданно вела со счётом 2:0, но затем россияне забросили трижды подряд (дубль Афиногенова и шайба Овечкина). Однако за 3,5 минуты до конца Алексей Угаров сравнял счёт. Победитель матча был определён в серии буллитов, решающий бросок реализовал Алексей Морозов. На следующий день россияне обыграли шведов (3:2), Овечкин забросил победную шайбу за 6 секунд до конца третьего периода. Впервые на чемпионате место в воротах россиян занял Евгений Набоков. 12 мая россияне обыграли швейцарцев (5:3), причём после второго периода счёт был 4:0. Россияне уверенно заняли первое место в своей группе и в 1/4 финала второй раз за три дня играли со швейцарцами, занявшими 4-е место в той же группе. Никаких проблем россияне не испытали — уже на 7-й минуте второго периода был 5:0, ещё одну шайбу добавил в конце второго периода Овечкин. Евгений Набоков впервые на турнире сыграл «на ноль». Ещё один уверенный матч Набоков провёл в полуфинале: финны так и не смогли пробить голкипера россиян, тогда как ворота финнов по разу поразили Фёдоров, Зарипов, Морозов и Сушинский. В другом полуфинале канадцы в упорной борьбе остановили шведов (5:4).

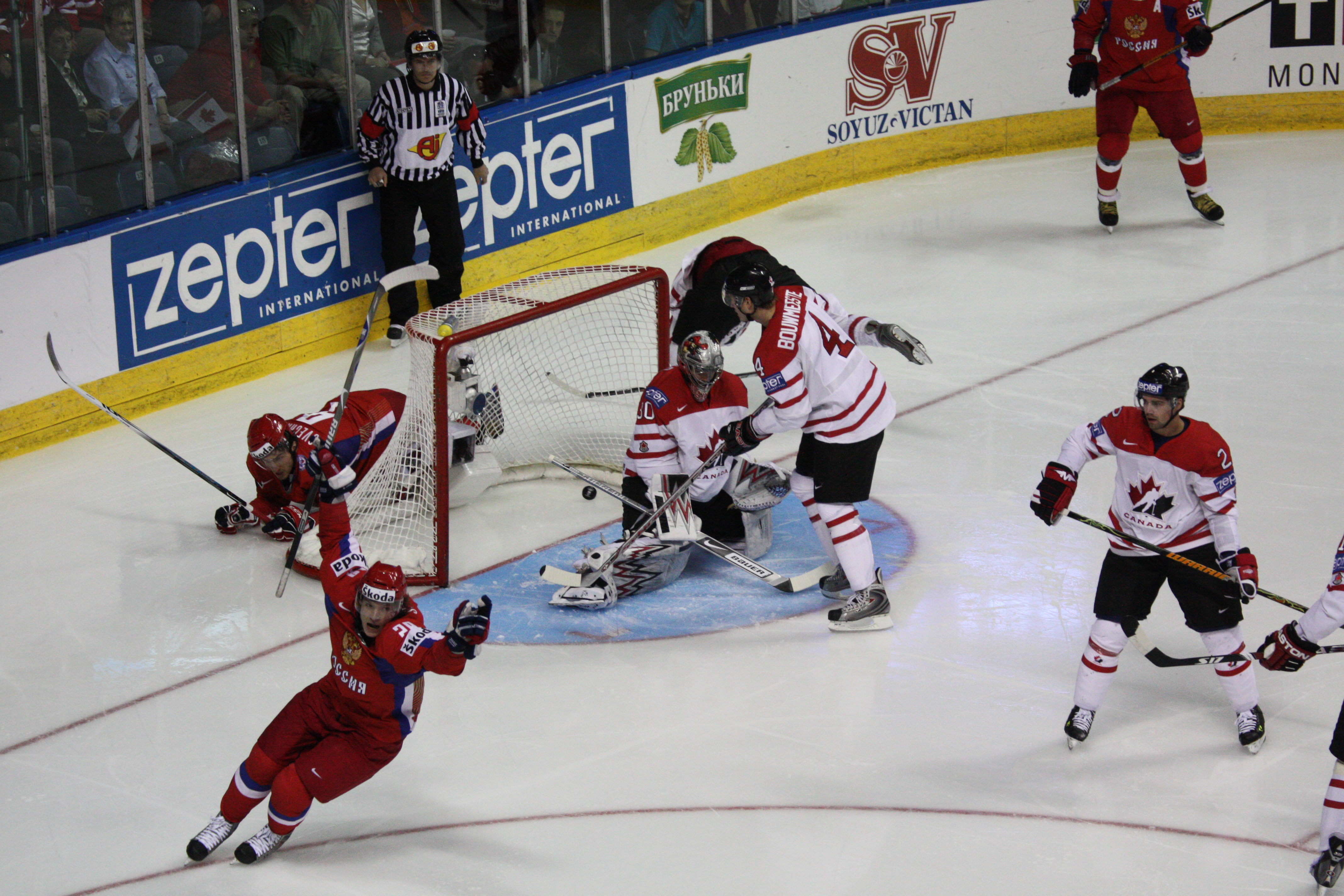
Александр Сёмин открывает счёт в финале чемпионата мира 2008 года

Финал состоялся 18 мая на арене «Колизей Пепси» в Квебеке. Через 83 секунды после начала матча счёт открыл Сёмин, поразивший ворота Кэма Уорда. Однако уже к 15-й минуте Канада вела 3:1 (дубль защитника Брента Бёрнса и шайба Криса Кунитца). Канадцы перебросали россиян в первом периоде 15-5. Второй период также начался с шайбы Сёмина, но на 30-й минуте Дэни Хитли 4-й раз поразил ворота Набокова. В середине третьего периода Алексей Терещенко до минимума сократил отставание команды Быкова. За 5 минут и 14 секунд до конца третьего периода свою первую шайбу на турнире забросил Илья Ковальчук, который подвергался серьёзной критике по ходу чемпионата. Во втором и третьем периоде россияне перебросали канадцев 25-14. В овертайме решающим стало удаление самого ценного игрока прошлого чемпионата мира Рика Нэша: форвард был отправлен на скамейку штрафников за умышленный выброс шайбы с площадки. Илья Ковальчук реализовал удаление Нэша менее чем за минуту и всего через 2 минуты и 42 секунды после начала овертайма. Россияне выиграли чемпионат мира через 15 лет и 16 дней после победы на турнире 1993 года в Германии. Евгений Набоков был признан лучшим голкипером чемпионата и вошёл в символическую сборную, в неё также вошёл Овечкин (самым ценным игроком турнира был признан его лучший бомбардир Дэни Хитли). Победа хоккеистов, выигравших 9 матчей из 9, была восторженно встречена в России, после финала были отмечены народные гуляния в городах России. 20 мая состоялся торжественный приём в Екатерининском зале Большого Кремлёвского дворца, на котором команду поздравил президент России Дмитрий Медведев. 11 игроков были удостоены звания заслуженный мастер спорта, Быков и Захаркин стали заслуженными тренерами России.
В октябре 2008 года Быков и Захаркин подписали новый контракт с ФХР. Контракт был подписан сроком на один год, в случае призового места на чемпионате мира 2009 года контракт автоматически продлевался сроком ещё на один год.
К 2009 году беспроигрышная серия российской сборной под руководством Вячеслава Быкова достигла 22 матчей. Она прервалась 5 февраля 2009 года после поражения от сборной Швеции (4:3) в рамках Еврохоккейтура. Однако по итогам Шведского этапа сборная России досрочно стала победителем Еврохоккейтура 2008/09. Эта победа стала для россиян четвёртой в этом турнире за последние пять сезонов.
На чемпионате мира 2009 года в Швейцарии состав сборной был несколько слабее, чем в 2008 году. Основным голкипером стал Илья Брызгалов, его сменщиком был Александр Ерёменко. В защите ведущие роли играли Илья Никулин, Дмитрий Калинин, Виталий Атюшов, Олег Твердовский, Виталий Вишневский. Алексей Морозов вновь был капитаном сборной, он составил звено с Сергеем Зиновьевым и Данисом Зариповым (из-за травмы он сыграл на чемпионате только первые два матча). Были в составе Илья Ковальчук, Сергей Мозякин, Александр Фролов, Александр Радулов. Впервые на чемпионатах мира играли Александр Пережогин, Антон Курьянов, Николай Жердев. Олег Сапрыкин вернулся в состав сборной на чемпионате мира спустя шесть лет. Впервые за долгое время чемпионат мира пропускал Александр Овечкин.

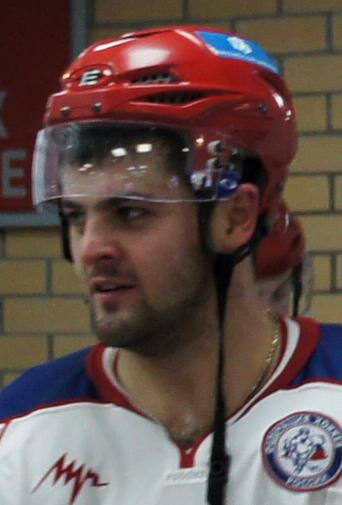
Александр Радулов набрал 10 очков (4+6) в 9 матчах чемпионата мира 2009 года, забросив победную шайбу в финале

На первом этапе в Берне на «ПостФинанс-Арене» россияне одержали три победы: над Германией (5:0), Францией (7:2) и Швейцарией (4:2). На втором этапе в драматичном матче была обыграна Швеция: после 60 минут счёт был 5:5, причём шведы отыгрались за 74 секунды до конца третьего периода. На 5-й минуте овертайма победную шайбу забросил защитник Дмитрий Калинин. Следующие два матча сложились для россиян проще: победы над США (4:1) и Латвией (6:1). В результате сборная России уверенно заняла первое место в группе на втором этапе и в четвертьфинале вышла на команду Беларуси. Счёт во втором периоде в большинстве открыл капитан белорусов Константин Кольцов из «Салавата Юлаева». Россияне отыгрались уже через 2,5 минуты, благодаря шайбе опытного защитника Виталия Прошкина. На 34-й минуте белорусы вновь вышли вперёд, Илью Брызгалова переиграл 37-летний Олег Антоненко. Через 2,5 минуты счёт сравнял другой защитник команды Быкова — Виталий Атюшов. Через 23 секунды после шайбы Атюшова россияне впервые в матче вышли вперёд благодаря шайбе Александра Фролова. Но за 38 секунд до конца второго периода белорусы реализовали большинство в формате 5 на 3 (удаления Ковальчука и Калинина), отличился один из их лидеров Руслан Салей. Во всех трёх шайбах белорусов ассистентом выступил их ведущий нападающий Михаил Грабовский. В третьем периоде была заброшена только одна шайба — победу сборной России принёс Ковальчук, четвёртый раз поразивший ворота Андрея Мезина, признанного впоследствии лучшим голкипером турнира. По похожему сценарию проходил и полуфинальный матч против сборной США: Дастин Браун открыл счёт в начале второго периода, но в середине матча за три минуты россияне забросили в ворота Роберта Эша дважды (Ковальчук и Фролов). Кайл Окпосо сравнял счёт на 39-й минуте. После двух периодов американцы лидировали по броскам в створ (14-12). В третьем периоде россияне прибавили, но долгое время счёт оставался равным. За 3,5 минуты до конца был удалён форвард американцев Ти Джей Оши. Россияне сумели реализовать удаление за 107 секунд до конца третьего периода, отличился Константин Горовиков с передач Радулова и Никулина. В тот же день канадцы переиграли в полуфинале шведов (3:1), таким образом, финал чемпионата мира 2009 года стал повторением финала 2008 года. В решающем матче в Берне Джейсон Спецца открыл счёт на шестой минуте, но на 13-й минуте Олег Сапрыкин реализовал удаление защитника Брейдона Коберна. На 35-й минуте Радулов с передач Горовикова и Сапрыкина второй раз поразил ворота 39-летнего Дуэйна Ролосона. Во втором и третьем периодах канадцы перебросали россиян со счётом 27-9, но отличный матч провёл вратарь Илья Брызгалов. Сборная России играла очень корректно — за весь матч только Сергей Зиновьев дважды получил двухминутное удаление, остальные же игроки не удалялись ни разу. В третьем периоде россияне ни разу не играли в меньшинстве. Несмотря на все усилия, канадцам так и не удалось сравнять счёт, и команда Быкова сумела защитить свой титул чемпионов мира. Сборная России за два года выиграла больше чемпионатов мира, чем до этого за все сезоны с 1992 года. Илья Ковальчук, набравший 14 очков в 9 матчах (на одно очко меньше, чем у лучшего бомбардира турнира канадца Мартена Сан-Луи), был признан лучшим нападающим и самым ценным игроком турнира, а также включён в символическую сборную (единственным среди россиян). 14 очков стали рекордом для российских хоккеистов на одном чемпионате мира.
После сезона 2008/09 Быков и Захаркин покинули ЦСКА и возглавили уфимский «Салават Юлаев», продолжив совмещать работу в клубе и сборной.

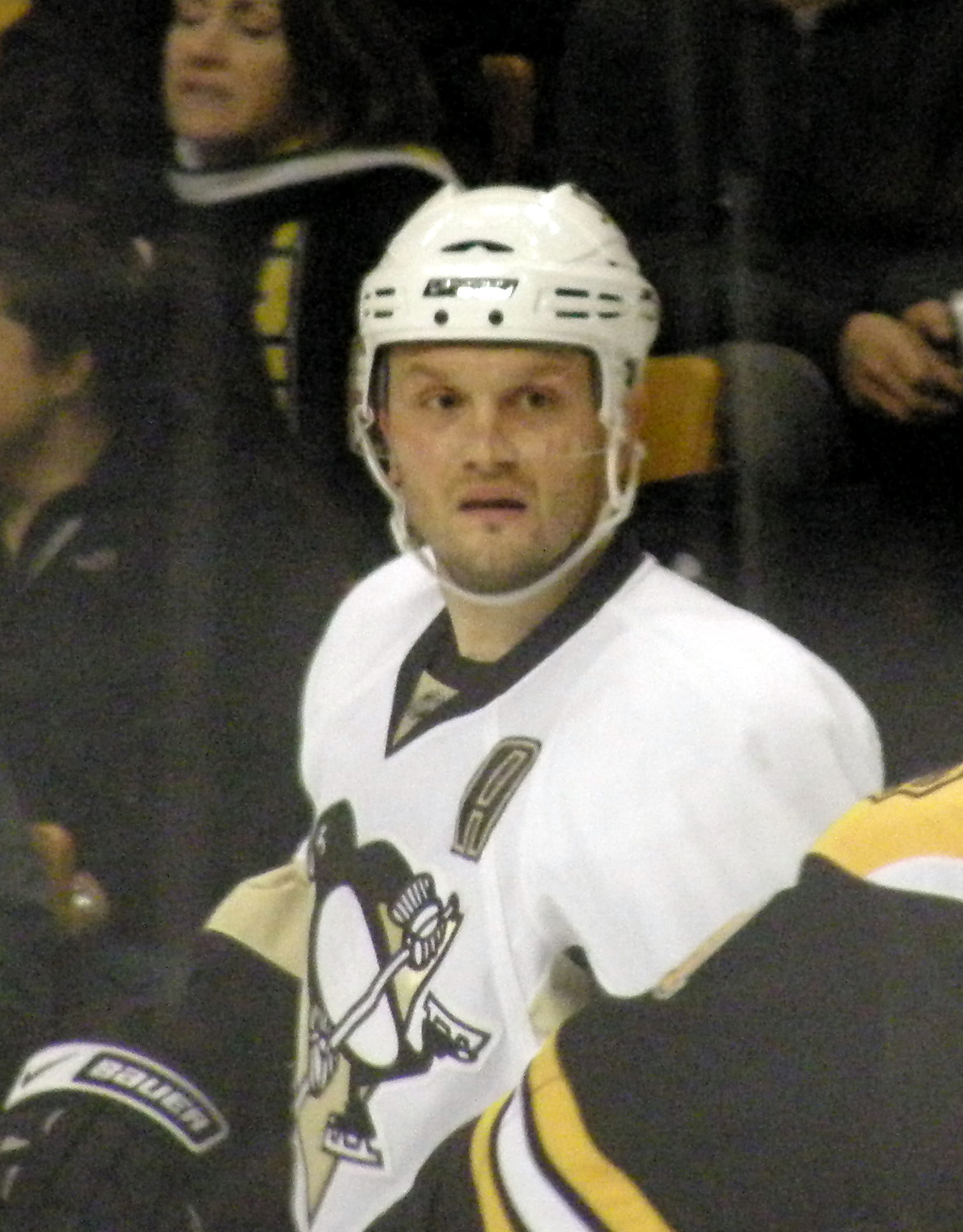
Лучший снайпер среди российских защитников в НХЛ Сергей Гончар выступал за сборную России на 4 Олимпиадах (1998, 2002, 2006 и 2010), двух Кубках мира и трёх чемпионатах мира

После двух подряд побед на чемпионатах мира от сборной ожидали успешного выступления на Олимпийских играх 2010 года в Ванкувере. Проводились параллели с чемпионатом мира 2008 года в Канаде, когда сборная России сумела одержать впечатляющую победу над хозяевами. Быкову удалось пригласить практически всех сильнейших хоккеистов России. Вратарями стали чемпионы мира 2008 и 2009 годов — Евгений Набоков и Илья Брызгалов (третьим был молодой Семён Варламов, который ни разу не выходил на площадку). В защите появился 35-летний Сергей Гончар, не игравший за сборную с 2007 года, для которого Игры в Канаде стали уже четвёртыми в карьере. Остальные защитники становились чемпионами мира в 2008 или 2009 годах, почти все также имели опыт выступлений на Олимпийских играх. Самым молодым был 25-летний Константин Корнеев из ЦСКА. В нападении также не было никаких новичков, все форварды имели богатый опыт выступлений за сборную. Впервые с Олимпийских игр 2006 года в команде появился Виктор Козлов, остальные же играли на чемпионатах мира 2008 и 2009 годов. Капитаном сборной был Алексей Морозов, альтернативными капитанами — Илья Ковальчук и Александр Овечкин. Самым опытным в команде и самым возрастным полевым игроком на Олимпийских играх был 40-летний нападающий магнитогорского «Металлурга» Сергей Фёдоров (он сыграл за сборную уже в четвёртом десятилетии — в 1980-х, 1990-х, 2000-х и 2010-х), самыми молодыми в составе команды Быкова были 23-летние Евгений Малкин и Александр Радулов.

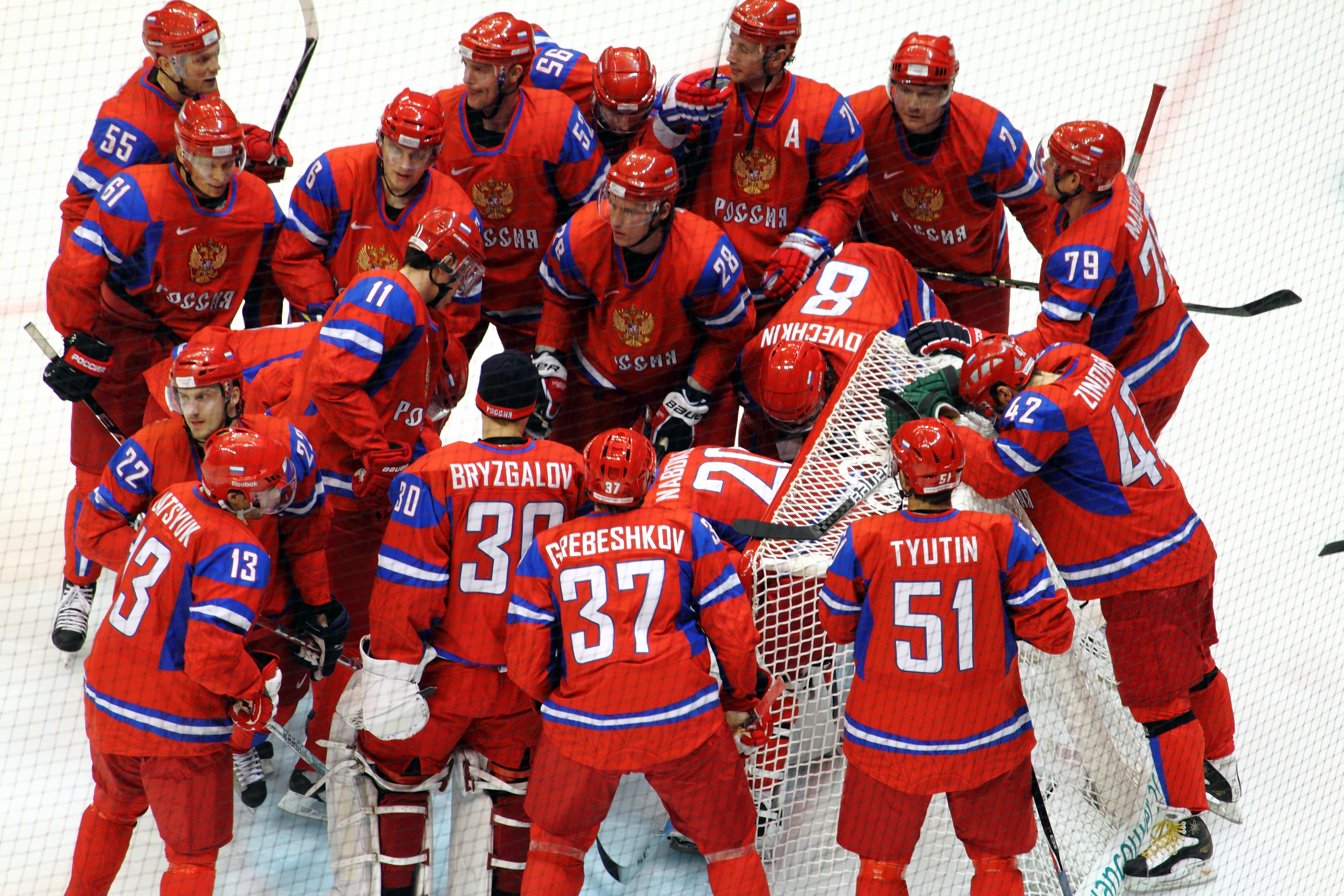
Сборная России на зимних Олимпийских играх 2010 года в Ванкувере

16 февраля в первом матче на арене «Канада-хоккей-плейс» Россия уверенно разгромила сборную Латвии (8:2), которой руководил Олег Знарок; по две шайбы забросили Овечкин и Зарипов. Во втором матче со словаками во втором периоде шайбу забросил Морозов, но за 10 минут до конца третьего периода Мариан Госса сравнял счёт, поразив ворота Брызгалова. Победителя пришлось выявлять в серии буллитов: из первых шести бросков сумели забить только Овечкин у россиян и Йозеф Штумпел у словаков, седьмым броском у словаков отличился Павол Демитра, а вот Малкин забить не сумел, таким образом победа осталась за словаками. В последней игре в группе команда Быкова переиграла чехов (4:2), дважды отличился Малкин, а последнюю шайбу Дацюк забросил уже в пустые ворота. Благодаря победе чехов над словаками, сборная России заняла первое место в своей группе и напрямую вышла в четвертьфинал, однако там их ждала встреча с победителем матча 1/8 финала между Канадой и Германией. Канадцы разгромили немцев со счётом 8:2 и вновь, как и 4 года назад на Играх в Турине, вышли в четвертьфинале на Россию. Матч состоялся 24 февраля в Ванкувере на арене «Канада-хоккей-плейс». В первом периоде канадцы обрушили шквал атак на ворота Набокова, с которым не справилась защита сборной России. Канадцы нанесли 21 бросок в створ ворота за первый период, открыв счёт уже на третьей минуте (Райан Гецлаф). На 13-й минуте сначала Дэн Бойл реализовал удаление Антона Волченкова, а через 46 секунд Рик Нэш довёл счёт до 3:0. Дмитрий Калинин отыграл одну шайбу на 15-й минуте, но на 19-й минуте Бренден Морроу забил 4-ю шайбу. Канадцы не сбавили обороты и во втором периоде: Кори Перри отличился на 24-й минуте, а через 57 секунд Ши Уэбер довёл счёт до 6:1. После этого Набокова сменил Брызгалов. Афиногенов отыграл одну шайбу через 39 секунд после гола Уэбера, но на 30-й минуте Перри забросил свою вторую шайбу, после чего борьба в матче была фактически закончена. Россияне забросили третью шайбу в большинстве на 32-й минуте усилиями Гончара, но в оставшиеся 28 минут счёт не изменился (3:7). Канадцы взяли более чем убедительный реванш за поражение на Играх в Турине и два проигранных финала чемпионатов мира 2008 и 2009 годов, а россияне впервые вылетели на стадии четвертьфинала из олимпийского турнира, проведя всего 4 матча. По итогам турнира Россия заняла шестое место, что стало худшим результатом на Олимпийских играх в истории советского и российского хоккея. Канадцы затем в полуфинале обыграли словаков (3:2), а в сложном финальном матче сумели сломить в овертайме сопротивление американцев (3:2), которые сравняли счёт за 25 секунд до конца третьего периода.

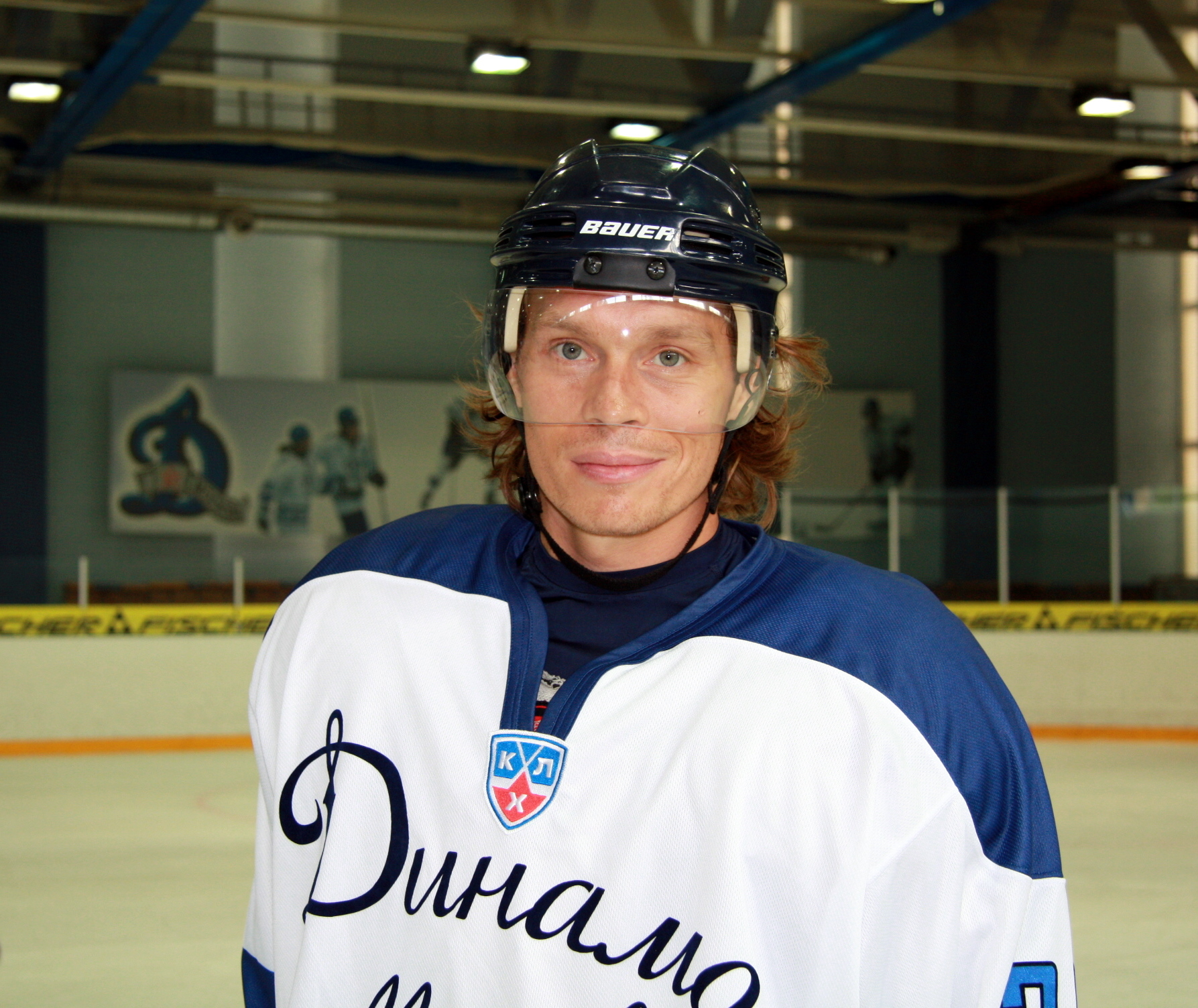
Воспитанник московского «Динамо» Максим Афиногенов в 1999—2011 годах сыграл за сборную на трёх Олимпийских играх и восьми чемпионатах мира

На чемпионате мира 2010 года, проходившем в Германии, в состав сборной вошли многие из тех, кто 3 месяцами ранее выступал на Играх в Ванкувере. В первом матче на «Ланксесс-Арене» в Кёльне были обыграны словаки (3:1). Во втором матче команда Быкова не испытала особых проблем в игре с Казахстаном (4:1), тремя очками (1+2) отметился Александр Сёмин. В заключительном матче в группе А россияне обыграли белорусов (3:1), по шайбе забросили Мозякин, Овечкин и 21-летний Артём Анисимов из «Нью-Йорк Рейнджерс», впервые игравший на чемпионате мира. Примечательно, что в первых трёх матчах ворота сборной России защищали три разных голкипера — Василий Кошечкин, Александр Ерёменко и Семён Варламов, каждый из которых пропустил по шайбе в третьем периоде. На втором групповом этапе Россия сначала в непростой борьбе обыграла хозяев чемпионата: при счёте 2:3 немцы сняли голкипера, но не сумели сравнять счёт. Победную шайбу в третьем периоде у россиян забросил Овечкин. На следующий день матч против Дании сложился проще, благодаря 4 очкам (3+1) Павла Дацюка россияне выиграли 6:1. В заключительном матче в борьбе за первое место в группе Е россияне не оставили шансов финнам (5:0), причём в середине второго периода Малкин и Кулёмин забросили две шайбы в ворота Петри Веханена в течение 10 секунд, а в начале третьего периода в течение 40 секунд отличились Емелин и Афиногенов. Матч прошёл в весьма жёсткой борьбе, команды набрали 54 минуты штрафа, при этом только одно удаление было 10-минутным.

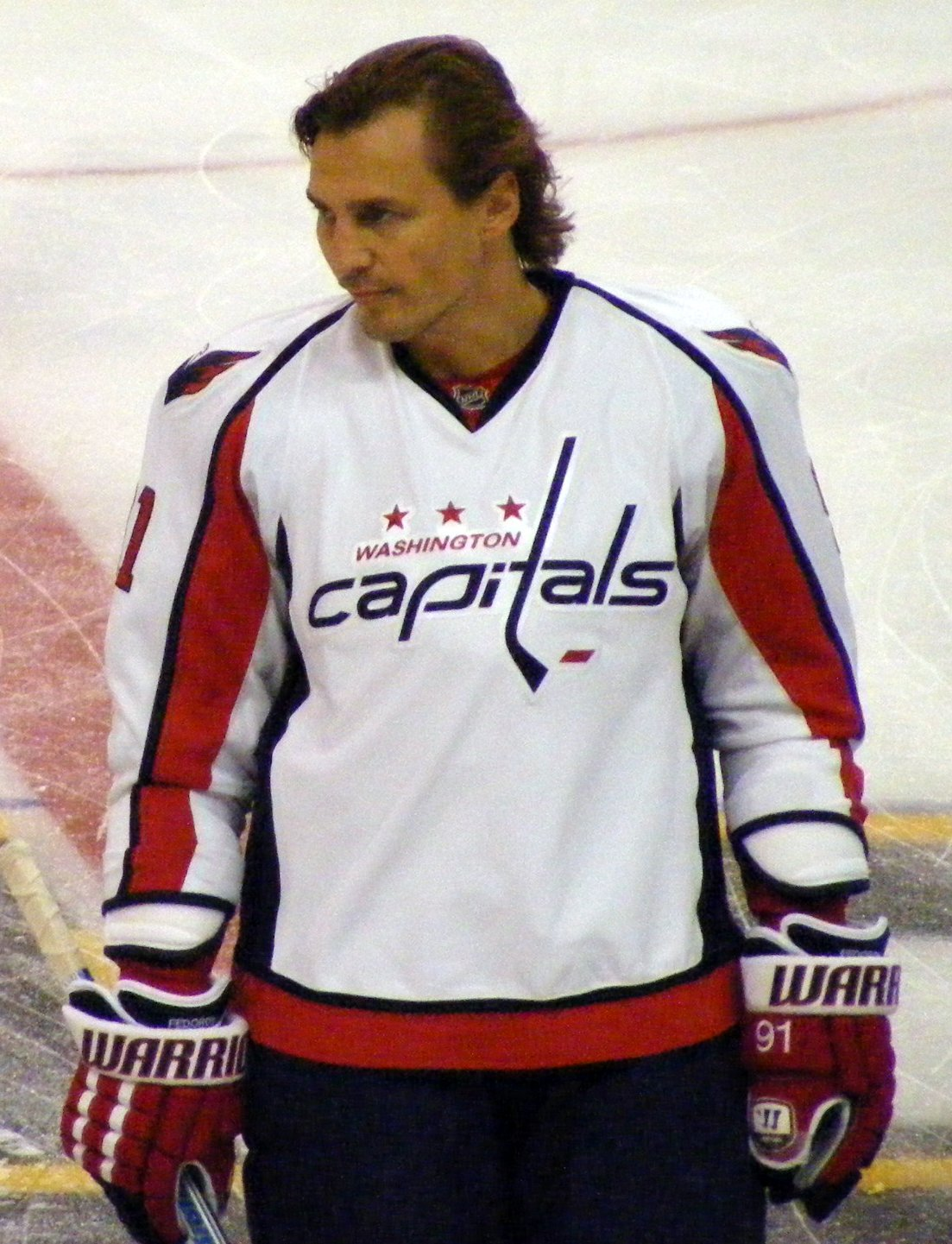
Трёхкратный обладатель Кубка Стэнли Сергей Фёдоров выиграл два чемпионата мира в составе сборной СССР (1989 и 1990), а также чемпионат мира 2008 года в составе сборной России

В четвертьфинале россияне встретились с канадцами, что стало повторением игры на этой же стадии олимпийского турнира в Ванкувере. Но если у россиян в составе были многие участники того матча, то у канадцев из олимпийских чемпионов Ванкувера на чемпионате мира в Германии играл только форвард Кори Перри. Тем не менее, в России этот матч многими рассматривался как реванш за разгром на Олимпийских играх. Как и игра с Финляндией, матч прошёл в жёсткой борьбе, особенно третий период, в котором команды набрали 50 минут штрафа. В каждом из периодов следовали удаления уже после истечения 20 минут игрового времени, при этом второй период закончился небольшой потасовкой, в результате которой были удалены по два игрока каждой из команд. Счёт за 58 секунд до конца первого периода открыл Максим Афиногенов. В начале второго периода Павел Дацюк реализовал большинство в формате 5 на 3 (у канадцев были удалены Перри и Стивен Стэмкос). На 38-й минуте ещё одно удаление Перри реализовал Евгений Малкин. На 48-й минуте четвёртую шайбу в ворота Криса Мэйсона забросил Сергей Фёдоров (нападающий установил рекорд сборной России, как самый возрастной автор заброшенной шайбы), после этого игра была практически решена, и команды уделили внимание рукопашным схваткам: за последующие 4 минуты игрового времени хоккеисты набрали 44 минуты штрафа, Афиногенов, Отт и Дауни получили 10-минутные наказания. На 54-й минуте канадцам наконец удалось забросить свою первую шайбу (Джон Таварес), на 57-й минуте они сняли вратаря, но Малкин поразил пустые ворота уже через 12 секунд. Окончательный счёт за 14 секунд до конца матча установил Мэтт Дюшен. Победа сборной России была встречена с воодушевлением, от полуфинала против Германии многие ждали «лёгкой прогулки». Однако матч сложился непросто: в первом периоде до конца матча был удалён Николай Кулёмин, вскоре после этого счёт в большинстве 5 на 3 открыл форвард оборонительного плана из «Нэшвилла» Марцель Гоч, с пятачка добивший шайбу в ворота Кошечкина. Впервые на турнире сборная России оказалась в положении отыгрывающейся. Несмотря на то, что в этом матче у немцев не играл герой четвертьфинала против Швейцарии голкипер Деннис Эндрас, признанный впоследствии самым ценным игроком чемпионата (место в воротах занял Роберт Цепп), россияне сумели забросить свою первую шайбу только на 32-й минуте, с передач Гончара и Ковальчука отличился Малкин. После двух периодов немцы неожиданно лидировали по броскам в створ (20-15). В третьем периоде россияне значительно прибавили, нанеся 17 бросков, но долгое время счёт оставался ничейным. За две минуты до конца третьего периода Дацюк перехватил шайбу в своей зоне, убежал с Малкиным в контратаку против одного защитника и поразил ближнюю девятку ворот Цеппа. Эта шайба стала победной, несмотря на то, что немцы последние 1,5 минуты играли без вратаря. Россияне третий раз подряд вышли в финал чемпионата мира, где их ждала встреча с Чехией, которая в драматичном полуфинале против Швеции сравняла счёт за 8 секунд до конца третьего периода, а затем победила в серии буллитов.

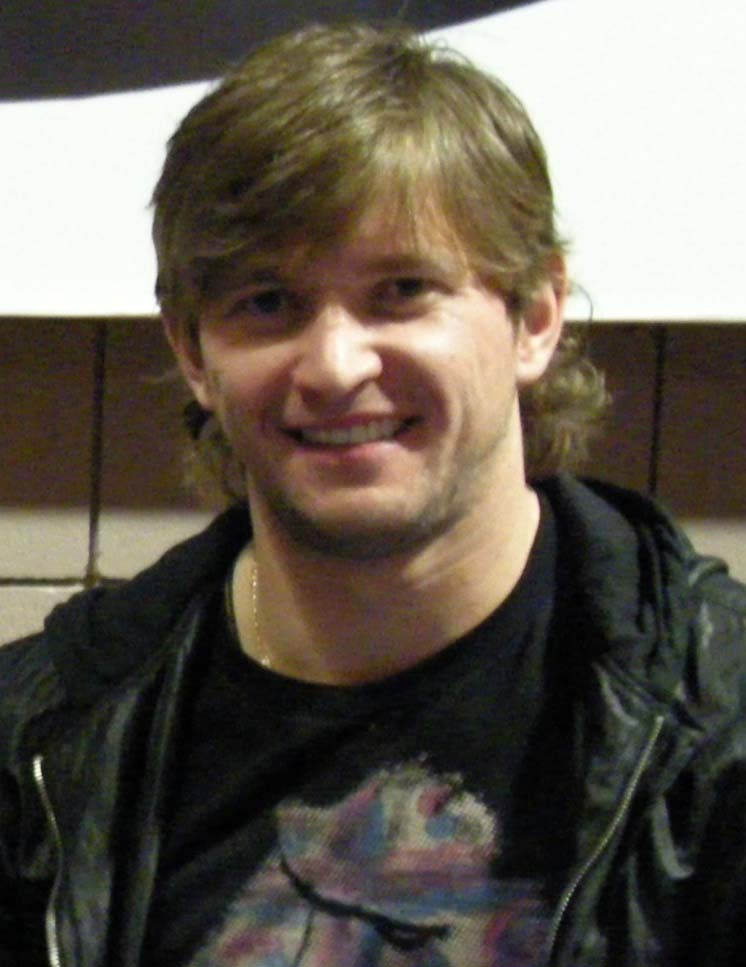
Защитник Денис Гребешков в составе сборной России стал двукратным чемпионом мира (2008 и 2009)

Решающий матч, состоявшийся в Кёльне 23 мая, начался с шайбы Якуба Клепиша, заброшенной с передачи Яромира Ягра уже на 20-й секунде первого периода. На последней секунде первого периода Дацюк в большинстве забросил шайбу в ворота Томаша Вокоуна, но после просмотра видеозаписи арбитры приняли решение не засчитывать гол россиян в связи с тем, что бросок был произведён уже после сирены об окончании периода. На 39-й минуте капитан сборной Чехии Томаш Ролинек в контратаке в борьбе с Гончаром коньком забросил вторую шайбу в ворота Варламова, после просмотра арбитр засчитал гол, посчитав, что умышленного броска коньком не было. На 10-й минуте третьего периода после столкновения с Алексеем Терещенко повреждение получил Петр Коукал. После паузы игра продолжилась, и тут же Алексей Емелин применил силовой приём против Яромира Ягра, после которого чех остался лежать на площадке. Судьи после совещания наказали Емелина матч-штрафом (5+20). После матча защитник сборной России заявил, что был шокирован таким решением арбитров, на его взгляд действия не «тянули» даже на двухминутное удаление. Ягр, который после этого эпизода больше не возвращался на площадку, сказал, что Емелин ударил его под колено. Судьи Владимир Балушка (Словакия) и Яри Левонен (Финляндия) после матча отметили, что эпизод был неоднозначным, но решение надо было принимать быстро, и после просмотра столкновения и совещания они решили удалить Емелина до конца матча, так как Ягр получил травму. За 5 секунд до окончания 5-минутного штрафа Емелина был удалён за задержку Виктор Козлов. За 7 минут подряд в меньшинстве россияне не пропустили, а за 2,5 минуты до конца третьего периода был удалён уже защитник чехов Михал Розсивал, россияне тут же сняли вратаря, выпустив 5 нападающих и одного защитника (Гончара). Через 34 секунды после нарушения Розсивала последовало удаление Томаша Ролинека за фол против Ковальчука, однако после ряда опасных бросков при игре 6 на 3 за 1,5 минуты до конца третьего периода был удалён Евгений Малкин. За 36 секунд до конца (за секунду до выхода Розсивала) Павел Дацюк наконец пробил Томаша Вокоуна. За 8 секунд до конца бросал Ковальчук, но Вокоун поймал шайбу (это был его 35-й «сейв» в матче), это был последний шанс россиян. Таким образом, сборной России не удалось выиграть третий чемпионат мира подряд, причём поражение от Чехии стало первым за эти три турнира. Павел Дацюк, забросивший 6 шайб в 6 матчах (больше Павла на турнире забросил только канадец Таварес — 7 шайб в 7 матчах), был признан лучшим нападающим турнира, он же вместе с Евгением Малкиным вошёл в символическую сборную. Примечательно, в неё не был включён никто из чемпионов мира. Илья Ковальчук стал лучшим бомбардиром турнира, набрав 12 очков (2+10) в 9 матчах.
В августе 2010 года Быков и Захаркин подписали новый контракт на работу со сборной по формуле 2+2. Критериями успеха работы Быкова и Захаркина были определены прогресс в подготовке к Олимпийским играм 2014 года и результаты на чемпионатах мира 2011 и 2012 годов. В случае успеха в ближайшие два года, контракт в 2012 году мог быть автоматически продлён до 2014 года. При этом федерация была не против продолжения одновременной работы Быкова и Захаркина в «Салавате Юлаеве».
В сезоне 2010/11 сборная России пятый раз в истории одержала победу в общем зачёте Еврохоккейтура, одержав 9 побед в 12 матчах. На Кубке Первого канала в декабре 2010 года россияне выиграли все три матча с преимуществом минимум в две шайбы (Алексей Морозов набрал шесть очков (2+4) в трёх матчах и был признан самым ценным игроком турнира). Руководимый Быковым и Захаркиным «Салават Юлаев» выиграл в сезоне 2010/11 Кубок Гагарина, при этом последний матч был сыгран 16 апреля, всего за две недели до начала чемпионата мира, лишь после этого главный тренер присоединился к команде, которую в апреле готовили Валерий Брагин и Андрей Назаров.

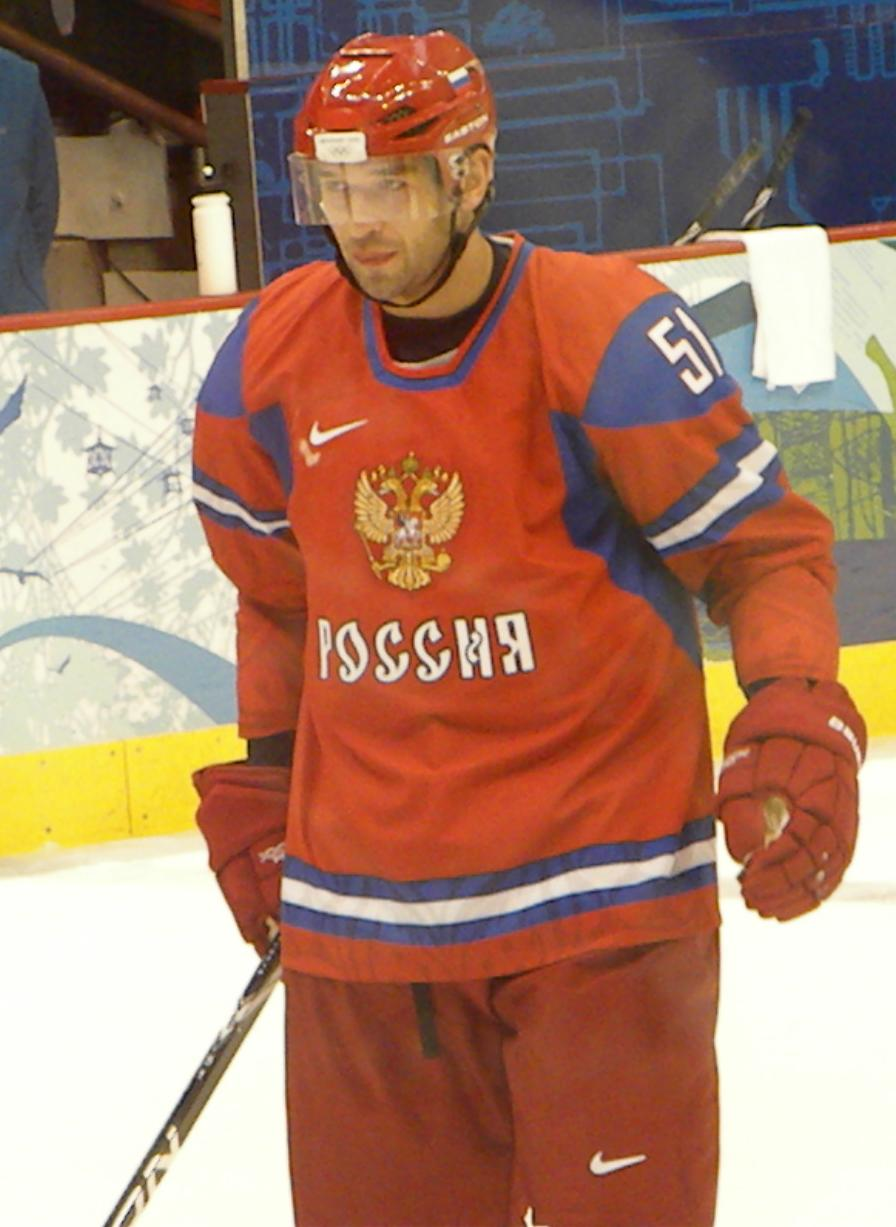
Защитник Фёдор Тютин выступал за сборную на трёх Олимпийских играх (2006, 2010, 2014) и трёх чемпионатах мира (2008, 2011, 2013)

На чемпионате мира 2011 года, проходившем в Словакии, Вячеслав Быков сделал ставку на игроков, выступающих в КХЛ. Из игроков НХЛ с самого начала турнира выступали Евгений Набоков, Илья Ковальчук, Николай Кулёмин, Дмитрий Куликов, Фёдор Тютин, ближе к началу плей-офф подъехал Александр Овечкин, для которого турнир сложился неудачно — 0 очков в 5 матчах. Россияне начали турнир с поражения от немцев (0:2), Деннис Эндрас отразил 31 бросок сборной России. Второй матч против сборной Словении также оказался очень трудным: ещё за 4 минуты до конца третьего периода счёт был 4:4, лишь затем шайбы Радулова и Зиновьева принесли победу России. При этом словенцы неожиданно нанесли на 10 бросков в створ больше (35-25). В третьем матче россияне с трудом переиграли словаков (4:3), причём Евгений Набоков был заменён на Константина Барулина после третьей пропущенной шайбы в середине второго периода. На втором этапе россияне провели ещё один неубедительный матч: не самая сильная сборная Дании была обыграна со счётом 4:3, хет-трик сделал опытный форвард «Салавата Юлаева» Сергей Зиновьев. В этом матче Евгений Набоков получил серьёзную травму и по ходу игры был заменён на Барулина, до конца чемпионата именно Константин стал основным вратарём, а Евгений больше на льду не появлялся. Следующие два матча россияне проиграли: Чехии (2:3) и Финляндии (2:3, по буллитам), при этом в игре с финнами россияне вели 2:0 уже на пятой минуте. В итоге россияне вышли в плей-офф только с 4-го места в своей группе и попали в 1/4 финала на сборную Канады, которая заняла первое место в другой группе, одержав 6 побед в 6 матчах чемпионата. Канадцы собрали довольно сильный состав, в их рядах были такие звёзды как Джейсон Спецца, Рик Нэш, Брент Бёрнс, молодые Алекс Пьетранджело, Джон Таварес и Джефф Скиннер. 12 мая на «Орандж-арене» в Братиславе канадцы активно начали матч, в первом периоде они перебросали россиян со счётом 17-6, однако Барулин играл уверенно. Счёт на 25-й минуте открыл Спецца, после этого россияне имели ряд шансов во время игры в большинстве, но ко второму перерыву счёт так и не изменился. На 46-й и 48-й минутах были последовательно удалены Алексей Емелин и Евгений Артюхин, но россияне не позволили сопернику увеличить счёт. А за 17 секунд до выхода на лёд Артюхина впечатляющую шайбу в меньшинстве забил центрфорвард Алексей Кайгородов, известный своей невысокой результативностью (в КХЛ за карьеру Алексей забил всего 43 шайбы в 381 матче). Кайгородов подхватил шайбу в своей зоне, обыграл двух канадцев и пробил Жонатана Бернье (со скамейки Алексею кричали, чтобы он просто выбросил шайбу из своей зоны). Через 4 минуты после шайбы Кайгородова отличился Илья Ковальчук. За весь третий период россияне нанесли 4 броска по воротам Бернье, и два из них оказались результативными. Канадцы так и не сумели больше забросить в ворота Барулина. Победа была встречена с большим воодушевлением в России. Ровно через сутки после начала игры с канадцами россияне в полуфинале вышли на матч с финнами, которые в 1/4 финала обыграли норвежцев (4:1). Россияне так и не смогли ни разу поразить ворота голкипера «Ак Барса» Петри Веханена, финны же забросили трижды (Гранлунд, Лаюнен, Иммонен). При этом 19-летний Микаэль Гранлунд забросил одну из наиболее запоминающихся шайб чемпионата: находясь за воротами он поднял шайбу на крюк клюшки и в стиле лакросса забросил её в девятку ворот Барулина. В матче за третье место россияне встретились с чехами. После первого периода благодаря дублю Ильи Ковальчука команда Быкова была впереди (3:2), но второй период чехи выиграли со счётом 3:1, уже к 35-й минуте в их составе хет-трик оформил Роман Червенка из омского «Авангарда». В третьем периоде чехи забросили ещё дважды (итоговый счёт — 7:4) и выиграли бронзовые медали.
26 мая 2011 года состоялось заседание исполкома ФХР. Быков и Захаркин выступили на исполкоме и представили отчёт за сезон и план на будущее в сборной. Был поднят вопрос об их дальнейшей работе в сборной России, и все 15 членов исполкома проголосовали за расторжение контракта с Быковым и Захаркиным за неудачные выступления на Олимпийских играх 2010 года и чемпионате мира 2011 года, хотя ещё накануне заседания шансы на то, что Быков продолжит работу в сборной, расценивались достаточно высоко. Одним из основных инициаторов отставки Быкова был председатель правления КХЛ Вячеслав Фетисов, который привлёк на свою сторону ряд опытных тренеров, в том числе Виктора Тихонова. Одним из вариантов, при котором Быков мог рассчитывать на продолжение в сборной, был его отказ от продолжения сотрудничества с Захаркиным, но Быков не пошёл на это. Сразу после исполкома ФХР появилась информация, что основным и практически единственным кандидатом на пост главного тренера сборной является Зинэтула Билялетдинов, который ранее уже руководил сборной России на Кубке мира 2004 года. При этом Билялетдинов должен был стать освобождённым тренером, то есть покинуть пост главного тренера «Ак Барса», в котором проработал 7 сезонов подряд.

### 2011—2014: победа на чемпионате мира 2012 года и неудача на домашней Олимпиаде 2014 года при Билялетдинове

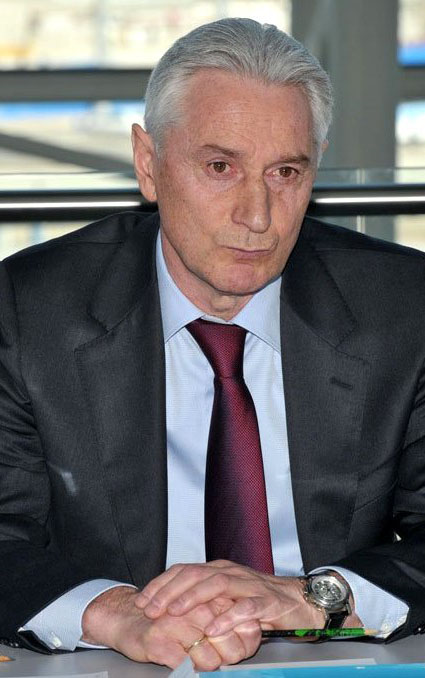
Зинэтула Билялетдинов привёл сборную к победе на чемпионате мира 2012 года, на котором россияне выиграли 10 матчей из 10

20 июня 2011 года кандидатура Билялетдинова, одобренная исполкомом ФХР, была утверждена министром спорта, молодёжной политики и туризма РФ Виталием Мутко. Было подтверждено, что Билялетдинов покинет пост главного тренера «Ак Барса», с которым у него был подписан контракт до окончания сезона 2014/15. 27 июня Билялетдинов подписал контракт с ФХР сроком до окончания Олимпийских игр 2014 года. В договоре не были прописаны конкретные результаты, которые сборная должна достичь на чемпионатах мира 2012 и 2013 годов, основной задачей была определена пошаговая подготовка к Играм 2014 года.
В Еврохоккейтуре 2011/12 сборная России впервые за 8 сезонов опустилась ниже второго места. Особенно неудачно сложился этап в Швеции в феврале 2012 года, где россияне потерпели поражения от шведов (1:4) и чехов (0:4). Капитаном команды ещё по ходу Еврохоккейтура стал опытный защитник Илья Никулин, хорошо знакомый Билялетдинову по игре за московское «Динамо» и «Ак Барс».

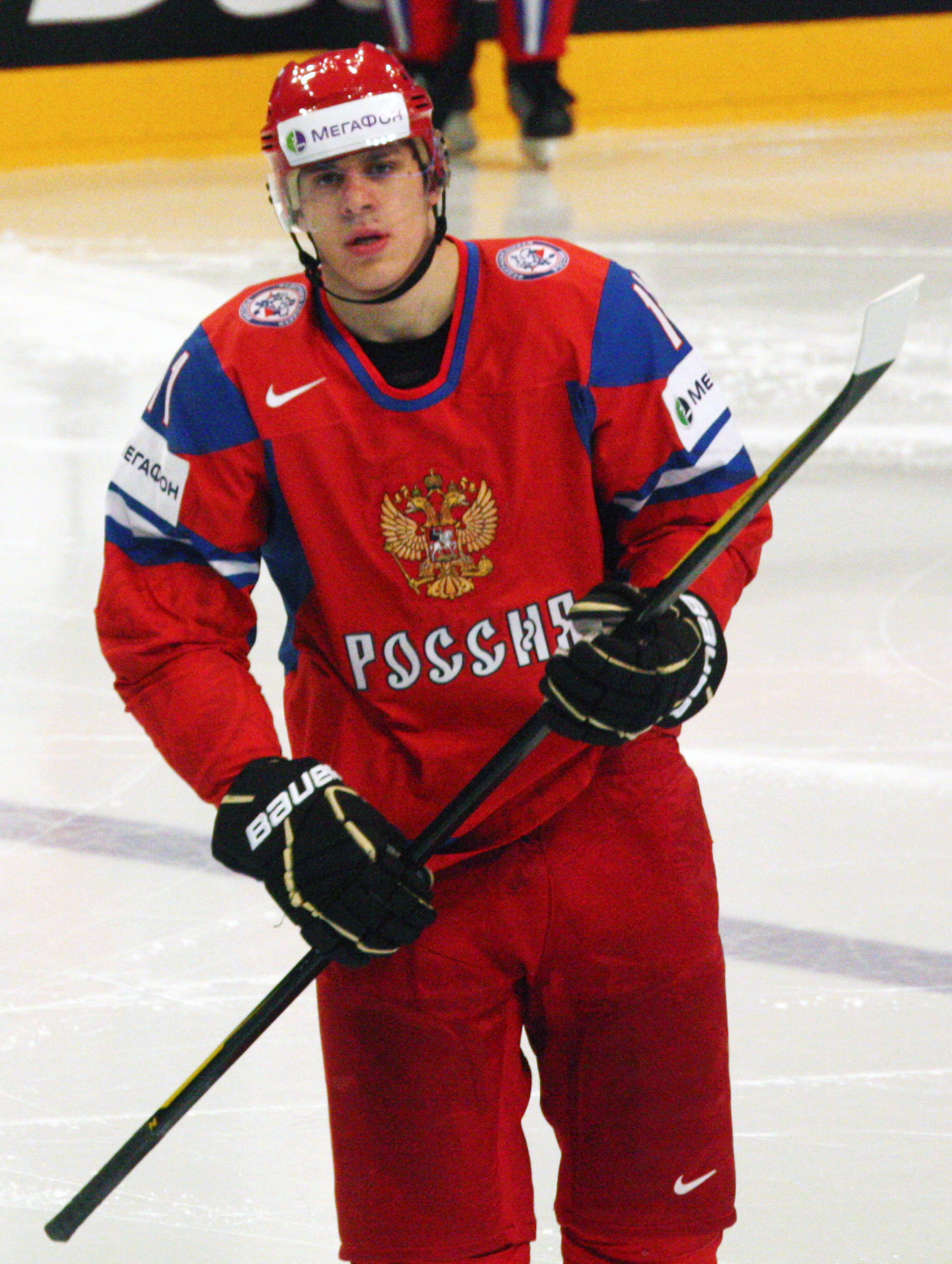
Евгений Малкин стал лучшим бомбардиром и самым ценным игроком чемпионата мира 2012 года

На чемпионате мира 2012 года, проходившем в Финляндии и Швеции, россияне собрали сильный состав. С самого начала чемпионата к сборной присоединился лидер «Питтсбург Пингвинз» 25-летний Евгений Малкин, который в сезоне 2011/12 стал лучшим бомбардиром НХЛ, набрав 109 очков (50+59) в 75 матчах («Питтсбург» вылетел из Кубка Стэнли в первом же раунде, Малкин набрал 8 очков в 6 матчах). Уже в первом матче чемпионата 5 мая против Латвии Евгений забросил две шайбы, включая победную (5:2 в пользу сборной России). Затем россияне одержали победы над Норвегией (4:2), Германией (2:0, сухой матч Семёна Варламова) и Данией (3:1). В пятом матче на турнире россияне одержали эффектную победу над хозяевами шведами: к 36-й минуте скандинавы вели со счётом 3:1, но затем россияне забросили шесть шайб подряд. Малкин сыграл ключевую роль, он набрал в этом матче 5 очков (3+2). Предварительный этап сборная России завершила «сухими» победами над Чехией (2:0, вратарь Константин Барулин отразил все 30 бросков) и Италией (4:0, в этом матче на замену Варламову в первом перерыве вышел Михаил Бирюков). В матче 1/4 финала россияне испытали некоторые проблемы в игре с Норвегией (после двух периодов счёт был 2:2), но в третьем периоде забросили три безответные шайбы. В полуфинале против Финляндии очередной впечатляющий матч выдал Малкин, который забросил три шайбы уже к 38-й минуте. Ещё по разу у россиян отличились Александр Овечкин, Денис Кокарев и Сергей Широков. Финны «пробили» Варламова только два раза. В решающем матче сборную России ждала команда Словакии, которая сумела пройти в плей-офф канадцев (4:3) и чехов (3:1). В финале в Хельсинки счёт уже через 66 секунд после начала открыл лидер словаков Здено Хара. В середине первого периода счёт сравнял Александр Сёмин. Во втором периоде россияне перехватили инициативу и забросили три шайбы (Александр Пережогин, Алексей Терещенко и Александр Сёмин). Третий период россияне выиграли со счётом 2:1 (шайбы Дацюка и Малкина), а вместе с тем и весь матч (6:2), взяв своеобразный реванш у словаков за поражение в финале чемпионата мира 10-летней давности. Таким образом, россияне выиграли все 10 матчей на турнире с преимуществом минимум в две шайбы. Евгений Малкин набрал 19 очков (11+8) в 10 матчах турнира и стал его лучшим бомбардиром, был признан самым ценным игроком и лучшим нападающим, а также включён в символическую сборную (в неё также вошёл защитник Илья Никулин). Также результативно в нападении сборной России сыграл 31-летний дебютант чемпионатов мира Александр Попов из «Авангарда», который набрал 12 очков (4+8) на турнире. В материале на портале championat.com отмечалось, что у сборной России на турнире не было соперников «ни по игре, ни по мастерству», сборную сравнивали с тяжёлым танком, который сминал под собой всех подряд. После победы Билялетдинов заявил, что сборная посвящает этот успех памяти хоккеистов и тренеров ярославского «Локомотива», которые погибли в авиакатастрофе в сентябре 2011 года.
Из-за локаута в НХЛ в хоккейном Евротуре 2012/13 европейские сборные на первых двух этапах смогли привлечь целый ряд игроков из североамериканских клубов, которые выступали на тот момент в Европе. Сборная России собрала очень сильный состав на домашний Кубок Первого канала в середине декабря 2012 года, в нападении лидерами были Павел Дацюк, Евгений Малкин, Илья Ковальчук, Сергей Мозякин, Александр Радулов. Россияне одержали три уверенные победы на Швецией (5:1), Чехией (6:0, хет-трик Дацюка) и Финляндией (3:1). Однако на трёх других этапах Евротура россияне занимали только третье место. Но благодаря тому, что остальные сборные также выступали неровно, этого хватило для шестой в истории победы в общем зачёте Евротура, Сергей Мозякин с 11 очками стал лучшим бомбардиром турнира.

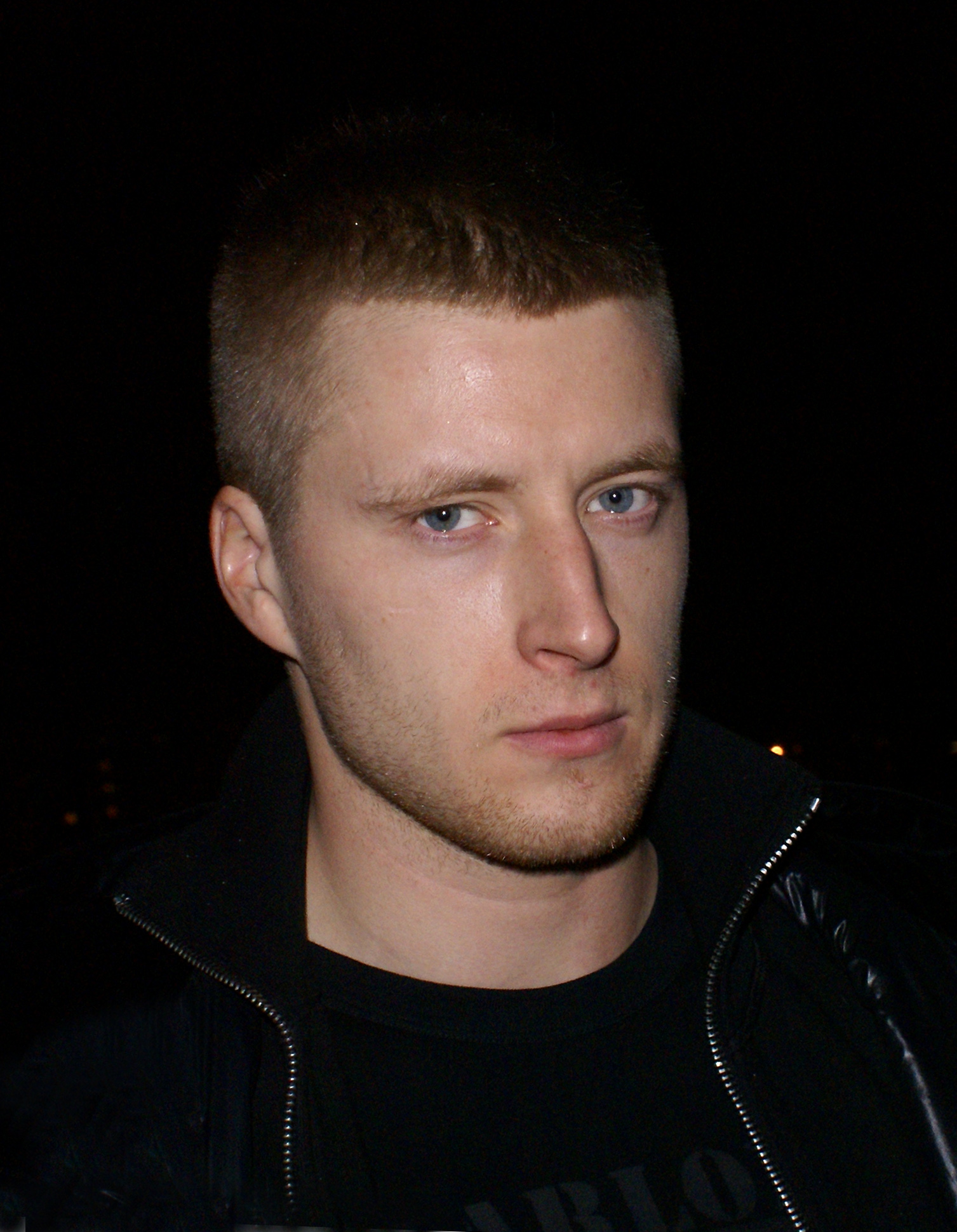
Защитник Антон Белов выступал в составе сборной на Олимпийских играх 2014 года и пяти подряд чемпионатах мира (2013—2017), став чемпионом мира 2014 года

На чемпионате мира 2013 года Билялетдинов привлёк изначально только 4 полевых игроков из НХЛ, из которых яркую игру показал лишь Илья Ковальчук. Тренерский штаб рассчитывал на приезд Евгения Малкина и Павла Дацюка, но в итоге они не приехали на турнир. Александр Овечкин подъехал к стадии плей-офф и сыграл в итоге на чемпионате только один матч. Вратарская же линия состояла из голкиперов клубов НХЛ Семёна Варламова и Ильи Брызгалова (третьим вратарём был 30-летний Василий Кошечкин из магнитогорского «Металлурга»). Россияне, игравшие на предварительном этапе в Хельсинки, начали чемпионат с побед над Латвией (6:0, «сухой матч» Брызгалова) и Германией (4:1, хет-трик Ковальчука). В третьем матче сборная России дважды отыгрывалась в матче против США (у соперников дублем отметился Пол Штястны), но в итоге победила со счётом 5:3. Эта победа стала для сборной России 13-й подряд на чемпионатах мира. Однако в следующем матче 9 мая случилась сенсация: Александр Пережогин открыл счёт во втором периоде игры с французами, но затем соперники ответили шайбами Дамьена Флёри и Антуана Русселя. Россияне в третьем периоде нанесли 11 бросков по воротам Флориана Арди, но счёт так и не изменился. Это было первое в истории поражение от сборной Франции. В следующем матче сборная России потерпела поражение от хозяев чемпионата финнов (2:3), в составе соперников отметился дублем Петри Контиола из челябинского «Трактора» (он в итоге стал лучшим бомбардиром турнира и был признан лучшим нападающим). Предварительный этап сборная России завершила победами над Словакией (3:1) и Австрией (8:4, в этом матче у россиян шайбы забрасывали 8 разных хоккеистов). Согласно регламенту того чемпионата на стадии 1/4 финала между собой встречались сборные из одной группы. Россияне, занявшие второе место, вышли на сборную США, которая также одержала 5 побед в 7 матчах и заняла третье место в группе. Букмекеры считали сборную России однозначным фаворитом в этой игре, William Hill вероятность победы России оценивал коэффициентом 1,5, на американцев же можно было поставить с коэффициентом 5,0. В середине первого периода за 50 секунд две шайбы в ворота Брызгалова забросили Пол Штястны и Ти Джей Оши. На 16-й минуте 30-летний Александр Свитов отыграл одну шайбу (это был его единственный в карьере гол на чемпионатах мира), но во втором периоде американцы увеличили своё преимущество благодаря шайбам Нейта Томпсона и Алекса Гальченюка (сына бывшего игрока сборных СССР, России и Беларуси Александра Гальченюка). После этого Семён Варламов сменил в воротах сборной России Илью Брызгалова, для которого этот матч стал последним в карьере в составе сборной. В третьем периоде быструю шайбу забросил Овечкин, который прошёл через всю площадку и воспользовался ошибкой юного вратаря сборной США Джона Гибсона. Но уже через полторы минуты после ошибки Александра Радулова пятую шайбу у американцев в меньшинстве забросил Райан Картер. Через 45 секунд в большинстве Александр Пережогин сократил отставание в счёте (3:5), но после этого забивали только американцы, которые забросили трижды менее чем за две минуты в середине третьего периода. Пол Штястны вновь сделал дубль, как и в матче на предварительном этапе; центрфорвард «Нэшвилл Предаторз» Крэйг Смит отметился в этом матче 5 результативными передачами. Впервые в истории сборная России пропустила 8 шайб в одном матче на чемпионатах мира и Олимпийских играх и впервые за шесть лет не сумела выйти в полуфинал чемпионата мира. По итогам чемпионата мира исполнительный комитет ФХР признал работу тренерского штаба сборной России неудовлетворительной, но при этом Билялетдинов и его помощники остались в команде и готовили сборную к Олимпийскому турниру 2014 года. Билялетдинов согласился с жёсткой оценкой исполкома, признав, что были допущены ошибки в комплектовании команды и организации работы. В частности, подготовке мешало то, что в одной гостинице со сборной жили болельщики. На выступлении на заседании исполкома Билялетдинов отметил, что одной из главных проблем стало «отсутствие центрфорвардов». По информации газеты «Спорт-Экспресс», Билялетдинов потребовал у КХЛ 10-12 дней для подготовки хоккеистов к зимним Олимпийским играм, что и было сделано. Сборная России готовилась к Олимпийским играм в Казани, а затем отправилась в Сочи.

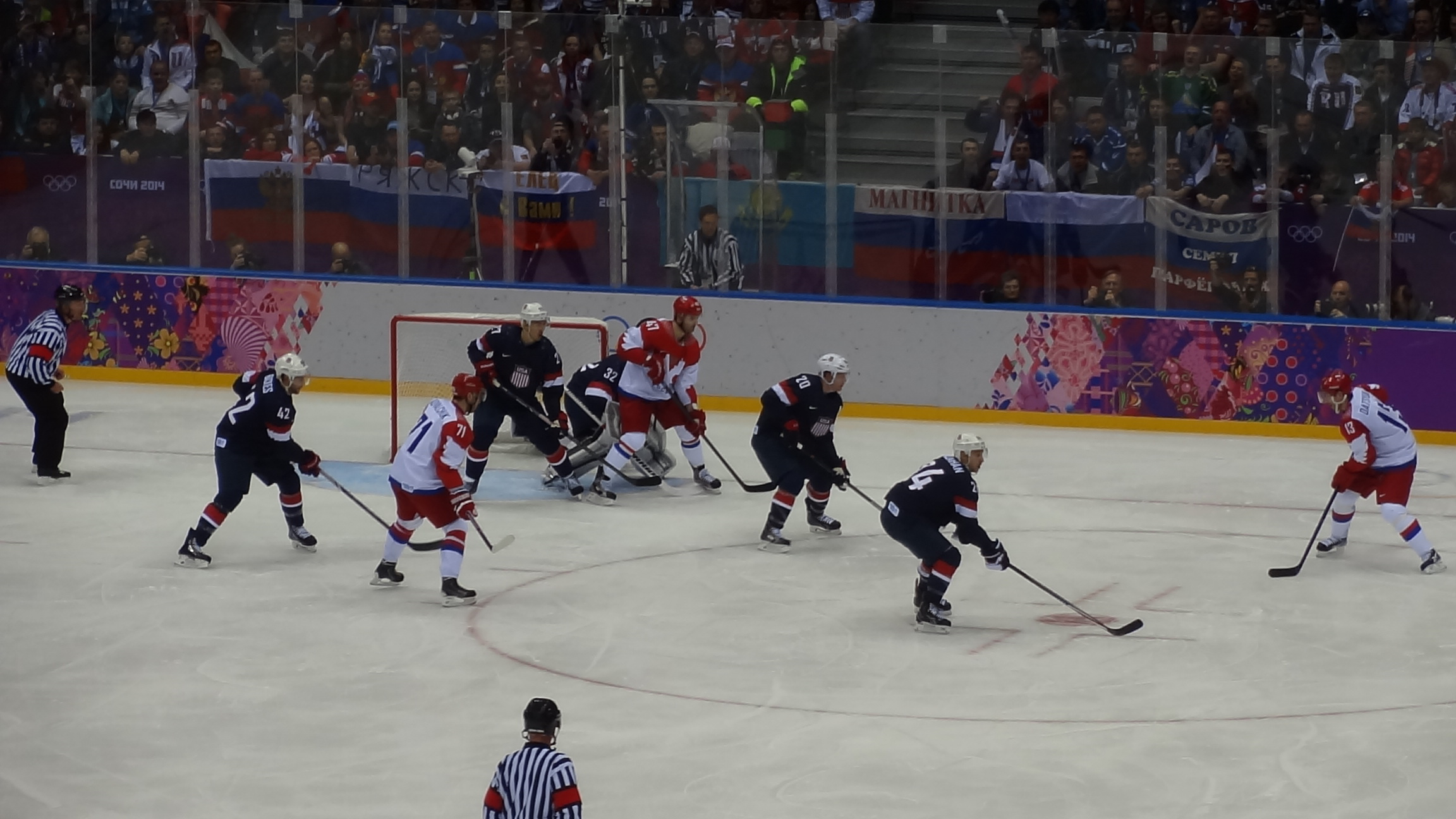
Сборная России в матче против сборной США на Олимпийских играх 2014 в Сочи

НХЛ в очередной раз сделала паузу на время проведения Олимпийских игр, и все ведущие сборные смогли пригласить сильнейших хоккеистов. Основу сборной России составили игроки НХЛ, также Билялетдинов пригласил несколько хорошо знакомых ему игроков из «Ак Барса» (Илья Никулин, Евгений Медведев, Александр Свитов, Алексей Терещенко). Вратарями были игроки НХЛ Семён Варламов и Сергей Бобровский. Нападение сборной России признавалось одним из лучших на турнире — Александр Овечкин, Евгений Малкин, Павел Дацюк, Александр Радулов, Илья Ковальчук. При этом отмечалось, что в обороне таких звёздных игроков у России нет. Россия начала турнир 13 февраля с победы над Словенией (5:2), перебросав соперника 35-14. Евгений Малкин отметился в этом игре тремя очками (1+2). 15 февраля сборная России по буллитам уступила команде США (2:3). Обе шайбы у России забросил Павел Дацюк. Серия буллитов стала бенефисом форварда американцев Ти Джея Оши, который исполнил 6 буллитов и реализовал 4, включая победный. У России 4 буллита из 8 исполнил Ковальчук, забив дважды. В последнем матче группового этапа Россия показала неубедительную игру против Словакии, сумев выиграть лишь по буллитам (1:0), ни разу за 65 минут не пробив вратаря «Донбасса» Яна Лацо (у россиян «сухой матч» провёл Семён Варламов). В итоге сборная России заняла второе место в группе и вынуждена была играть квалификационный матч для выхода в 1/4 финала. Хозяева турнира достаточно уверенно обыграли команду Норвегии (4:0, «сухой матч» Сергея Бобровского), хотя третья шайба была заброшена в пустые ворота на предпоследней минуте матча, а четвёртая — на последней минуте матча, дважды в этой игре отличился Радулов. В четвертьфинале против финнов 19 февраля Ковальчук открыл счёт на 8-й минуте, но уже спустя 1,5 минуты Юхаматти Аалтонен забил ответную шайбу, а в конце первого периода ветеран сборной Финляндии 43-летний Теему Селянне вывел свою команду вперёд. На 26-й минуте Микаэль Гранлунд в большинстве забросил третью шайбу в ворота Семёна Варламова, после чего в воротах сборной России появился Сергей Бобровский. Шайба Гранлунда стала последней в матче, россияне так и не смогли больше забить вратарю «Бостон Брюинз» Туукке Раску. Сборная России осталась без наград на третьих Олимпийских играх подряд. Самыми результативными игроками в составе российской сборной на турнире стали Александр Радулов и капитан команды Павел Дацюк, набравшие по 6 очков по системе гол+пас (3+3 и 2+4 соответственно). Федерация хоккея России посчитала, что сборная России сыграла в Сочи ниже своих возможностей. На исполкоме ФХР по итогам выступления сборной России на Олимпийских играх главный тренер Билялетдинов был освобождён от занимаемой должности.
26 марта 2014 года новым главным тренером сборной России стал тренер московского «Динамо» Олег Знарок.

### 2014—2018: медали чемпионатов мира и золото Олимпийских игр 2018 года при Знарке

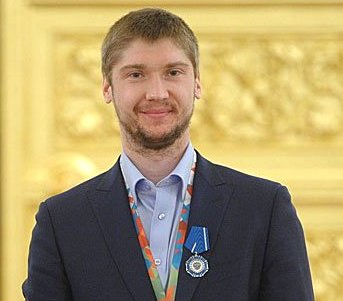
Сергей Бобровский из «Коламбус Блю Джекетс» был основным вратарём сборной на чемпионатах мира 2014, 2015 и 2016 годов и Кубке мира 2016 года

Под руководством Олега Знарка сборная России победила на чемпионате мира 2014 года в Минске, выиграв все 10 матчей турнира в основное время. На групповом этапе россияне обыграли сборные Финляндии, Беларуси, Швейцарии, Латвии, Казахстана и Германии, а сборную США разгромили со счётом 6:1, взяв реванш за поражение годовой давности 3:8. В 1/4 финала Россия встречалась с открытием этого чемпионата сборной Франции и уверенно её обыграла 3:0. В полуфинале против сборной Швеции, пропустив гол уже на 19-й секунде, сборная России забросила три безответные шайбы и выиграла матч со счётом 3:1. Из-за излишне эмоциональной реакции на грубую игру шведского игрока в концовке матча главный тренер сборной России Олег Знарок был дисквалифицирован ИИХФ на один матч и не смог руководить своей командой в финале. В решающем матче обязанности Знарка исполнял его помощник Харийс Витолиньш, и отсутствие главного тренера не помешало сборной уверенно обыграть команду Финляндии со счётом 5:2 и в пятый раз (27-й с учётом побед сборной СССР на мировых первенствах) стать чемпионом мира. Вратарь сборной России Сергей Бобровский был признан лучшим вратарём турнира. Виктор Тихонов стал лучшим нападающим, лучшим по показателю полезности, лучшим снайпером и лучшим бомбардиром турнира, а также вместе со своими партнёрами по сборной Антоном Беловым и Сергеем Плотниковым вошёл в символическую сборную чемпионата. Данис Зарипов с десятью голевыми передачами стал лучшим ассистентом турнира.
Перед чемпионатом мира 2015 в Чехии, сборная России не досчиталась таких игроков, как: Александр Радулов, Денис Денисов, Игорь Григоренко, Никита Зайцев, Александр Кутузов, Семён Варламов, Павел Дацюк, Наиль Якупов, Сергей Калинин. Нападающий Данис Зарипов получил травму в первом же матче против Норвегии и выбыл до конца турнира, так же как защитники Евгений Бирюков и Евгений Медведев, травмированные в матчах со словенцами и финнами соответственно.
На групповом этапе чемпионата мира сборная России выиграла два первых матча у сборных Норвегии и Словении, 6:2 и 5:3 соответственно. Далее последовало поражение от сборной США со счётом 2:4 и победа над сборной Дании — 5:2. Затем сборная России разгромила сборную Беларуси 7:0. Сборную Словакии россияне обыграли в овертайме — 3:2. В последнем матче на групповом этапе, россияне уступили по буллитам сборной Финляндии со счётом 2:3. В итоге с 15 очками Россия заняла третье место в группе, пропустив вперёд Финляндию и США. После группового этапа из-за травм игроков линии обороны сборная России оставалась всего с тремя парами защитников.

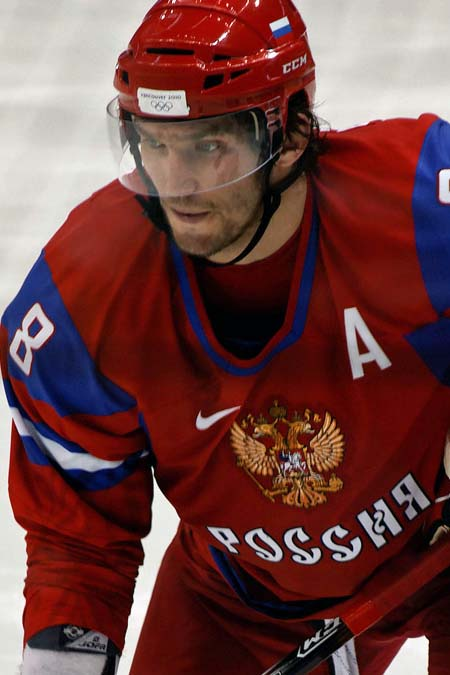
Лучший российский снайпер в истории НХЛ Александр Овечкин дебютировал в сборной в 2003 году в возрасте 17 лет и выступал на трёх Олимпийских играх, двух Кубках мира и 13 чемпионатах мира, став трёхкратным чемпионом мира

В 1/4 финала сборная России встречалась с одним из фаворитов чемпионата — сборной Швеции, которая была обыграна в упорном матче со счётом 5:3. В полуфинале россияне взяли реванш за поражение на групповом этапе у сборной США со счётом 4:0. В финале российскую сборную ждала мощная сборная Канады, которая привезла на этот турнир один из сильнейших составов за последние годы, в ней играли такие звёзды Национальной хоккейной лиги, как Сидни Кросби, Джейсон Спецца, Клод Жиру, Мэтт Дюшен, Тайлер Сегин, Тэйлор Холл и другие. Россияне крупно уступили канадцам со счётом 1:6 и получили серебряные медали чемпионата мира. После матча разгорелся скандал. Во время церемонии награждения часть хоккеистов сборной России, получив свои медали, покинули площадку до исполнения национального гимна Канады. Международная федерация хоккея проведя расследование оштрафовала ФХР на 80 тысяч швейцарских франков за этот инцидент.

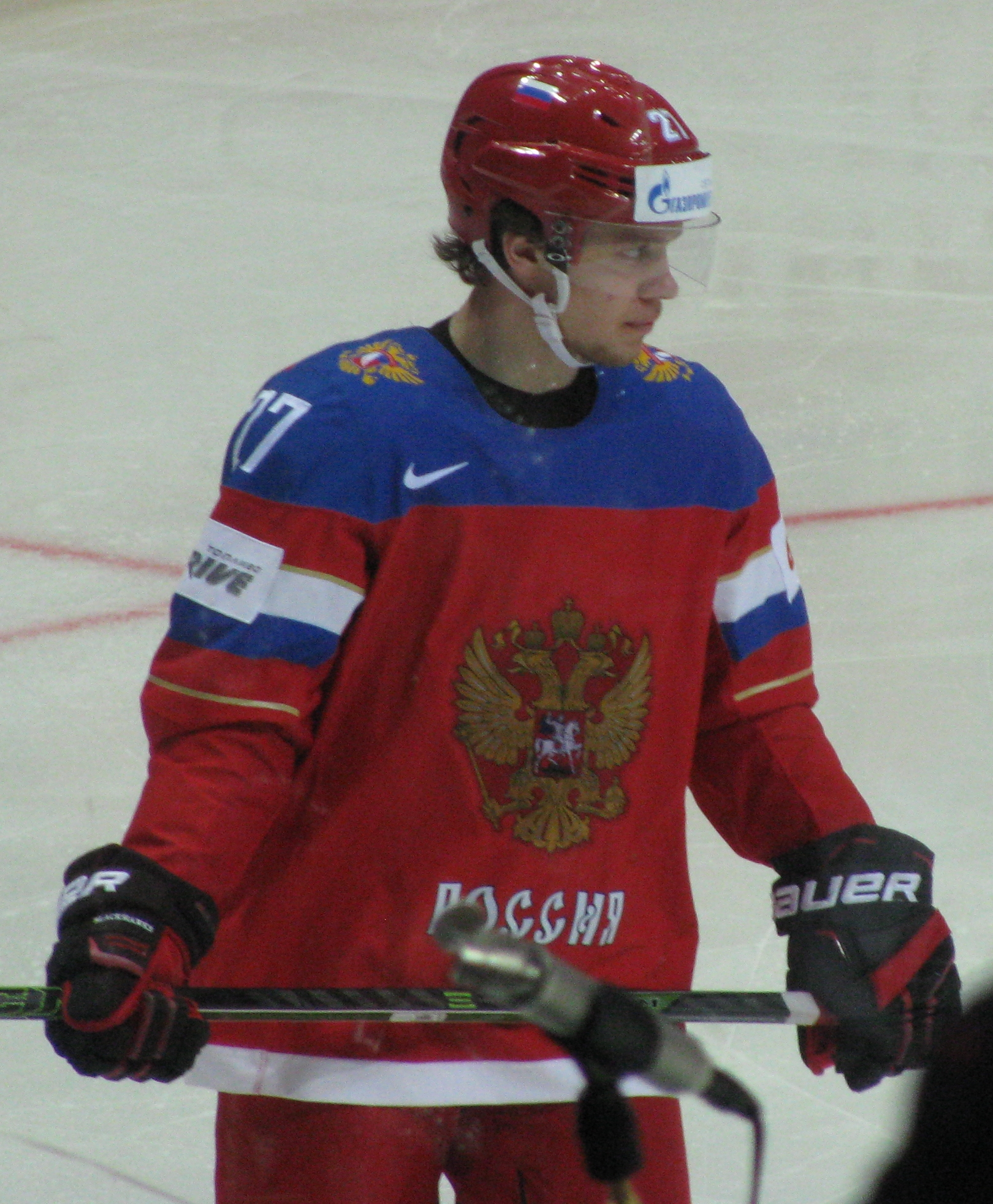
Форвард Артемий Панарин на трёх чемпионатах мира (2015, 2016 и 2017) набрал 42 очка в 29 матчах

На домашнем чемпионате мира 2016 года сборная России стартовала с «сухого» поражения от Чехии со счётом 0:3. Далее команда одержала шесть побед подряд и с 18 очками заняла 2-е место в группе. В 1/4 финала Россия уверенно обыграла сборную Германии и вышла в полуфинал, где встретилась с финнами. Забив в дебюте матча, россияне повели 1:0, однако пропустили во втором периоде три безответные шайбы. В оставшееся время сборная России не смогла сократить счёт и уступила Финляндии со счётом 1:3. В матче за 3-е место Россия крупно обыграла США со счётом 7:2 и завоевала бронзовые медали. Вратарь Сергей Бобровский, защитник Вячеслав Войнов и нападающий Вадим Шипачёв были признаны лучшими игроками турнира в составе сборной России. Также Шипачёв и Никита Зайцев вошли в символическую сборную чемпионата мира, а Шипачёв с 18 (6+12) очками стал лучшим бомбардиром турнира.
В сентябре 2016 года прошёл 3-й розыгрыш возрождённого Кубка мира. На этот турнир сборная России собрала сильнейший состав. Из 23 игроков, 19 представляли клубы Национальной хоккейной лиги. В первом матче турнира, сборная России уступила со счётом 1:2 команде Швеции. В следующем матче россияне встречались со сборной молодых звёзд Северной Америки, составленной из хоккеистов США и Канады не старше 23 лет. Матч закончился победой команды Олега Знарка со счётом 4:3. В последнем матче группового этапа Россия обыграла сборную Финляндии 3:0. За счёт победы в очной встрече, Россия обошла в турнирной таблице команду Северной Америки и со второго места в группе вышла в плей-офф. В полуфинальном матче россияне уступили хозяевам турнира, сборной Канады со счётом 3:5 и закончили выступление на кубке мира.
На чемпионате мира 2017 сборная России стартовала с трудной победы над сборной Швеции со счётом 2:1 по буллитам. Далее команда одержала пять побед подряд и в последнем матче встречалась со сборной США за лидерство в группе, где уступила со счётом 3:5. В итоге сборная России набрала 17 очков и заняла в группе 2-е место. В 1/4 финала Россия уверенно обыграла сборную Чехии 3:0 и вышла в полуфинал, где встретилась со сборной Канады. Ведя после двух периодов со счётом 2:0, в третьем периоде сборная России пропустила от канадцев четыре безответные шайбы и уступила в матче со счётом 2:4. В матче за 3-е место Россия обыграла Финляндию со счётом 5:3 и завоевала бронзовые медали. Нападающий сборной России Артемий Панарин набрал в 10 матчах 17 (4+13) очков и стал лучшим бомбардиром чемпионата мира, а также был признан лучшим нападающим турнира и включён в символическую сборную. Андрей Василевский, как и Панарин, тоже был включён в символическую сборную и был признан лучшим вратарём чемпионата.

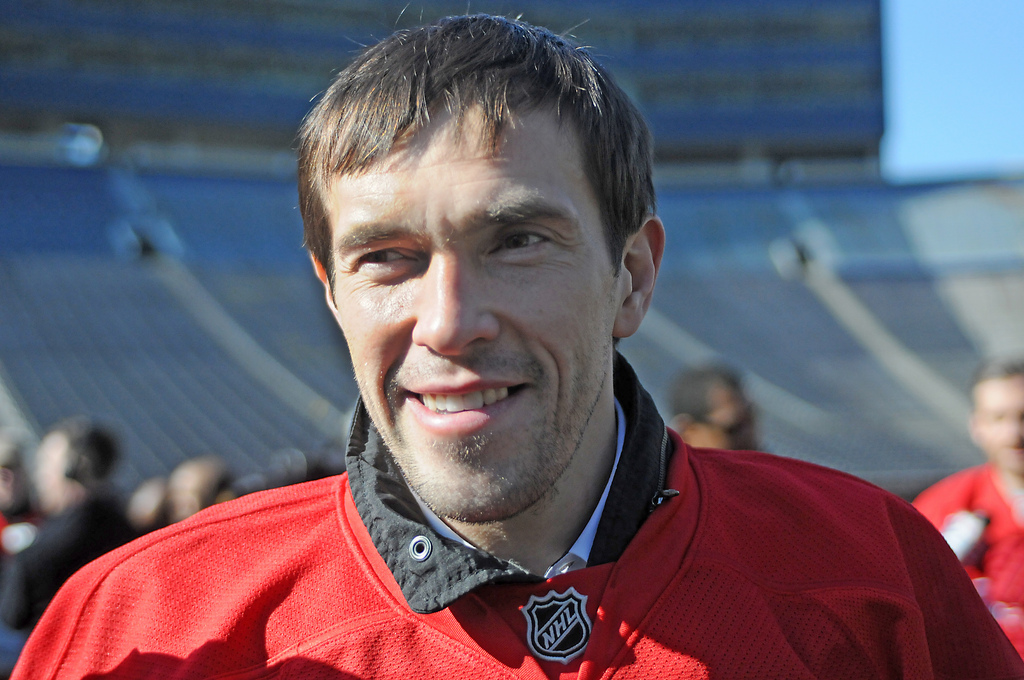
Благодаря победе на Олимпийских играх 2018, Павел Дацюк вошёл в «тройной золотой клуб»

3 апреля 2017 года Национальная хоккейная лига отказалась от участия в Олимпийских играх 2018 и запретила игрокам с действующими контрактами с клубами НХЛ выступать на турнире. 5 декабря 2017 года, по итогам допинговых расследований, Международный олимпийский комитет дисквалифицировал Олимпийский комитет России, а российских спортсменов допустил до участия в Олимпийских играх под олимпийским флагом. Состав хоккейной сборной был объявлен 25 января 2018 года, в который вошли представители трёх клубов КХЛ: 15 игроков из СКА, 8 из ЦСКА и 2 из магнитогорского «Металлурга». Перед стартом турнира Егор Яковлев заменил травмированного Динара Хафизуллина. Олимпиаду сборная начала с поражения от словаков: забив в начале матча два быстрых гола, россияне не смогли удержать преимущество пропустив три шайбы и проиграли со счётом 3:2. В следующем матче была крупно обыграна сборная Словении со счётом 8:2, а нападающий Кирилл Капризов отметился хет-триком. В заключительном матче группового этапа российская сборная со счётом 4:0 обыграла сборную США и с первого места в группе вышла в четвертьфинал, причём Илья Ковальчук в матче с американцами забросил две шайбы и установил новый рекорд среди российских игроков по количеству голов на Олимпиадах, обойдя Павла Буре.

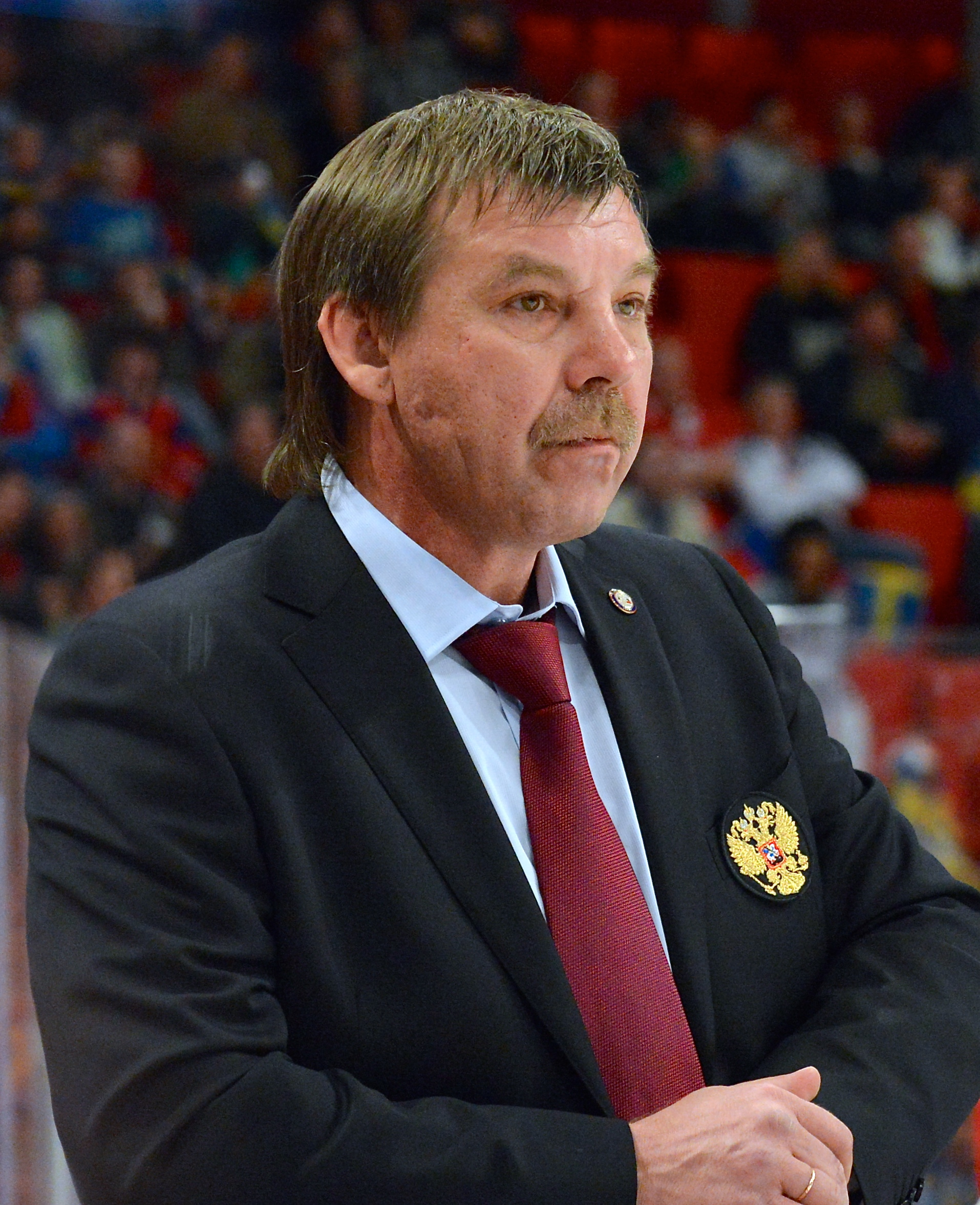
Под тренерским руководством Олега Знарка сборная России стала чемпионом мира 2014 года, а в 2018 году под олимпийским флагом выиграла зимние Олимпийские игры

В четвертьфинале россияне одержали победу над сборной Норвегии со счётом 6:1 и впервые с 2006 года вышли в полуфинал Олимпийского хоккейного турнира. В полуфинале со счётом 3:0 была обыграна сборная Чехии и впервые с Олимпийских игр 1998 года россияне вышли в финал. Соперником российских хоккеистов в финале стала сборная Германии, которая до этого обыграла одних из фаворитов турнира — сборные Швеции и Канады. Счёт в матче за 0,5 секунд до конца первого периода открыл Вячеслав Войнов, но в середине второго периода немцы сравняли счёт. На 54-й минуте матча Никита Гусев снова вывел российскую сборную вперёд, однако спустя 10 секунд в следующей атаке Доминик Кахун сравнял счёт, а через 3 минуты немцы впервые в матче вышли вперёд. За 55,5 секунд до финальной сирены россияне, сняв вратаря при игре в меньшинстве, сравняли счёт усилиями того же Никиты Гусева и перевели игру в овертайм, на 10-й минуте которого Кирилл Капризов реализовал численное большинство с передачи Никиты Гусева и принёс команде победу в финале. Российская сборная выиграла золотые медали, а Илья Ковальчук был признан самым ценным игроком турнира. В виду дисквалификации ОКР, МОК не признаёт эту победу за сборной России, в то время как ИИХФ в опубликованном рейтинге по итогам турнира начислила очки именно сборной России.

### 2018—2022: бронза чемпионата мира 2019, серебро Олимпиады 2022 и отстранение
12 апреля 2018 года, менее чем за месяц до чемпионата мира, Илья Воробьёв был назначен временно исполняющим обязанности главного тренера. Сборная отправилась на турнир без ряда игроков НХЛ, которые не смогли приехать в сборную по причине травм и отказов. Старт чемпионата для подопечных Воробьёва получился уверенным: россияне переиграли сборные Франции, Австрии и Беларуси с общим счётом 20:0, однако в четвёртом матче в овертайме уступили сборной Чехии. После этого россияне одержали две победы над сборными Швейцарии (4:3) и Словакии (4:0), а в последнем матче группового этапа впервые за 14 лет проиграли будущим чемпионам — сборной Швеции со счётом 1:3 и заняли второе место в группе. В четвертьфинале соперником сборной России стала Канада, которая выиграла матч в дополнительное время со счётом 5:4. По итогам турнира российская сборная заняла 6-е место и впервые с 2013 года осталась без медалей.
На чемпионат мира 2019 в Словакии сборная России привезла один из сильнейших составов за последние годы и являлась главным фаворитом турнира. На предварительном раунде сборная выиграла все семь матчей в основное время и с первого места в группе вышла в плей-офф. Соперником россиян по четвертьфиналу стала сборная США, которая была обыграна в упорной борьбе со счётом 4:3. В полуфинале Россия встречалась с командой Финляндии. Несмотря на то, что финская сборная преимущественно была составлена из игроков финской хоккейной лиги, это не помешало ей обыграть сборную России с минимальным счётом 1:0. В матче за 3-е место россияне обыграли сборную Чехии по буллитам и завоевали бронзовые медали. По итогам чемпионата Андрей Василевский был признан лучшим голкипером турнира, а Никита Кучеров — лучшим нападающим. 9 июля 2019 года Илья Воробьёв был уволен с поста главного тренера сборной, на его место был назначен Алексей Кудашов. Под руководством Кудашова сборная России провела три турнира в рамках Еврохоккейтура, где команда в девяти матчах одержала лишь одну победу в основное время. Чемпионат мира 2020 года, проведение которого было запланировано в Швейцарии, был отменён из-за пандемии коронавируса, а 5 июня 2020 года Кудашов был освобождён от занимаемой должности. На его место пришёл Валерий Брагин, до этого успешно руководивший молодёжной сборной. Таким образом, Алексей Кудашов пробыл на своём посту менее года.
В связи с санкциями, наложенными на РУСАДА, и решением Спортивного арбитражного суда, российским национальным командам запрещено использовать государственные флаг и гимн на чемпионатах мира и Олимпийских играх с декабря 2020 по декабря 2022 годов. Сборная России по хоккею с шайбой приняла решение выступать чемпионатах мира 2021 и 2022, а также Олимпийских играх 2022 под названием и флагом Олимпийского комитета России.
На чемпионате мира 2021 года российская сборная заняв 1-е место в группе А, в четвертьфинале вышла на сборную Канады, которой уступила в овертайме со счётом 1:2 и по итогам турнира заняла 5-е место. Перед Олимпийским сезоном Валерий Брагин был освобождён от должности главного тренера, а на его место назначен Алексей Жамнов. 22 декабря 2021 года Национальная хоккейная лига приняла решение не останавливать свой регулярный чемпионат и не отпускать игроков на Олимпийские игры. На групповом этапе Олимпийского хоккейного турнира команда ОКР заняла 1-е место в группе B и напрямую вышла в четвертьфинал, где со счётом 3:1 была обыграна сборная Дании, а в полуфинале в серии буллитов — сборная Швеции. В финале российская сборная проиграла сборной Финляндии со счётом 1:2 и таким образом завоевала серебряные медали.
На фоне событий на Украине, 28 февраля 2022 года IIHF приостановила членство ФХР в международной федерации и лишила все российские команды права на участие в турнирах под своей эгидой. Также сборная России на 2 года была отстранена от участия в Еврохоккейтуре.
После отстранения от международных турниров, сборная России в 2022 году сыграла ряд матчей со сборной Беларуси, которая также была отлучена от турниров под эгидой IIHF. В декабре в Москве был проведён Кубок Первого канала, который больше не являлся этапом Евротура. На турнире приняли участие всего три сборные — России, Беларуси и Казахстана. В первом матче россияне обыграли Казахстан со счётом 6:2, а во втором матче уступили по буллитам сборной Беларуси со счётом 4:5 и заняли второе место на турнире. После 2022 года сборная России не собиралась, вместо неё выступала команда «Россия 25» под руководством Романа Ротенберга.

## Выступление на крупнейших турнирах

### Чемпионаты мира и Олимпийские игры
| Турнир            | Место проведения                       | Главный тренер        | Ассистенты                                                                       | Капитан           | Групповой этап | Групповой этап | Групповой этап | Групповой этап | Групповой этап | Групповой этап | Групповой этап | Групповой этап | Групповой этап | Групповой этап | Плей-офф | Итог |
| Турнир            | Место проведения                       | Главный тренер        | Ассистенты                                                                       | Капитан           | М              | И              | В              | ВО             | П              | ПО             | Н              | Очки           | ШЗ             | ШП             | Плей-офф | Итог |
| ----------------- | -------------------------------------- | --------------------- | -------------------------------------------------------------------------------- | ----------------- | -------------- | -------------- | -------------- | -------------- | -------------- | -------------- | -------------- | -------------- | -------------- | -------------- | --- | ---- |
| ЧМ-1992           | Прага/Братислава, Чехословакия         | Виктор Тихонов        | Владимир Юрзинов, Игорь Дмитриев                                                 | Виталий Прохоров  | 1              | 5              | 4              | —              | 0              | —              | 1              | 9              | 23             | 10             | Поражение в четвертьфинале, 0-2 (Швеция)                                                                                          | 5    |
| ЧМ-1993           | Дортмунд/Мюнхен, Германия              | Борис Михайлов        | Пётр Воробьёв, Игорь Тузик, Геннадий Цыгуров                                     | Вячеслав Быков    | 3              | 5              | 2              | —              | 2              | —              | 1              | 5              | 15             | 12             | Победа в четвертьфинале, 5-1 (Германия) Победа в полуфинале, 7-4 (Канада) Победа в финале, 3-1 (Швеция)                           |      |
| ОИ-1994           | Лиллехаммер, Норвегия                  | Виктор Тихонов        | Игорь Дмитриев                                                                   | Александр Смирнов | 4              | 5              | 3              | —              | 2              | —              | 0              | 6              | 20             | 14             | Победа в четвертьфинале, 3-2 (OT) (Словакия) Поражение в полуфинале, 3-4 (Швеция) Поражение в матче за 3-е место, 0-4 (Финляндия) | 4    |
| ЧМ-1994           | Больцано/Канацеи/Милан, Италия         | Борис Михайлов        | Игорь Тузик, Геннадий Цыгуров                                                    | Илья Бякин        | 2              | 5              | 4              | —              | 0              | —              | 1              | 8              | 30             | 7              | Поражение в четвертьфинале, 1-3 (США)                                                                                             | 5    |
| ЧМ-1995           | Стокгольм/Евле, Швеция                 | Борис Михайлов        | Игорь Тузик, Геннадий Цыгуров                                                    | Вячеслав Быков    | 1              | 5              | 5              | —              | 0              | —              | 0              | 10             | 26             | 10             | Поражение в четвертьфинале, 0-2 (Чехия)                                                                                           | 5    |
| ЧМ-1996           | Вена, Австрия                          | Владимир Васильев     | Геннадий Цыгуров, Виктор Тихонов                                                 | Алексей Яшин      | 1              | 5              | 5              | —              | 0              | —              | 0              | 10             | 23             | 8              | Победа в четвертьфинале, 5-2 (Италия) Поражение в полуфинале, 2-3 (Б) (Канада) Поражение в матче за 3-е место, 3-4 (ОТ) (США)     | 4    |
| ЧМ-1997           | Хельсинки/Турку/Тампере, Финляндия     | Игорь Дмитриев        | Борис Михайлов, Игорь Тузик                                                      | Сергей Баутин     | 3              | 5              | 3 2            | —              | 1              | —              | 1 2            | 7 5            | 19 13          | 16 13          | Поражение в матче за 3-е место, 3-4 (Чехия)                                                                                       | 4    |
| ОИ-1998           | Нагано, Япония                         | Владимир Юрзинов      | Пётр Воробьёв, Зинэтула Билялетдинов                                             | Павел Буре        | 1              | 3              | 3              | —              | 0              | —              | 0              | 6              | 15             | 6              | Победа в четвертьфинале, 4-1 (Беларусь) Победа в полуфинале, 7-4 (Финляндия) Поражение в финале, 0-1 (Чехия)                      |      |
| ЧМ-1998           | Цюрих/Базель, Швейцария                | Владимир Юрзинов      | Пётр Воробьёв, Зинэтула Билялетдинов                                             | Виталий Прохоров  | 3              | 8              | 4              | —              | 1              | —              | 1              | 9              | 29             | 18             | в плей-офф не участвовали | 5    |
| ЧМ-1999           | Осло/Лиллехаммер/Хамар, Норвегия       | Александр Якушев      | Пётр Воробьёв, Зинэтула Билялетдинов                                             | Алексей Яшин      | 3              | 6              | 3              | —              | 2              | —              | 1              | 7              | 18             | 13             | в плей-офф не участвовали | 5    |
| ЧМ-2000           | Санкт-Петербург, Россия                | Александр Якушев      | Зинэтула Билялетдинов, Владислав Третьяк                                         | Павел Буре        | 6              | 5              | 1              | —              | 4              | —              | 0              | 2              | 8              | 12             | в плей-офф не участвовали | 11   |
| ЧМ-2001           | Кёльн/Ганновер/Нюрнберг, Германия      | Борис Михайлов        | Валерий Белоусов, Владимир Крикунов                                              | Алексей Яшин      | 3              | 5              | 3              | —              | 2              | —              | 0              | 6              | 16             | 11             | Поражение в четвертьфинале, 3-4 (ОТ) (Швеция)                                                                                     | 6    |
| ОИ-2002           | Солт-Лейк-Сити, США                    | Вячеслав Фетисов      | Владимир Юрзинов, Владислав Третьяк                                              | Игорь Ларионов    | 3              | 3              | 1              | —              | 1              | —              | 1              | 3              | 9              | 9              | Победа в четвертьфинале, 1-0 (Чехия) Поражение в полуфинале, 2-3 (США) Победа в матче за 3-е место, 7-2 (Беларусь)                |      |
| ЧМ-2002           | Гётеборг/Карлстад/Йёнчёпинг, Швеция    | Борис Михайлов        | Валерий Белоусов, Владимир Крикунов                                              | Андрей Коваленко  | 4              | 5              | 1              | —              | 3              | —              | 1              | 3              | 13             | 15             | Победа в четвертьфинале, 3-1 (Чехия) Победа в полуфинале, 3-2 (Б) (Финляндия) Поражение в финале, 3-4 (Словакия)                  |      |
| ЧМ-2003           | Хельсинки/Тампере/Турку, Финляндия     | Владимир Плющев       | Александр Якушев, Николай Толстиков                                              | Сергей Гусев      | 3              | 5              | 2              | —              | 3              | —              | 0              | 4              | 16             | 14             | Поражение в четвертьфинале, 0-3 (Чехия)                                                                                           | 7    |
| ЧМ-2004           | Прага/Острава, Чехия                   | Виктор Тихонов        | Владимир Юрзинов, Валерий Белоусов                                               | Олег Твердовский  | 5              | 5              | 1              | —              | 4              | —              | 0              | 2              | 10             | 14             | в плей-офф не участвовали | 10   |
| ЧМ-2005           | Инсбрук/Вена, Австрия                  | Владимир Крикунов     | Владимир Юрзинов, Борис Михайлов                                                 | Алексей Ковалёв   | 1              | 5              | 3              | —              | 0              | —              | 2              | 8              | 13             | 8              | Победа в четвертьфинале, 4-3 (Б) (Финляндия) Поражение в полуфинале, 3-4 (Канада) Победа в матче за 3-е место, 6-3 (Швеция)       |      |
| ОИ-2006           | Турин, Италия                          | Владимир Крикунов     | Владимир Юрзинов, Сергей Немчинов                                                | Алексей Ковалёв   | 2              | 5              | 4              | —              | 1              | —              | 0              | 8              | 23             | 11             | Победа в четвертьфинале, 2-0 (Канада) Поражение в полуфинале, 0-4 (Финляндия) Поражение в матче за 3-е место, 0-3 (Чехия)         | 4    |
| ЧМ-2006           | Рига, Латвия                           | Владимир Крикунов     | Владимир Юрзинов, Сергей Немчинов                                                | Максим Сушинский  | 1              | 5              | 4              | —              | 0              | —              | 1              | 9              | 22             | 11             | Поражение в четвертьфинале, 3-4 (ОТ) (Чехия)                                                                                      | 5    |
| ЧМ-2007           | Москва/Мытищи, Россия                  | Вячеслав Быков        | Игорь Захаркин, Сергей Немчинов                                                  | Пётр Счастливый   | 1              | 5              | 5              | 0              | 0              | 0              | —              | 15             | 27             | 10             | Победа в четвертьфинале, 4-0 (Чехия) Поражение в полуфинале, 1-2 (ОТ) (Финляндия) Победа в матче за 3-е место, 3-1 (Швеция)       |      |
| ЧМ-2008           | Квебек/Галифакс, Канада                | Вячеслав Быков        | Игорь Захаркин                                                                   | Алексей Морозов   | 1              | 5              | 3              | 2              | 0              | 0              | —              | 13             | 21             | 13             | Победа в четвертьфинале, 6-0 (Швейцария) Победа в полуфинале, 4-0 (Финляндия) Победа в финале, 5-4 (ОТ) (Канада)                  |      |
| ЧМ-2009           | Берн/Клотен, Швейцария                 | Вячеслав Быков        | Игорь Захаркин                                                                   | Алексей Морозов   | 1              | 5              | 4              | 1              | 0              | 0              | —              | 14             | 27             | 11             | Победа в четвертьфинале, 4-3 (Беларусь) Победа в полуфинале, 3-2 (США) Победа в финале, 2-1 (Канада)                              |      |
| ОИ-2010           | Ванкувер, Канада                       | Вячеслав Быков        | Игорь Захаркин                                                                   | Алексей Морозов   | 1              | 3              | 2              | 0              | 0              | 1              | —              | 7              | 13             | 6              | Поражение в четвертьфинале, 3-7 (Канада)                                                                                          | 6    |
| ЧМ-2010           | Кёльн/Мангейм/Гельзенкирхен, Германия  | Вячеслав Быков        | Игорь Захаркин, Валерий Брагин, Андрей Назаров                                   | Илья Ковальчук    | 1              | 5              | 5              | 0              | 0              | 0              | —              | 15             | 20             | 5              | Победа в четвертьфинале, 5-2 (Канада) Победа в полуфинале, 2-1 (Германия) Поражение в финале, 1-2 (Чехия)                         |      |
| ЧМ-2011           | Братислава/Кошице, Словакия            | Вячеслав Быков        | Игорь Захаркин                                                                   | Алексей Морозов   | 4              | 5              | 2              | 0              | 2              | 1              | —              | 7              | 12             | 14             | Победа в четвертьфинале, 2-1 (Канада) Поражение в полуфинале, 0-3 (Финляндия) Поражение в матче за 3-е место, 4-7 (Чехия)         | 4    |
| ЧМ-2012           | Хельсинки, Финляндия Стокгольм, Швеция | Зинэтула Билялетдинов | Валерий Белов, Дмитрий Юшкевич, Игорь Никитин, Владимир Мышкин                   | Илья Никулин      | 1              | 7              | 7              | 0              | 0              | 0              | —              | 21             | 27             | 8              | Победа в четвертьфинале, 5-2 (Норвегия) Победа в полуфинале, 6-2 (Финляндия) Победа в финале, 6-2 (Словакия)                      |      |
| ЧМ-2013           | Стокгольм, Швеция Хельсинки, Финляндия | Зинэтула Билялетдинов | Валерий Белов, Дмитрий Юшкевич, Игорь Никитин, Владимир Мышкин                   | Илья Никулин      | 2              | 7              | 5              | 0              | 2              | 0              | —              | 15             | 29             | 14             | Поражение в четвертьфинале, 3-8 (США)                                                                                             | 6    |
| ОИ-2014           | Сочи, Россия                           | Зинэтула Билялетдинов | Валерий Белов, Дмитрий Юшкевич, Игорь Никитин, Валерий Белоусов, Владимир Мышкин | Павел Дацюк       | 2              | 3              | 1              | 1              | 0              | 1              | —              | 6              | 8              | 5              | Победа в квалификации, 4-0 (Норвегия) Поражение в четвертьфинале, 1-3 (Финляндия)                                                 | 5    |
| ЧМ-2014           | Минск, Беларусь                        | Олег Знарок           | Харийс Витолиньш, Игорь Никитин, Владимир Федосов, Юрий Жданов, Рашит Давыдов    | Александр Овечкин | 1              | 7              | 7              | 0              | 0              | 0              | —              | 21             | 31             | 7              | Победа в четвертьфинале, 3-0 (Франция) Победа в полуфинале, 3-1 (Швеция) Победа в финале, 5-2 (Финляндия)                         |      |
| ЧМ-2015           | Прага/Острава, Чехия                   | Олег Знарок           | Харийс Витолиньш, Игорь Никитин, Владимир Федосов, Юрий Жданов, Рашит Давыдов    | Илья Ковальчук    | 3              | 7              | 4              | 1              | 1              | 1              | —              | 15             | 30             | 16             | Победа в четвертьфинале, 5-3 (Швеция) Победа в полуфинале, 4-0 (США) Поражение в финале, 1-6 (Канада)                             |      |
| ЧМ-2016           | Москва/Санкт-Петербург, Россия         | Олег Знарок           | Харийс Витолиньш, Игорь Никитин, Илья Воробьёв, Рашит Давыдов                    | Павел Дацюк       | 2              | 7              | 6              | 0              | 1              | 0              | —              | 18             | 32             | 10             | Победа в четвертьфинале, 4-1 (Германия) Поражение в полуфинале, 1-3 (Финляндия) Победа в матче за 3-е место, 7-2 (США)            |      |
| ЧМ-2017           | Кёльн, Германия Париж, Франция         | Олег Знарок           | Харийс Витолиньш, Игорь Никитин, Илья Воробьёв, Рашит Давыдов                    | Сергей Мозякин    | 2              | 7              | 5              | 1              | 1              | 0              | —              | 17             | 35             | 10             | Победа в четвертьфинале, 3-0 (Чехия) Поражение в полуфинале, 2-4 (Канада) Победа в матче за 3-е место, 5-3 (Финляндия)            |      |
| ОИ-2018 (как ОСР) | Каннын, Республика Корея               | Олег Знарок           | Харийс Витолиньш, Игорь Никитин, Илья Воробьёв, Рашит Давыдов, Алексей Жамнов    | Павел Дацюк       | 1              | 3              | 2              | 0              | 1              | 0              | —              | 6              | 14             | 5              | Победа в четвертьфинале, 6-1 (Норвегия) Победа в полуфинале, 3-0 (Чехия) Победа в финале, 4-3 (ОТ) (Германия)                     |      |
| ЧМ-2018           | Копенгаген/Хернинг, Дания              | Илья Воробьёв         | Игорь Никитин, Анвар Гатиятулин, Алексей Жамнов, Рашит Давыдов                   | Павел Дацюк       | 2              | 7              | 5              | 0              | 1              | 1              | —              | 16             | 32             | 10             | Поражение в четвертьфинале, 4-5 (ОТ) (Канада)                                                                                     | 6    |
| ЧМ-2019           | Братислава/Кошице, Словакия            | Илья Воробьёв         | Юрий Жданов, Анвар Гатиятулин, Алексей Жамнов, Рашит Давыдов                     | Илья Ковальчук    | 1              | 7              | 7              | 0              | 0              | 0              | —              | 21             | 36             | 7              | Победа в четвертьфинале, 4-3 (США) Поражение в полуфинале, 0-1 (Финляндия) Победа в матче за 3-е место, 3-2 (Б) (Чехия)           |      |
| ЧМ-2021 (как ОКР) | Рига, Латвия                           | Валерий Брагин        | Альберт Лещёв, Стефан Перссон, Константин Шафранов, Александр Титов              | Антон Слепышев    | 1              | 7              | 5              | 1              | 1              | 0              | —              | 17             | 28             | 10             | Поражение в четвертьфинале, 1-2 (ОТ) (Канада)                                                                                     | 5    |
| ОИ-2022 (как ОКР) | Пекин, КНР                             | Алексей Жамнов        | Сергей Фёдоров, Алексей Кудашов, Сергей Гончар                                   | Вадим Шипачёв     | 1              | 3              | 2              | 0              | 0              | 1              | —              | 7              | 8              | 6              | Победа в четвертьфинале, 3-1 (Дания) Победа в полуфинале, 2-1 (Б) (Швеция) Поражение в финале, 1-2 (Финляндия)                    |      |

### Еврохоккейтур
| Сезон     | Турнир                          | На этапах Евротура | На этапах Евротура | На этапах Евротура | На этапах Евротура | На этапах Евротура | На этапах Евротура | На этапах Евротура | На этапах Евротура | На этапах Евротура | На этапах Евротура | По итогам Евротура | По итогам Евротура | По итогам Евротура | По итогам Евротура | По итогам Евротура | По итогам Евротура | По итогам Евротура | По итогам Евротура | По итогам Евротура | По итогам Евротура |
| Сезон     | Турнир                          | И                  | В                  | ВО                 | П                  | ПО                 | Н                  | ШЗ                 | ШП                 | Очки               | Место              | И                  | В                  | ВО                 | П                  | ПО                 | Н                  | ШЗ                 | ШП                 | Очки               | Итог               |
| --------- | ------------------------------- | ------------------ | ------------------ | ------------------ | ------------------ | ------------------ | ------------------ | ------------------ | ------------------ | ------------------ | ------------------ | ------------------ | ------------------ | ------------------ | ------------------ | ------------------ | ------------------ | ------------------ | ------------------ | ------------------ | ------------------ |
| 1996/1997 | Кубок Карьяла                   | 3                  | 1                  | —                  | 2                  | —                  | 0                  | 5                  | 11                 | 2                  | 3                  | 9                  | 4                  | —                  | 5                  | —                  | 0                  | 19                 | 25                 | 8                  | 3                  |
| 1996/1997 | Приз Известий                   | 4                  | 3                  | —                  | 1                  | —                  | 0                  | 13                 | 5                  | 6                  | 2                  | 9                  | 4                  | —                  | 5                  | —                  | 0                  | 19                 | 25                 | 8                  | 3                  |
| 1996/1997 | Шведские хоккейные игры         | 4                  | 1                  | —                  | 2                  | —                  | 1                  | 8                  | 10                 | 3                  | 3                  | 9                  | 4                  | —                  | 5                  | —                  | 0                  | 19                 | 25                 | 8                  | 3                  |
| 1997/1998 | Кубок Прагобанка                | 3                  | 1                  | —                  | 1                  | —                  | 1                  | 6                  | 9                  | 3                  | 3                  | 12                 | 3                  | —                  | 7                  | —                  | 2                  | 17                 | 34                 | 8                  | 4                  |
| 1997/1998 | Кубок Карьяла                   | 3                  | 1                  | —                  | 2                  | —                  | 0                  | 4                  | 6                  | 2                  | 3                  | 12                 | 3                  | —                  | 7                  | —                  | 2                  | 17                 | 34                 | 8                  | 4                  |
| 1997/1998 | Кубок Балтики                   | 3                  | 1                  | —                  | 1                  | —                  | 1                  | 3                  | 8                  | 3                  | 2                  | 12                 | 3                  | —                  | 7                  | —                  | 2                  | 17                 | 34                 | 8                  | 4                  |
| 1997/1998 | Шведские хоккейные игры         | 4                  | 1                  | —                  | 3                  | —                  | 0                  | 6                  | 12                 | 2                  | 3                  | 12                 | 3                  | —                  | 7                  | —                  | 2                  | 17                 | 34                 | 8                  | 4                  |
| 1998/1999 | Кубок Ческе Пойиштёвны          | 3                  | 0                  | —                  | 2                  | —                  | 1                  | 3                  | 8                  | 1                  | 4                  | 12                 | 1                  | —                  | 8                  | —                  | 3                  | 24                 | 40                 | 5                  | 4                  |
| 1998/1999 | Кубок Карьяла                   | 3                  | 1                  | —                  | 1                  | —                  | 1                  | 8                  | 6                  | 3                  | 2                  | 12                 | 1                  | —                  | 8                  | —                  | 3                  | 24                 | 40                 | 5                  | 4                  |
| 1998/1999 | Кубок Балтики                   | 4                  | 1                  | —                  | 2                  | —                  | 1                  | 11                 | 13                 | 3                  | 3                  | 12                 | 1                  | —                  | 8                  | —                  | 3                  | 24                 | 40                 | 5                  | 4                  |
| 1998/1999 | Шведские хоккейные игры         | 4                  | 1                  | —                  | 3                  | —                  | 0                  | 8                  | 15                 | 2                  | 4                  | 12                 | 1                  | —                  | 8                  | —                  | 3                  | 24                 | 40                 | 5                  | 4                  |
| 1999/2000 | Кубок Ческе Пойиштёвны          | 3                  | 0                  | —                  | 2                  | —                  | 1                  | 7                  | 10                 | 1                  | 4                  | 12                 | 5                  | —                  | 2                  | —                  | 5                  | 33                 | 35                 | 12                 | 3                  |
| 1999/2000 | Кубок Карьяла                   | 3                  | 2                  | —                  | 1                  | —                  | 0                  | 8                  | 7                  | 4                  | 2                  | 12                 | 5                  | —                  | 2                  | —                  | 5                  | 33                 | 35                 | 12                 | 3                  |
| 1999/2000 | Кубок Балтики                   | 4                  | 3                  | —                  | 0                  | —                  | 1                  | 19                 | 10                 | 7                  | 1                  | 12                 | 5                  | —                  | 2                  | —                  | 5                  | 33                 | 35                 | 12                 | 3                  |
| 1999/2000 | Шведские хоккейные игры         | 4                  | 1                  | —                  | 3                  | —                  | 0                  | 9                  | 14                 | 2                  | 3                  | 12                 | 5                  | —                  | 2                  | —                  | 5                  | 33                 | 35                 | 12                 | 3                  |
| 2000/2001 | Кубок Ческе Пойиштёвны          | 3                  | 0                  | 1                  | 0                  | 2                  | —                  | 7                  | 8                  | 4                  | 3                  | 12                 | 5                  | 1                  | 4                  | 2                  | —                  | 24                 | 27                 | 19                 | 2                  |
| 2000/2001 | Кубок Карьяла                   | 3                  | 1                  | 0                  | 2                  | 0                  | —                  | 5                  | 7                  | 3                  | 3                  | 12                 | 5                  | 1                  | 4                  | 2                  | —                  | 24                 | 27                 | 19                 | 2                  |
| 2000/2001 | Кубок Балтики                   | 3                  | 2                  | 1                  | 0                  | 0                  | —                  | 8                  | 5                  | 8                  | 1                  | 12                 | 5                  | 1                  | 4                  | 2                  | —                  | 24                 | 27                 | 19                 | 2                  |
| 2000/2001 | Шведские хоккейные игры         | 4                  | 1                  | 0                  | 3                  | 0                  | —                  | 8                  | 13                 | 3                  | 4                  | 12                 | 5                  | 1                  | 4                  | 2                  | —                  | 24                 | 27                 | 19                 | 2                  |
| 2001/2002 | Кубок Ческе Пойиштёвны          | 3                  | 0                  | 2                  | 1                  | 0                  | —                  | 10                 | 9                  | 4                  | 2                  | 12                 | 3                  | 4                  | 3                  | 2                  | —                  | 30                 | 29                 | 19                 | 2                  |
| 2001/2002 | Кубок Карьяла                   | 3                  | 1                  | 1                  | 0                  | 1                  | —                  | 8                  | 5                  | 6                  | 2                  | 12                 | 3                  | 4                  | 3                  | 2                  | —                  | 30                 | 29                 | 19                 | 2                  |
| 2001/2002 | Кубок Балтики                   | 3                  | 1                  | 1                  | 1                  | 0                  | —                  | 6                  | 7                  | 5                  | 2                  | 12                 | 3                  | 4                  | 3                  | 2                  | —                  | 30                 | 29                 | 19                 | 2                  |
| 2001/2002 | Шведские хоккейные игры         | 4                  | 1                  | 1                  | 1                  | 1                  | —                  | 9                  | 10                 | 6                  | 3                  | 12                 | 3                  | 4                  | 3                  | 2                  | —                  | 30                 | 29                 | 19                 | 2                  |
| 2002/2003 | Кубок Ческе Пойиштёвны          | 3                  | 1                  | 1                  | 0                  | 1                  | —                  | 5                  | 3                  | 6                  | 1                  | 12                 | 4                  | 4                  | 3                  | 1                  | —                  | 28                 | 26                 | 21                 | 2                  |
| 2002/2003 | Кубок Карьяла                   | 3                  | 0                  | 1                  | 2                  | 0                  | —                  | 5                  | 11                 | 2                  | 4                  | 12                 | 4                  | 4                  | 3                  | 1                  | —                  | 28                 | 26                 | 21                 | 2                  |
| 2002/2003 | Кубок Балтики                   | 4                  | 2                  | 1                  | 1                  | 0                  | —                  | 11                 | 7                  | 6                  | 3                  | 12                 | 4                  | 4                  | 3                  | 1                  | —                  | 28                 | 26                 | 21                 | 2                  |
| 2002/2003 | Шведские хоккейные игры         | 4                  | 3                  | 1                  | 0                  | 0                  | —                  | 14                 | 7                  | 11                 | 1                  | 12                 | 4                  | 4                  | 3                  | 1                  | —                  | 28                 | 26                 | 21                 | 2                  |
| 2003/2004 | Кубок Ческе Пойиштёвны          | 3                  | 1                  | 0                  | 1                  | 1                  | —                  | 7                  | 6                  | 4                  | 3                  | 12                 | 3                  | 2                  | 4                  | 3                  | —                  | 28                 | 27                 | 16                 | 03 ! [ 111 ]       |
| 2003/2004 | Кубок Карьяла                   | 3                  | 1                  | 0                  | 1                  | 1                  | —                  | 6                  | 6                  | 4                  | 3                  | 12                 | 3                  | 2                  | 4                  | 3                  | —                  | 28                 | 27                 | 16                 | 03 ! [ 111 ]       |
| 2003/2004 | Московский международный турнир | 3                  | 0                  | 2                  | 1                  | 0                  | —                  | 6                  | 6                  | 4                  | 3                  | 12                 | 3                  | 2                  | 4                  | 3                  | —                  | 28                 | 27                 | 16                 | 03 ! [ 111 ]       |
| 2003/2004 | Шведские хоккейные игры         | 3                  | 1                  | 1                  | 0                  | 1                  | —                  | 9                  | 9                  | 4                  | 3                  | 12                 | 3                  | 2                  | 4                  | 3                  | —                  | 28                 | 27                 | 16                 | 03 ! [ 111 ]       |
| 2004/2005 | Кубок Карьяла                   | 3                  | 1                  | 0                  | 2                  | 0                  | —                  | 10                 | 9                  | 3                  | 4                  | 9                  | 4                  | 1                  | 4                  | 0                  | —                  | 26                 | 21                 | 14                 | 01 ! [ 111 ]       |
| 2004/2005 | Кубок РОСНО                     | 3                  | 3                  | 0                  | 0                  | 0                  | —                  | 7                  | 2                  | 9                  | 1                  | 9                  | 4                  | 1                  | 4                  | 0                  | —                  | 26                 | 21                 | 14                 | 01 ! [ 111 ]       |
| 2004/2005 | Шведские хоккейные игры         | 3                  | 0                  | 1                  | 2                  | 0                  | —                  | 9                  | 10                 | 2                  | 3                  | 9                  | 4                  | 1                  | 4                  | 0                  | —                  | 26                 | 21                 | 14                 | 01 ! [ 111 ]       |
| 2005/2006 | Кубок Ческе Пойиштёвны          | 3                  | 2                  | 0                  | 1                  | 0                  | —                  | 7                  | 4                  | 6                  | 2                  | 12                 | 8                  | 0                  | 2                  | 2                  | —                  | 40                 | 28                 | 26                 | 01 ! [ 112 ]       |
| 2005/2006 | Кубок Карьяла                   | 3                  | 1                  | 0                  | 0                  | 2                  | —                  | 9                  | 9                  | 5                  | 3                  | 12                 | 8                  | 0                  | 2                  | 2                  | —                  | 40                 | 28                 | 26                 | 01 ! [ 112 ]       |
| 2005/2006 | Кубок РОСНО                     | 3                  | 3                  | 0                  | 0                  | 0                  | —                  | 8                  | 2                  | 9                  | 1                  | 12                 | 8                  | 0                  | 2                  | 2                  | —                  | 40                 | 28                 | 26                 | 01 ! [ 112 ]       |
| 2005/2006 | Хоккейные игры LG               | 3                  | 2                  | 0                  | 1                  | 0                  | —                  | 16                 | 13                 | 6                  | 1                  | 12                 | 8                  | 0                  | 2                  | 2                  | —                  | 40                 | 28                 | 26                 | 01 ! [ 112 ]       |
| 2006/2007 | Кубок Ческе Пойиштёвны          | 3                  | 2                  | 1                  | 0                  | 0                  | —                  | 12                 | 9                  | 8                  | 1                  | 12                 | 6                  | 4                  | 1                  | 1                  | —                  | 39                 | 30                 | 27                 | 02 ! [ 111 ]       |
| 2006/2007 | Кубок Карьяла                   | 3                  | 2                  | 1                  | 0                  | 0                  | —                  | 11                 | 8                  | 8                  | 1                  | 12                 | 6                  | 4                  | 1                  | 1                  | —                  | 39                 | 30                 | 27                 | 02 ! [ 111 ]       |
| 2006/2007 | Кубок Первого канала            | 3                  | 2                  | 0                  | 0                  | 1                  | —                  | 7                  | 2                  | 7                  | 1                  | 12                 | 6                  | 4                  | 1                  | 1                  | —                  | 39                 | 30                 | 27                 | 02 ! [ 111 ]       |
| 2006/2007 | Хоккейные игры LG               | 3                  | 0                  | 2                  | 1                  | 0                  | —                  | 9                  | 11                 | 4                  | 2                  | 12                 | 6                  | 4                  | 1                  | 1                  | —                  | 39                 | 30                 | 27                 | 02 ! [ 111 ]       |
| 2007/2008 | Чешские хоккейные игры          | 3                  | 3                  | 0                  | 0                  | 0                  | —                  | 11                 | 5                  | 9                  | 1                  | 12                 | 10                 | 0                  | 2                  | 0                  | —                  | 41                 | 18                 | 30                 | 1                  |
| 2007/2008 | Кубок Карьяла                   | 3                  | 2                  | 0                  | 1                  | 0                  | —                  | 8                  | 4                  | 6                  | 1                  | 12                 | 10                 | 0                  | 2                  | 0                  | —                  | 41                 | 18                 | 30                 | 1                  |
| 2007/2008 | Кубок Первого канала            | 3                  | 3                  | 0                  | 0                  | 0                  | —                  | 11                 | 2                  | 9                  | 1                  | 12                 | 10                 | 0                  | 2                  | 0                  | —                  | 41                 | 18                 | 30                 | 1                  |
| 2007/2008 | Хоккейные игры LG               | 3                  | 2                  | 0                  | 1                  | 0                  | —                  | 11                 | 7                  | 6                  | 1                  | 12                 | 10                 | 0                  | 2                  | 0                  | —                  | 41                 | 18                 | 30                 | 1                  |
| 2008/2009 | Кубок Карьяла                   | 3                  | 2                  | 1                  | 0                  | 0                  | —                  | 8                  | 2                  | 8                  | 1                  | 12                 | 9                  | 1                  | 2                  | 0                  | —                  | 49                 | 28                 | 28                 | 1                  |
| 2008/2009 | Кубок Первого канала            | 3                  | 3                  | 0                  | 0                  | 0                  | —                  | 15                 | 5                  | 9                  | 1                  | 12                 | 9                  | 1                  | 2                  | 0                  | —                  | 49                 | 28                 | 28                 | 1                  |
| 2008/2009 | Хоккейные игры LG               | 3                  | 1                  | 1                  | 1                  | 0                  | —                  | 14                 | 11                 | 5                  | 2                  | 12                 | 9                  | 1                  | 2                  | 0                  | —                  | 49                 | 28                 | 28                 | 1                  |
| 2008/2009 | Чешские хоккейные игры          | 3                  | 2                  | 0                  | 1                  | 0                  | —                  | 12                 | 10                 | 6                  | 1                  | 12                 | 9                  | 1                  | 2                  | 0                  | —                  | 49                 | 28                 | 28                 | 1                  |
| 2009/2010 | Чешские хоккейные игры          | 3                  | 1                  | 0                  | 0                  | 2                  | —                  | 8                  | 9                  | 5                  | 2                  | 12                 | 4                  | 3                  | 2                  | 3                  | —                  | 40                 | 36                 | 21                 | 2                  |
| 2009/2010 | Кубок Карьяла                   | 3                  | 1                  | 2                  | 0                  | 0                  | —                  | 12                 | 7                  | 7                  | 1                  | 12                 | 4                  | 3                  | 2                  | 3                  | —                  | 40                 | 36                 | 21                 | 2                  |
| 2009/2010 | Кубок Первого канала            | 3                  | 1                  | 1                  | 1                  | 0                  | —                  | 10                 | 9                  | 5                  | 2                  | 12                 | 4                  | 3                  | 2                  | 3                  | —                  | 40                 | 36                 | 21                 | 2                  |
| 2009/2010 | Хоккейные игры LG               | 3                  | 1                  | 0                  | 1                  | 1                  | —                  | 10                 | 11                 | 4                  | 3                  | 12                 | 4                  | 3                  | 2                  | 3                  | —                  | 40                 | 36                 | 21                 | 2                  |
| 2010/2011 | Кубок Карьяла                   | 3                  | 2                  | 0                  | 1                  | 0                  | —                  | 6                  | 4                  | 6                  | 2                  | 12                 | 9                  | 0                  | 3                  | 0                  | —                  | 42                 | 31                 | 27                 | 1                  |
| 2010/2011 | Кубок Первого канала            | 3                  | 3                  | 0                  | 0                  | 0                  | —                  | 14                 | 6                  | 9                  | 1                  | 12                 | 9                  | 0                  | 3                  | 0                  | —                  | 42                 | 31                 | 27                 | 1                  |
| 2010/2011 | Хоккейные игры LG               | 3                  | 2                  | 0                  | 1                  | 0                  | —                  | 11                 | 11                 | 6                  | 2                  | 12                 | 9                  | 0                  | 3                  | 0                  | —                  | 42                 | 31                 | 27                 | 1                  |
| 2010/2011 | Чешские хоккейные игры          | 3                  | 2                  | 0                  | 1                  | 0                  | —                  | 11                 | 10                 | 6                  | 1                  | 12                 | 9                  | 0                  | 3                  | 0                  | —                  | 42                 | 31                 | 27                 | 1                  |
| 2011/2012 | Кубок Карьяла                   | 3                  | 2                  | 1                  | 0                  | 0                  | —                  | 8                  | 3                  | 8                  | 1                  | 12                 | 5                  | 1                  | 5                  | 1                  | —                  | 24                 | 25                 | 18                 | 3                  |
| 2011/2012 | Кубок Первого канала            | 3                  | 1                  | 0                  | 1                  | 1                  | —                  | 8                  | 8                  | 4                  | 3                  | 12                 | 5                  | 1                  | 5                  | 1                  | —                  | 24                 | 25                 | 18                 | 3                  |
| 2011/2012 | Хоккейные игры Oddset           | 3                  | 1                  | 0                  | 2                  | 0                  | —                  | 3                  | 8                  | 3                  | 3                  | 12                 | 5                  | 1                  | 5                  | 1                  | —                  | 24                 | 25                 | 18                 | 3                  |
| 2011/2012 | Хоккейные игры Kajotbet         | 3                  | 1                  | 0                  | 2                  | 0                  | —                  | 5                  | 6                  | 3                  | 3                  | 12                 | 5                  | 1                  | 5                  | 1                  | —                  | 24                 | 25                 | 18                 | 3                  |
| 2012/2013 | Кубок Карьяла                   | 3                  | 1                  | 0                  | 1                  | 1                  | —                  | 5                  | 6                  | 4                  | 3                  | 12                 | 6                  | 2                  | 3                  | 1                  | —                  | 34                 | 20                 | 23                 | 1                  |
| 2012/2013 | Кубок Первого канала            | 3                  | 3                  | 0                  | 0                  | 0                  | —                  | 14                 | 2                  | 9                  | 1                  | 12                 | 6                  | 2                  | 3                  | 1                  | —                  | 34                 | 20                 | 23                 | 1                  |
| 2012/2013 | Хоккейные игры Oddset           | 3                  | 1                  | 1                  | 1                  | 0                  | —                  | 9                  | 6                  | 5                  | 3                  | 12                 | 6                  | 2                  | 3                  | 1                  | —                  | 34                 | 20                 | 23                 | 1                  |
| 2012/2013 | Хоккейные игры Kajotbet         | 3                  | 1                  | 0                  | 2                  | 0                  | —                  | 5                  | 6                  | 3                  | 3                  | 12                 | 6                  | 2                  | 3                  | 1                  | —                  | 34                 | 20                 | 23                 | 1                  |
| 2013/2014 | Хоккейные игры Kajotbet         | 3                  | 1                  | 0                  | 2                  | 0                  | —                  | 3                  | 4                  | 3                  | 2                  | 12                 | 5                  | 0                  | 7                  | 0                  | —                  | 26                 | 21                 | 15                 | 2                  |
| 2013/2014 | Кубок Карьяла                   | 3                  | 2                  | 0                  | 1                  | 0                  | —                  | 10                 | 6                  | 6                  | 2                  | 12                 | 5                  | 0                  | 7                  | 0                  | —                  | 26                 | 21                 | 15                 | 2                  |
| 2013/2014 | Кубок Первого канала            | 3                  | 1                  | 0                  | 2                  | 0                  | —                  | 6                  | 7                  | 3                  | 3                  | 12                 | 5                  | 0                  | 7                  | 0                  | —                  | 26                 | 21                 | 15                 | 2                  |
| 2013/2014 | Хоккейные игры Oddset           | 3                  | 1                  | 0                  | 2                  | 0                  | —                  | 7                  | 4                  | 3                  | 4                  | 12                 | 5                  | 0                  | 7                  | 0                  | —                  | 26                 | 21                 | 15                 | 2                  |
| 2014/2015 | Кубок Карьяла                   | 3                  | 1                  | 0                  | 1                  | 1                  | —                  | 10                 | 13                 | 4                  | 3                  | 12                 | 4                  | 0                  | 6                  | 2                  | —                  | 29                 | 39                 | 14                 | 4                  |
| 2014/2015 | Кубок Первого канала            | 3                  | 3                  | 0                  | 0                  | 0                  | —                  | 8                  | 4                  | 9                  | 1                  | 12                 | 4                  | 0                  | 6                  | 2                  | —                  | 29                 | 39                 | 14                 | 4                  |
| 2014/2015 | Спаренные матчи                 | 6                  | 0                  | 0                  | 5                  | 1                  | —                  | 11                 | 22                 | 1                  | —                  | 12                 | 4                  | 0                  | 6                  | 2                  | —                  | 29                 | 39                 | 14                 | 4                  |
| 2015/2016 | Кубок Карьяла                   | 3                  | 1                  | 0                  | 1                  | 1                  | —                  | 10                 | 9                  | 4                  | 3                  | 12                 | 4                  | 0                  | 6                  | 2                  | —                  | 35                 | 33                 | 14                 | 4                  |
| 2015/2016 | Кубок Первого канала            | 3                  | 1                  | 0                  | 2                  | 0                  | —                  | 11                 | 9                  | 3                  | 4                  | 12                 | 4                  | 0                  | 6                  | 2                  | —                  | 35                 | 33                 | 14                 | 4                  |
| 2015/2016 | Спаренные матчи                 | 6                  | 2                  | 0                  | 3                  | 1                  | —                  | 14                 | 15                 | 7                  | —                  | 12                 | 4                  | 0                  | 6                  | 2                  | —                  | 35                 | 33                 | 14                 | 4                  |
| 2016/2017 | Кубок Карьяла                   | 3                  | 3                  | 0                  | 0                  | 0                  | —                  | 11                 | 3                  | 9                  | 1                  | 12                 | 8                  | 1                  | 2                  | 1                  | —                  | 38                 | 23                 | 27                 | 1                  |
| 2016/2017 | Кубок Первого канала            | 3                  | 2                  | 0                  | 1                  | 0                  | —                  | 10                 | 7                  | 6                  | 2                  | 12                 | 8                  | 1                  | 2                  | 1                  | —                  | 38                 | 23                 | 27                 | 1                  |
| 2016/2017 | Хоккейные игры Oddset           | 3                  | 3                  | 0                  | 0                  | 0                  | —                  | 10                 | 5                  | 9                  | 1                  | 12                 | 8                  | 1                  | 2                  | 1                  | —                  | 38                 | 23                 | 27                 | 1                  |
| 2016/2017 | Хоккейные игры Carlson          | 3                  | 0                  | 1                  | 1                  | 1                  | —                  | 7                  | 8                  | 3                  | 3                  | 12                 | 8                  | 1                  | 2                  | 1                  | —                  | 38                 | 23                 | 27                 | 1                  |
| 2017/2018 | Кубок Карьяла                   | 3                  | 2                  | 0                  | 1                  | 0                  | —                  | 13                 | 7                  | 6                  | 2                  | 10                 | 4                  | 0                  | 5                  | 1                  | —                  | 23                 | 20                 | 13                 | 3                  |
| 2017/2018 | Кубок Первого канала            | 3                  | 3                  | 0                  | 0                  | 0                  | —                  | 8                  | 1                  | 9                  | 1                  | 10                 | 4                  | 0                  | 5                  | 1                  | —                  | 23                 | 20                 | 13                 | 3                  |
| 2017/2018 | Хоккейные игры Carlson          | 3                  | 0                  | 0                  | 3                  | 0                  | —                  | 3                  | 6                  | 0                  | 4                  | 10                 | 4                  | 0                  | 5                  | 1                  | —                  | 23                 | 20                 | 13                 | 3                  |
| 2017/2018 | Хоккейные игры Beijer           | 3                  | 1                  | 0                  | 1                  | 1                  | —                  | 7                  | 8                  | 4                  | 3                  | 10                 | 4                  | 0                  | 5                  | 1                  | —                  | 23                 | 20                 | 13                 | 3                  |
| 2018/2019 | Кубок Карьяла                   | 3                  | 2                  | 0                  | 1                  | 0                  | —                  | 9                  | 6                  | 6                  | 1                  | 12                 | 6                  | 2                  | 4                  | 0                  | —                  | 41                 | 27                 | 22                 | 1                  |
| 2018/2019 | Кубок Первого канала            | 3                  | 2                  | 1                  | 0                  | 0                  | —                  | 15                 | 4                  | 8                  | 1                  | 12                 | 6                  | 2                  | 4                  | 0                  | —                  | 41                 | 27                 | 22                 | 1                  |
| 2018/2019 | Хоккейные игры Beijer           | 3                  | 1                  | 1                  | 1                  | 0                  | —                  | 8                  | 7                  | 5                  | 2                  | 12                 | 6                  | 2                  | 4                  | 0                  | —                  | 41                 | 27                 | 22                 | 1                  |
| 2018/2019 | Хоккейные игры Carlson          | 3                  | 1                  | 0                  | 2                  | 0                  | —                  | 9                  | 10                 | 3                  | 3                  | 12                 | 6                  | 2                  | 4                  | 0                  | —                  | 41                 | 27                 | 22                 | 1                  |
| 2019/2020 | Кубок Карьяла                   | 3                  | 0                  | 1                  | 2                  | 0                  | —                  | 8                  | 11                 | 2                  | 3                  | 9                  | 1                  | 2                  | 5                  | 1                  | —                  | 22                 | 30                 | 7                  | 4                  |
| 2019/2020 | Кубок Первого канала            | 3                  | 1                  | 1                  | 1                  | 0                  | —                  | 9                  | 7                  | 4                  | 2                  | 9                  | 1                  | 2                  | 5                  | 1                  | —                  | 22                 | 30                 | 7                  | 4                  |
| 2019/2020 | Хоккейные игры Beijer           | 3                  | 0                  | 0                  | 2                  | 1                  | —                  | 5                  | 12                 | 1                  | 4                  | 9                  | 1                  | 2                  | 5                  | 1                  | —                  | 22                 | 30                 | 7                  | 4                  |
| 2020/2021 | Кубок Карьяла                   | 3                  | 2                  | 1                  | 0                  | 0                  | —                  | 11                 | 3                  | 8                  | 1                  | 12                 | 7                  | 3                  | 2                  | 0                  | —                  | 43                 | 27                 | 27                 | 1                  |
| 2020/2021 | Кубок Первого канала            | 3                  | 2                  | 1                  | 0                  | 0                  | —                  | 13                 | 5                  | 8                  | 1                  | 12                 | 7                  | 3                  | 2                  | 0                  | —                  | 43                 | 27                 | 27                 | 1                  |
| 2020/2021 | Хоккейные игры Beijer           | 3                  | 2                  | 1                  | 0                  | 0                  | —                  | 12                 | 7                  | 8                  | 1                  | 12                 | 7                  | 3                  | 2                  | 0                  | —                  | 43                 | 27                 | 27                 | 1                  |
| 2020/2021 | Хоккейные игры Carlson          | 3                  | 1                  | 0                  | 2                  | 0                  | —                  | 7                  | 12                 | 3                  | 4                  | 12                 | 7                  | 3                  | 2                  | 0                  | —                  | 43                 | 27                 | 27                 | 1                  |
| 2021/2022 | Кубок Карьяла                   | 3                  | 1                  | 0                  | 2                  | 0                  | —                  | 8                  | 9                  | 3                  | 3                  | 6                  | 3                  | 0                  | 2                  | 1                  | —                  | 16                 | 14                 | 8                  | 4                  |
| 2021/2022 | Кубок Первого канала            | 4                  | 3                  | 0                  | 0                  | 1                  | —                  | 12                 | 8                  | 7                  | 2                  | 6                  | 3                  | 0                  | 2                  | 1                  | —                  | 16                 | 14                 | 8                  | 4                  |

### Кубки мира
| Год  | Место проведения | Главный тренер        | Ассистенты                                                                    | Капитан           | Групповой этап | Групповой этап | Групповой этап | Групповой этап | Групповой этап | Групповой этап | Групповой этап | Групповой этап | Групповой этап | Плей-офф                                                                   |
| Год  | Место проведения | Главный тренер        | Ассистенты                                                                    | Капитан           | М              | И              | В              | П              | ПО             | Н              | Очки           | ШЗ             | ШП             | Плей-офф                                                                   |
| ---- | --- | --------------------- | ----------------------------------------------------------------------------- | ----------------- | -------------- | -------------- | -------------- | -------------- | -------------- | -------------- | -------------- | -------------- | -------------- | -------------------------------------------------------------------------- |
| 1996 | Оттава/Монреаль/Ванкувер, Канада Нью-Йорк/Филадельфия, США Стокгольм, Швеция Хельсинки, Финляндия Гармиш-Партенкирхен, Германия Прага, Чехия | Борис Михайлов        | Евгений Зимин, Сергей Макаров                                                 | Вячеслав Фетисов  | 3              | 3              | 1              | 2              | —              | 0              | 2              | 12             | 14             | Победа в четвертьфинале, 5-0 (Финляндия) Поражение в полуфинале, 2-5 (США) |
| 2004 | Торонто/Монреаль, Канада Сент-Пол, США Стокгольм, Швеция Хельсинки, Финляндия Кёльн, Германия Прага, Чехия                                   | Зинэтула Билялетдинов | Виктор Тихонов, Владимир Юрзинов                                              | Алексей Ковалёв   | 2              | 3              | 2              | 1              | —              | 0              | 4              | 9              | 6              | Поражение в четвертьфинале, 3-5 (США)                                      |
| 2016 | Торонто, Канада | Олег Знарок           | Харийс Витолиньш, Игорь Никитин, Илья Воробьёв, Алексей Жамнов, Рашит Давыдов | Александр Овечкин | 2              | 3              | 2              | 1              | 0              | —              | 4              | 8              | 5              | Поражение в полуфинале, 3-5 (Канада)                                       |

Также сборная России завоёвывала награды на следующих турнирах:
- Обладатель Кубка Германии: 1992, 1993.
- Победитель Турнира на призы газеты «Известия»: 1992, 1993, 1994, 1995.
- Обладатель Кубка Сауна: 1992.
- Второй призёр Кубка Ниссана: 1992, 1994
- Третий призёр турнира «Северное сияние»: 1995.

## Форма
Традиционные цвета формы сборной России — белый, синий и красный — не менялись с 1992 года. Отличительные признаки — двуглавый орёл с гербом России и подпись «Россия» декоративным старославянским шрифтом. При этом дизайн формы постоянно менялся: до Олимпиады 2002 года на форме изображался герб Федерации хоккея России, со времён Олимпиады 2006 года на форме изображается государственный герб России. В 2018 году в связи с дисквалификацией Олимпийского комитета России на грудь был добавлен вместо герба России номер игрока с подписью «Olympic Athlete from Russia». В 2021 году похожая ситуация произошла на чемпионате мира, только на сей раз команда выступала с флагом ОКР на груди. Новый комплект был подготовлен к Олимпийским играм 2022, где однако сохранился флаг ОКР на белом фоне.

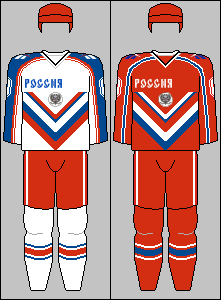
ОИ-1994
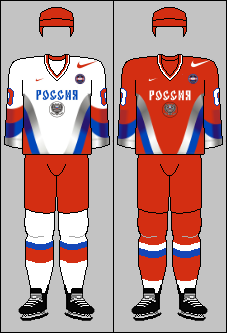
ЧМ-1996
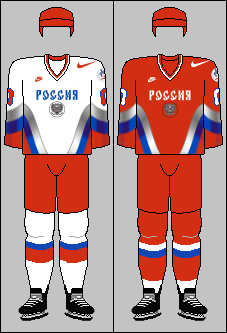
КМ-1996
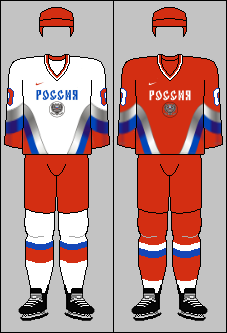
1998-1999
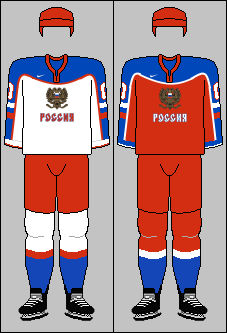
2000
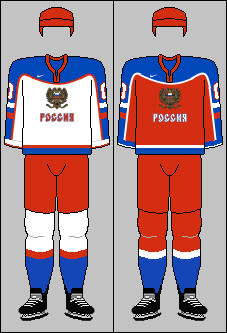
2001-2004
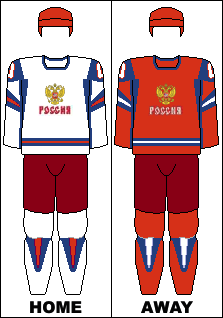
ЧМ-2013
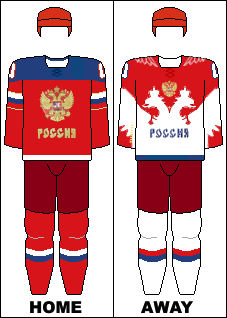
ОИ-2014
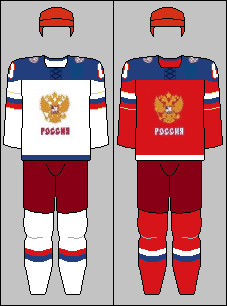
ЧМ-2014
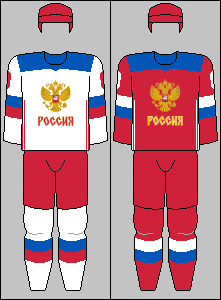
КМ-2016
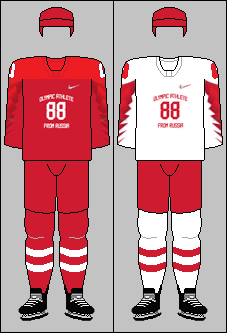
ОИ-2018
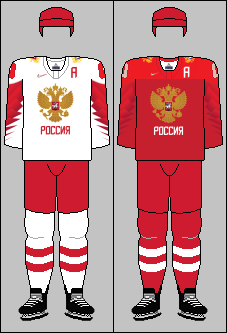
2018-2020
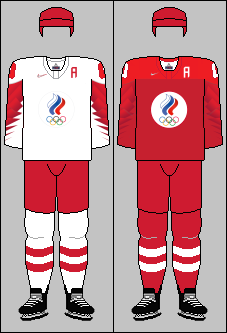
ЧМ-2021
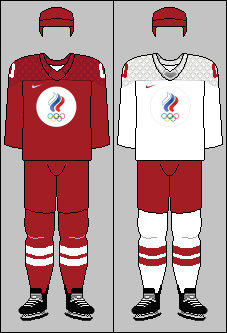
ОИ-2022

## Неиспользуемые номера
- 17 — игровой номер Валерия Харламова, под которым он выступал за сборную СССР.

## Рекорды
- Сборная России является лидером по длительности победной серии на чемпионатах мира — 27 матчей без поражений, начиная с матча за 3-е место на чемпионате мира 2007, и заканчивая финалом чемпионата мира 2010. Предыдущий рекорд был за СССР — 24 матча подряд. Однако победная серия сборной Советского Союза была прервана ничьей, чего по нынешним правилам быть не может.